# Lijst van personen overleden in 2001
Dit is een lijst van personen die zijn overleden in 2001.

## Januari

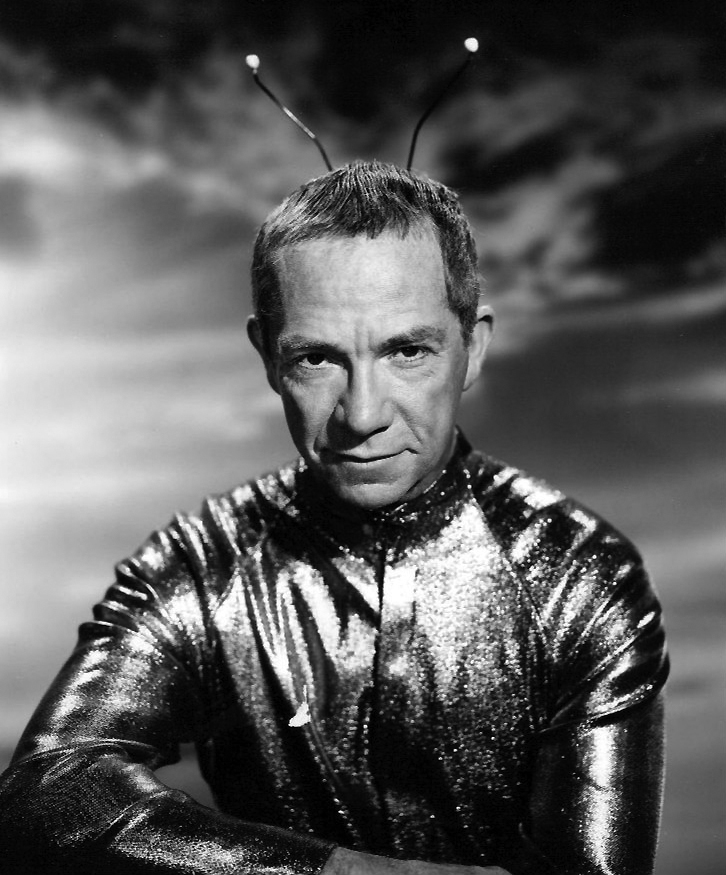
Ray Walston
1 januari

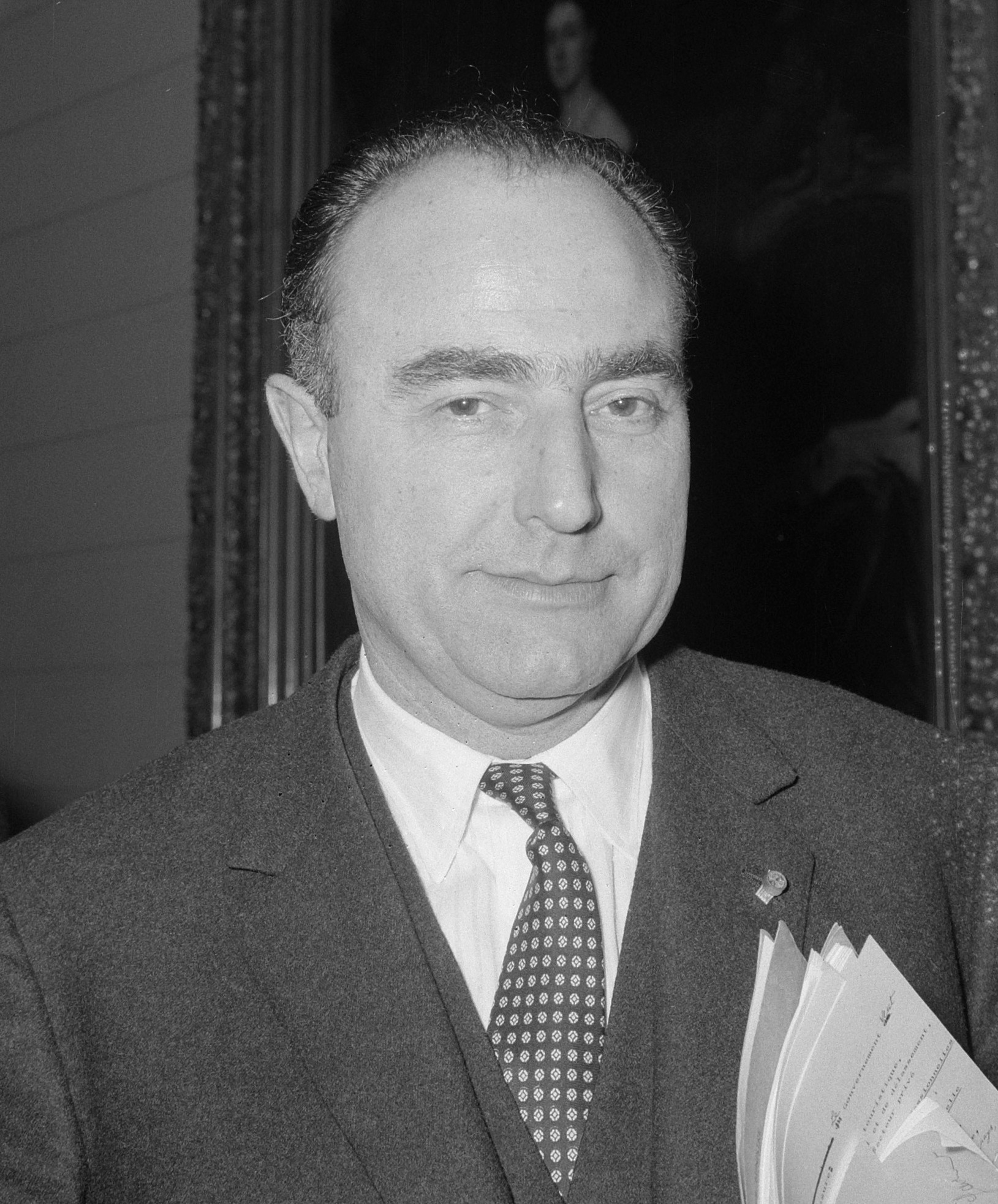
Paul Vanden Boeynants
8 januari

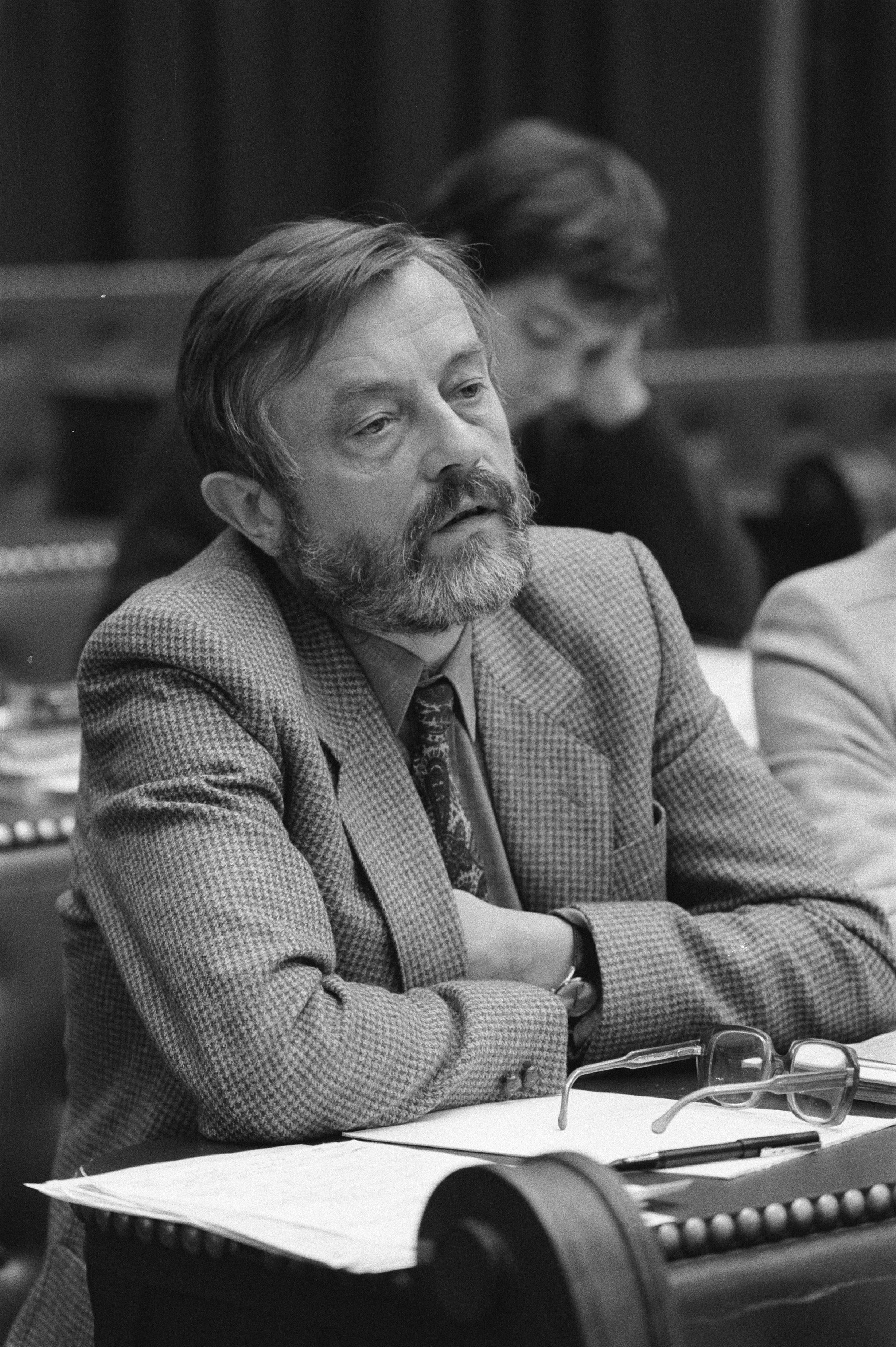
Dolf Coppes
9 januari

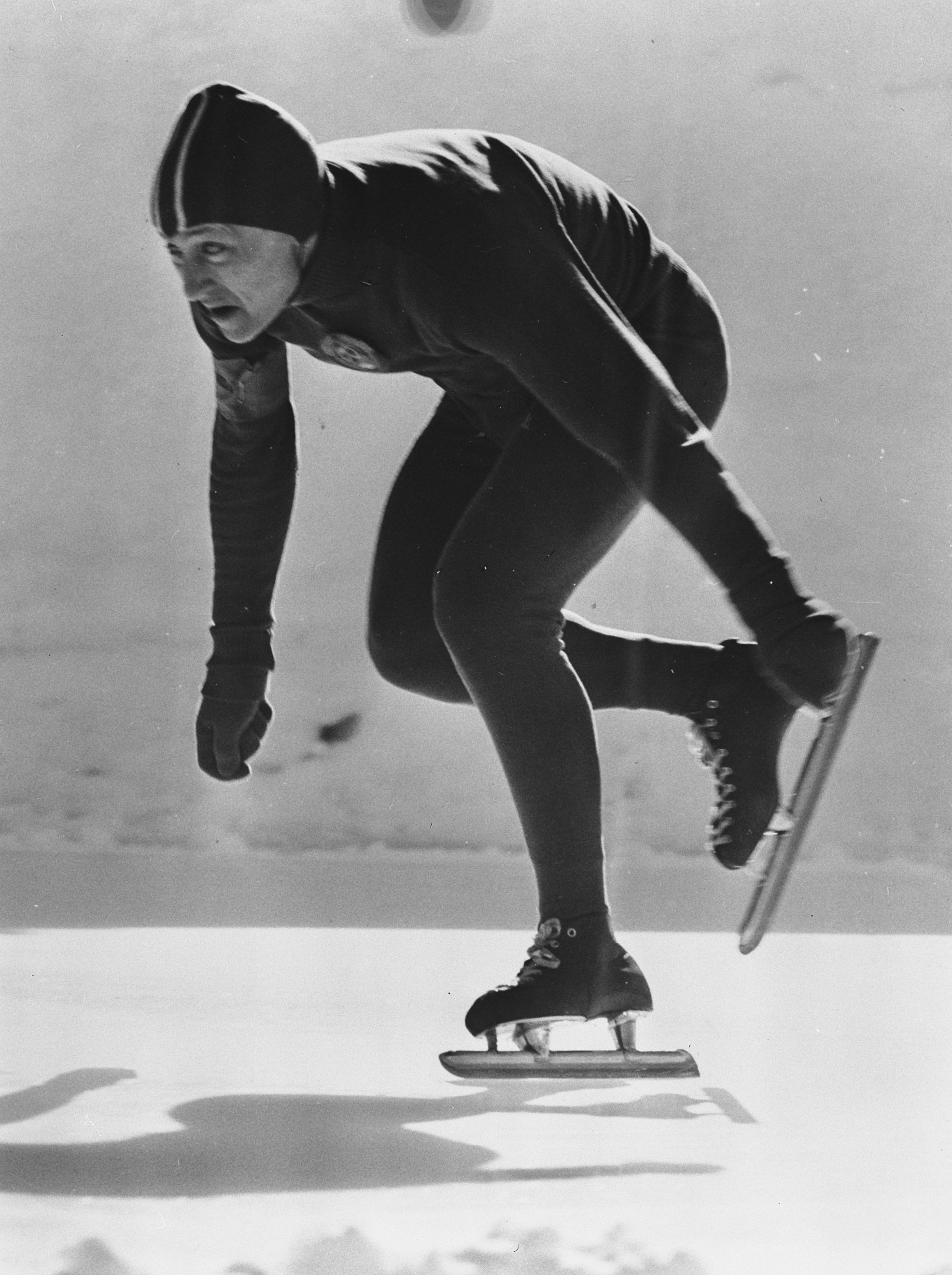
Boris Stenin
18 januari

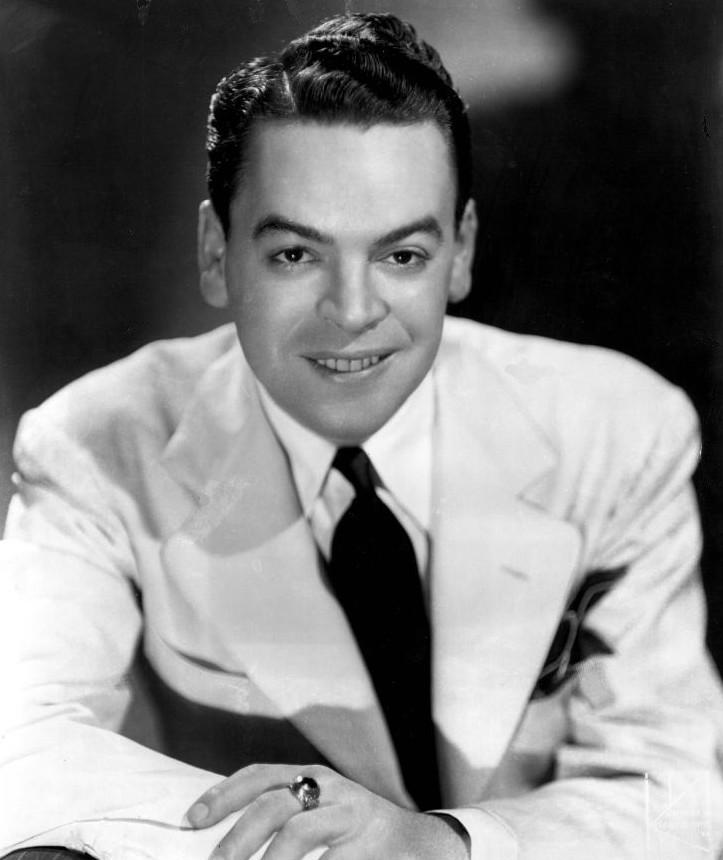
Les Brown
24 januari

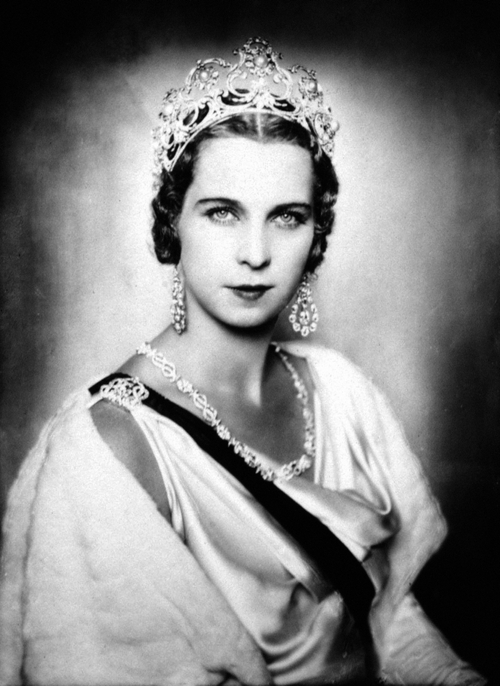
Marie José van België
27 januari

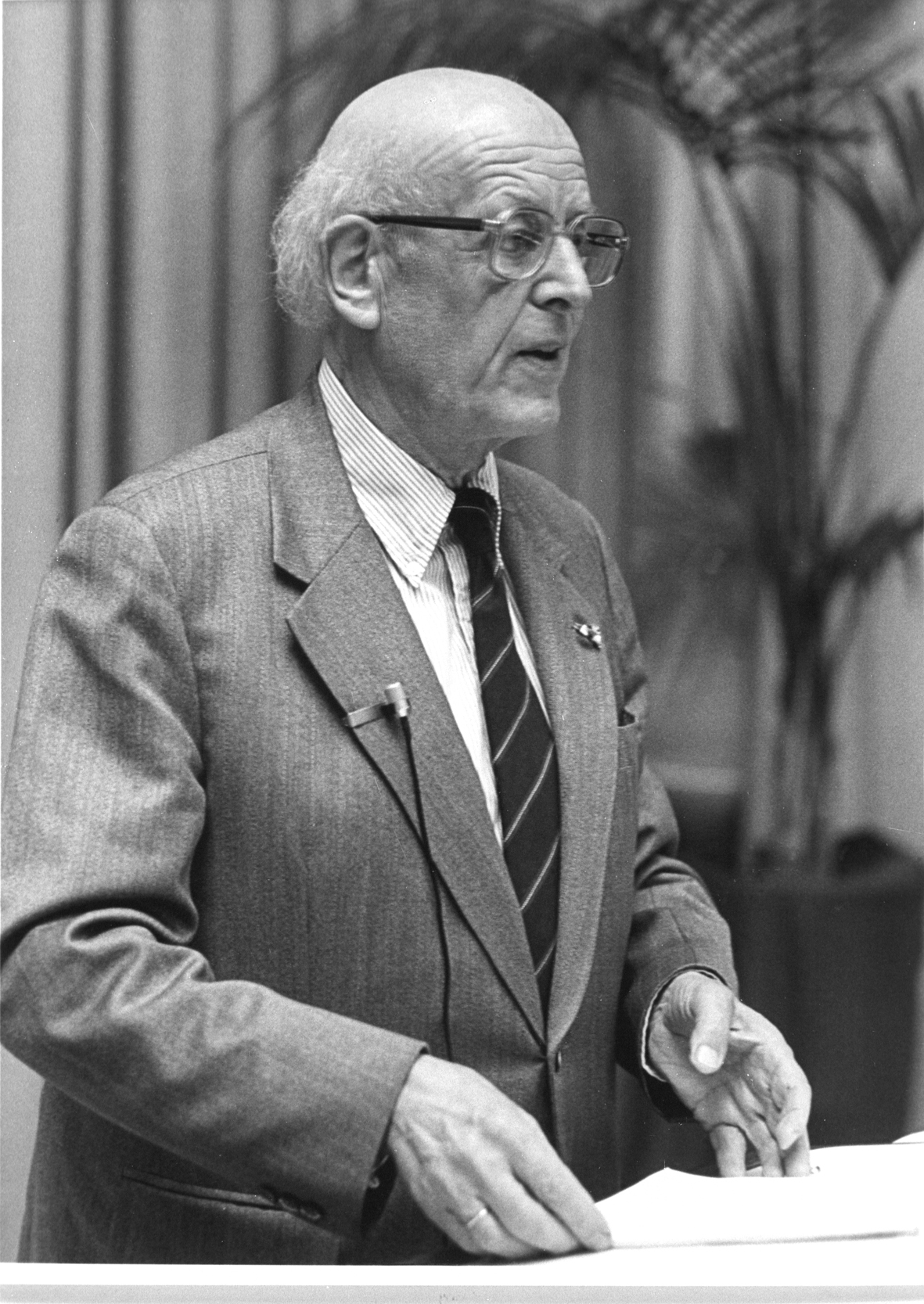
Andries Querido
30 januari

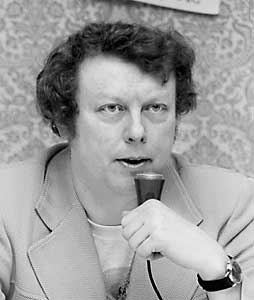
Gordon R. Dickson
31 januari

| 1 | 2 | 3 | 4 | 5 | 6 | 7 | 8 | 9 | 10 | 11 | 12 | 13 | 14 | 15 | 16 | 17 | 18 | 19 | 20 | 21 | 22 | 23 | 24 | 25 | 26 | 27 | 28 | 29 | 30 | 31 |
| - | - | - | - | - | - | - | - | - | -- | -- | -- | -- | -- | -- | -- | -- | -- | -- | -- | -- | -- | -- | -- | -- | -- | -- | -- | -- | -- | -- |

### 1 januari
- Remi Capoen (84), Belgisch wielrenner
- Jan de Jong (83), Nederlands architect
- Michael Stremel (34), Amerikaans filmproducent
- Ray Walston (86), Amerikaans acteur

### 2 januari
- Reinier Braams (77), Nederlands politicus en scheikundige
- William P. Rogers (87), Amerikaans politicus
- Pierre van Soest (77), Nederlands beeldend kunstenaar

### 5 januari
- Elizabeth Anscombe (91), Brits filosofe

### 6 januari
- Siep Martens (70), Nederlands jurist
- Pretaap Radhakishun (66), Surinaams politicus

### 7 januari
- James Carr (58), Amerikaans zanger
- Alfonso Corona (92), Mexicaans politicus
- Charles Hélou (87), Libanees politicus
- Johan van der Keuken (62), Nederlands filmmaker en fotograaf

### 8 januari
- Paul Vanden Boeynants (81), Belgisch politicus

### 9 januari
- Dolf Coppes (75), Nederlands politicus en priester
- Carol Voges (75), Nederlands illustrator

### 11 januari
- Wanda Jean Allen (41), Amerikaans moordenares
- Thomas Delahaye (57), Belgisch politicus
- Maurits Goossens (86), Belgisch acteur
- James Hill (84), Amerikaans filmproducent
- Vera Konstantinova van Rusland (94), lid Russische tsarenfamilie

### 12 januari
- Luiz Bonfá (78), Braziliaans gitarist en componist
- Hendrik Willem Groot Enzerink (85), Nederlands verzetsstrijder
- William Hewlett (87), Amerikaans ondernemer
- Adhemar da Silva (73), Braziliaans atleet

### 14 januari
- József Csermák (68), Hongaars atleet
- Burkhard Heim (75), Duits natuurkundige
- Vic Wilson (69), Brits autocoureur

### 15 januari
- Alex Blignaut (68), Zuid-Afrikaans autocoureur

### 16 januari
- Laurent-Désiré Kabila (62), president van Congo
- Theodoor Philip Mackay (89), Nederlands burgemeester
- Jules Vuillemin (80), Frans filosoof

### 17 januari
- Johan van der Bruggen (84), Nederlands judoka
- Gregory Corso (70), Amerikaans dichter
- Norris Turney (79), Amerikaanse jazzfluitist en -saxofonist
- Robert Vandezande (78), Belgisch politicus

### 18 januari
- Edward Goffinet (73), Belgisch geestelijke
- Boris Stenin (66), Russisch langebaanschaatser, schaatscoach en wetenschapper
- Henk Tieman (79), Nederlands kunstenaar

### 19 januari
- Emile-Edgard Jeunehomme (76), Belgisch politicus

### 23 januari
- Mikael Sundström (43), Fins autocoureur

### 24 januari
- Les Brown (88), Amerikaans muzikant en componist

### 26 januari
- Roel van Duin (75), Nederlands bestuurder
- Jan Faber (83), Nederlands verzetsstrijder

### 27 januari
- Pim Boellaard (97), Nederlands militair en verzetsstrijder
- Kees Brouwer (81), Nederlands verzetsstrijder
- Joop Daniëls (69), Nederlands voetballer
- Marie José van België (94), koningin van Italië
- Johannes Verkuyl (93), Nederlands zendingspredikant

### 28 januari
- Ike Nienhuis (79), Nederlands schaatser

### 29 januari
- Lê Dung (49), Vietnamees operazangeres
- Ninian Smart (93), Brits godsdienstwetenschapper

### 30 januari
- Clotaire Cornet (94), Belgisch politicus
- Andries Querido (88), Nederlands geneeskundige

### 31 januari
- Renaat Braem (90), Belgisch architect
- Gordon R. Dickson (77), Canadees schrijver

## Februari

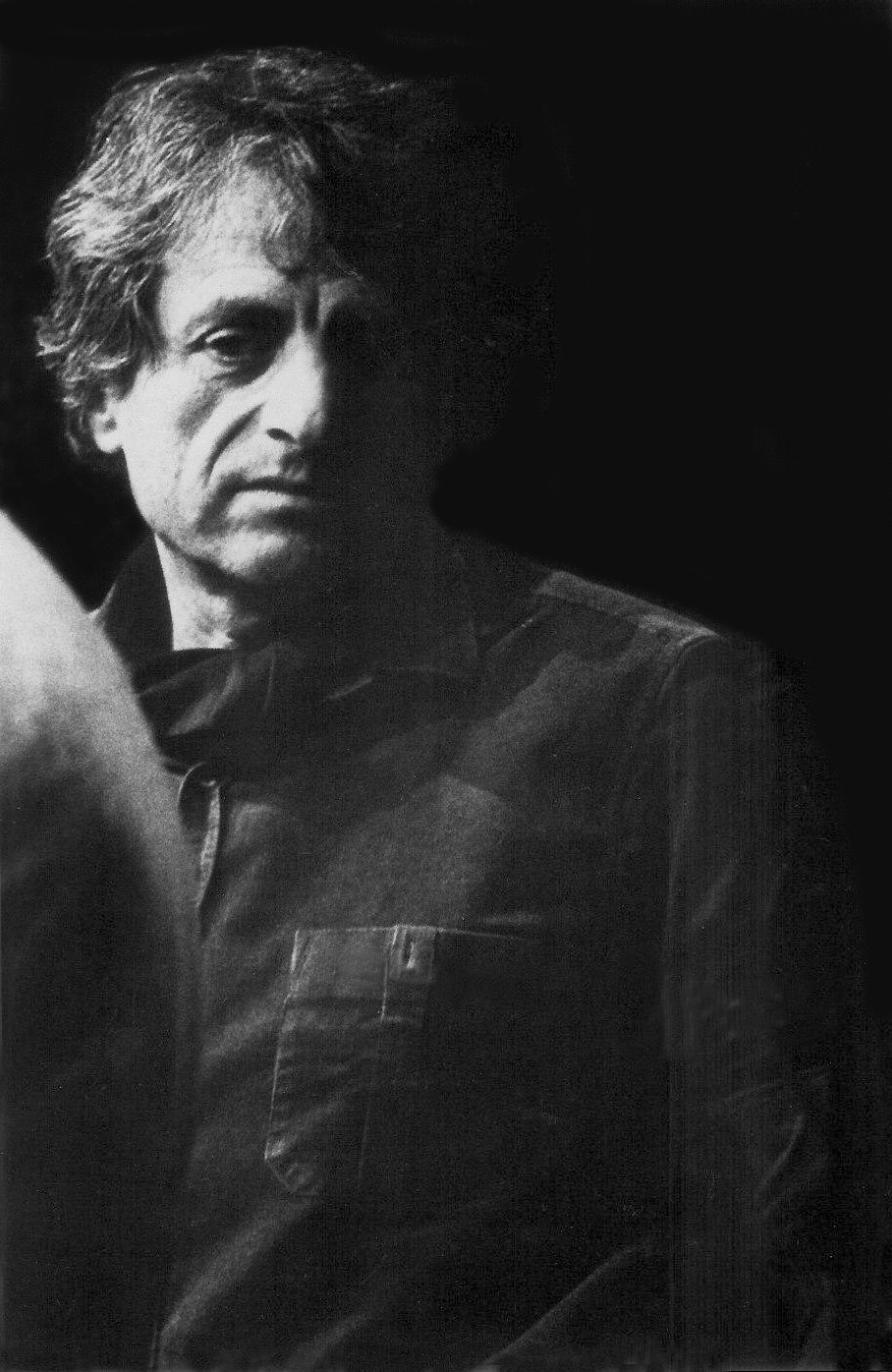
Iannis Xenakis
4 februari

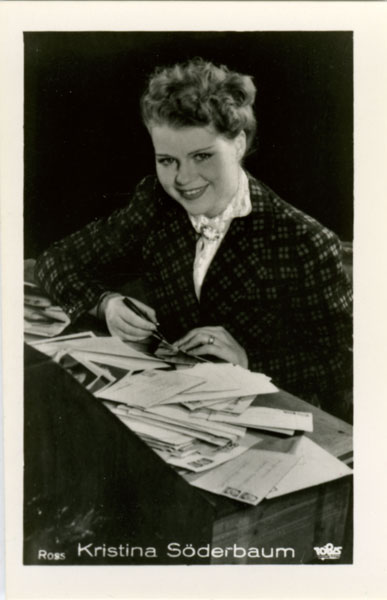
Kristina Söderbaum
12 februari

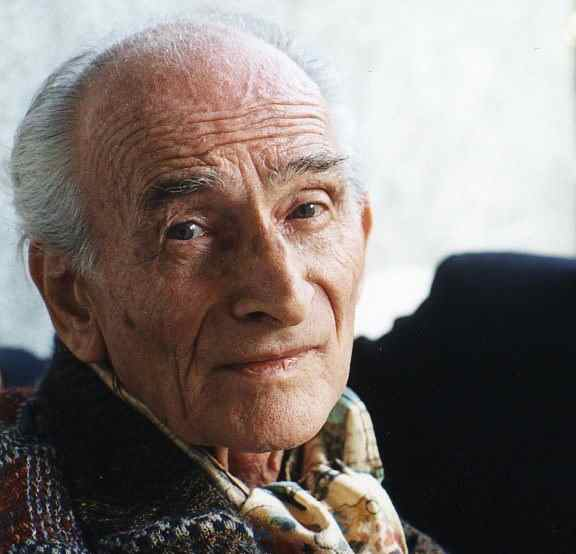
Balthus
18 februari

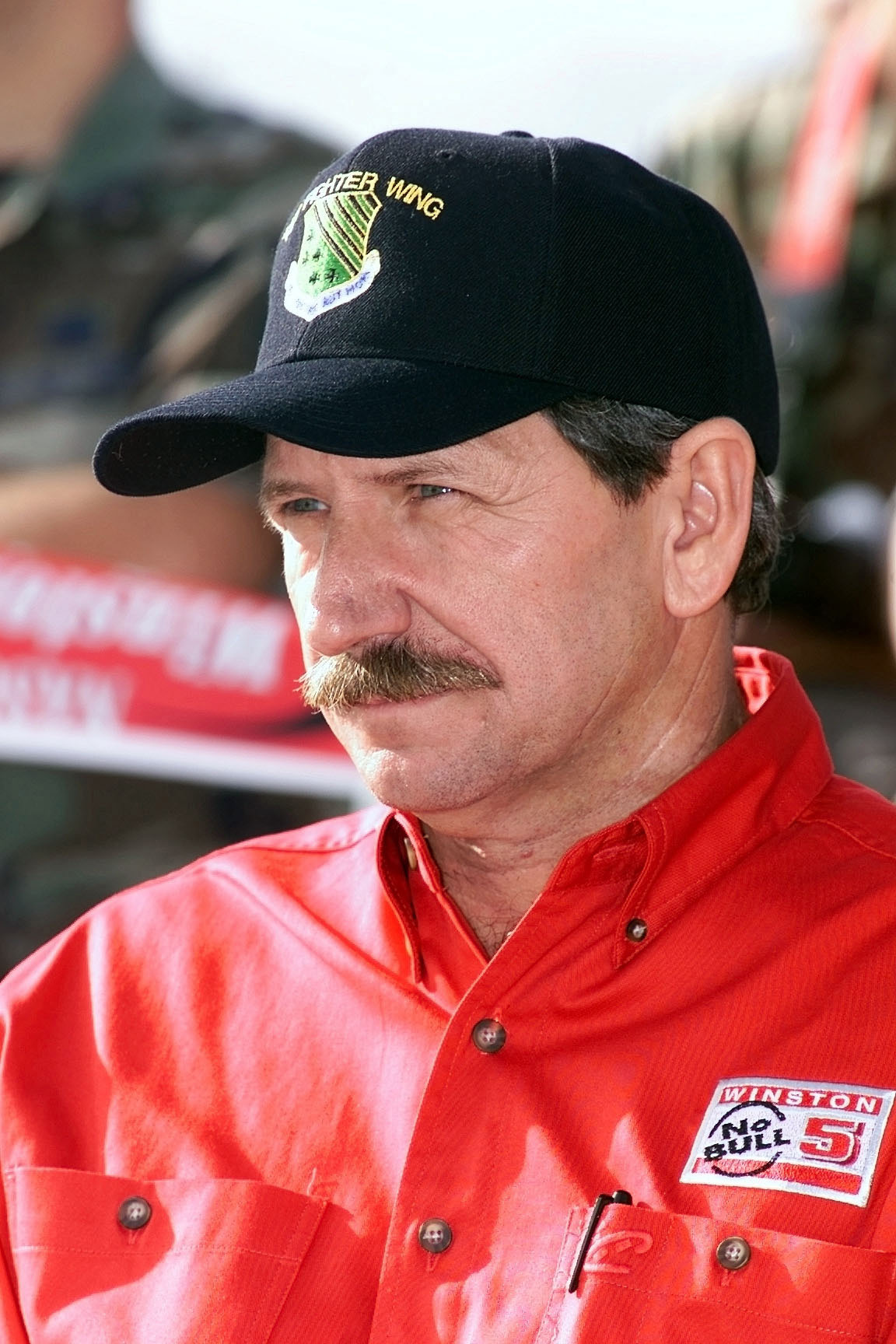
Dale Earnhardt
18 februari

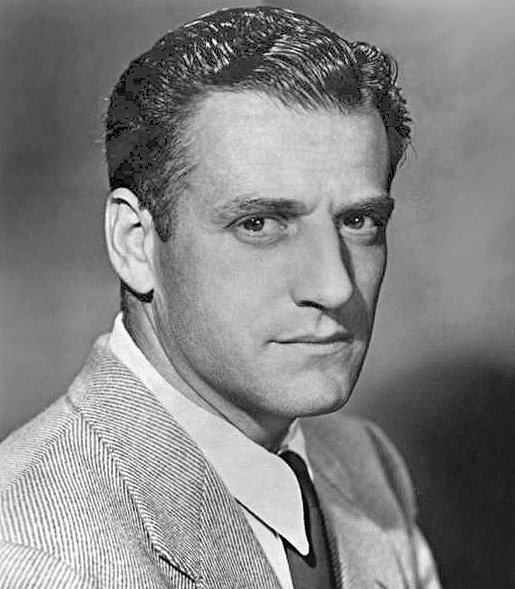
Stanley Kramer
19 februari

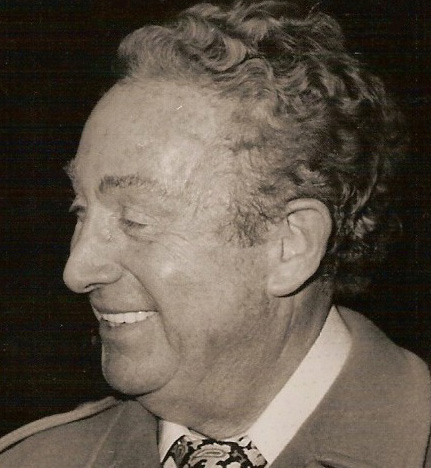
Charles Trenet
19 februari

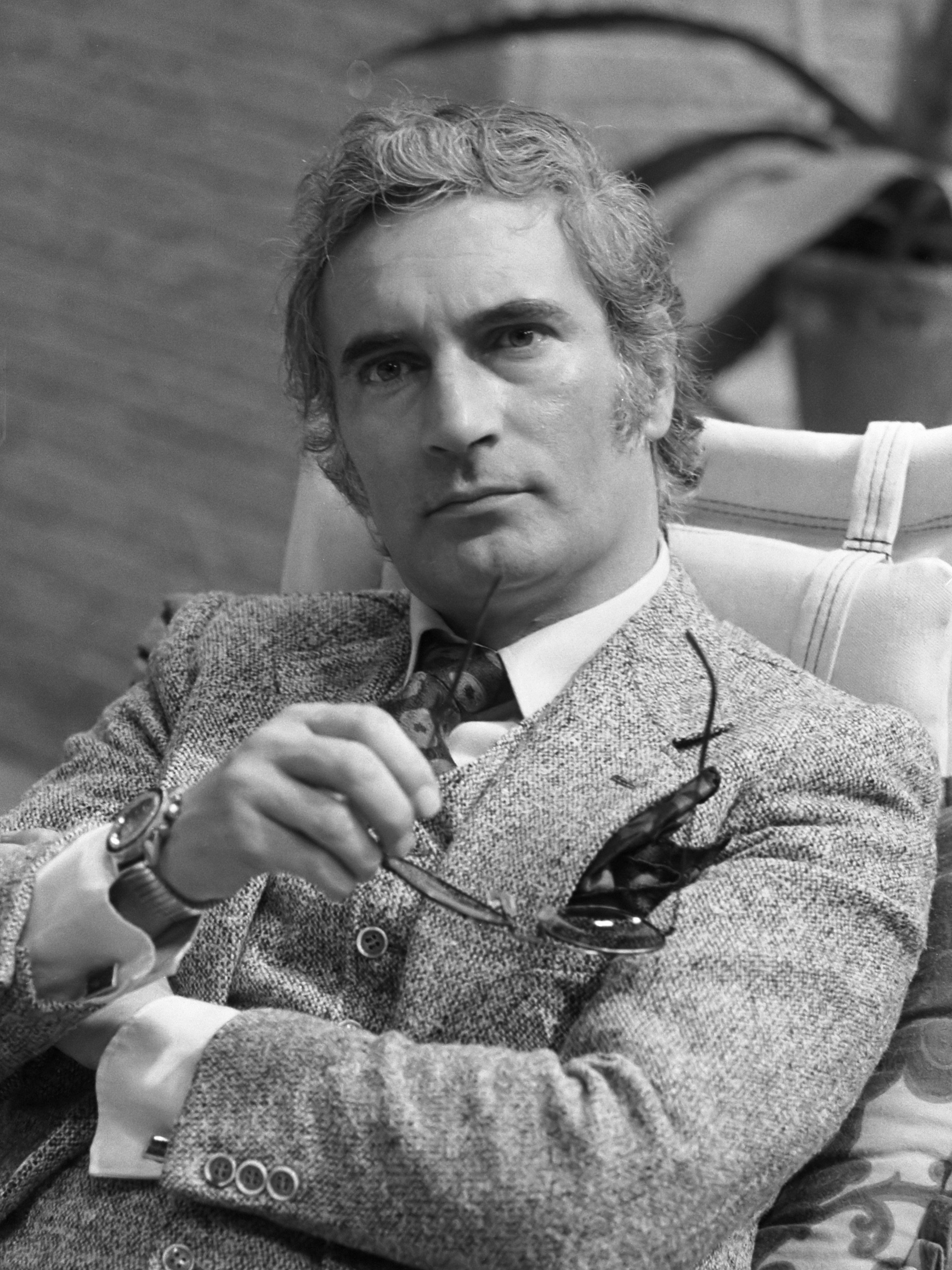
Maxim Hamel
20 februari

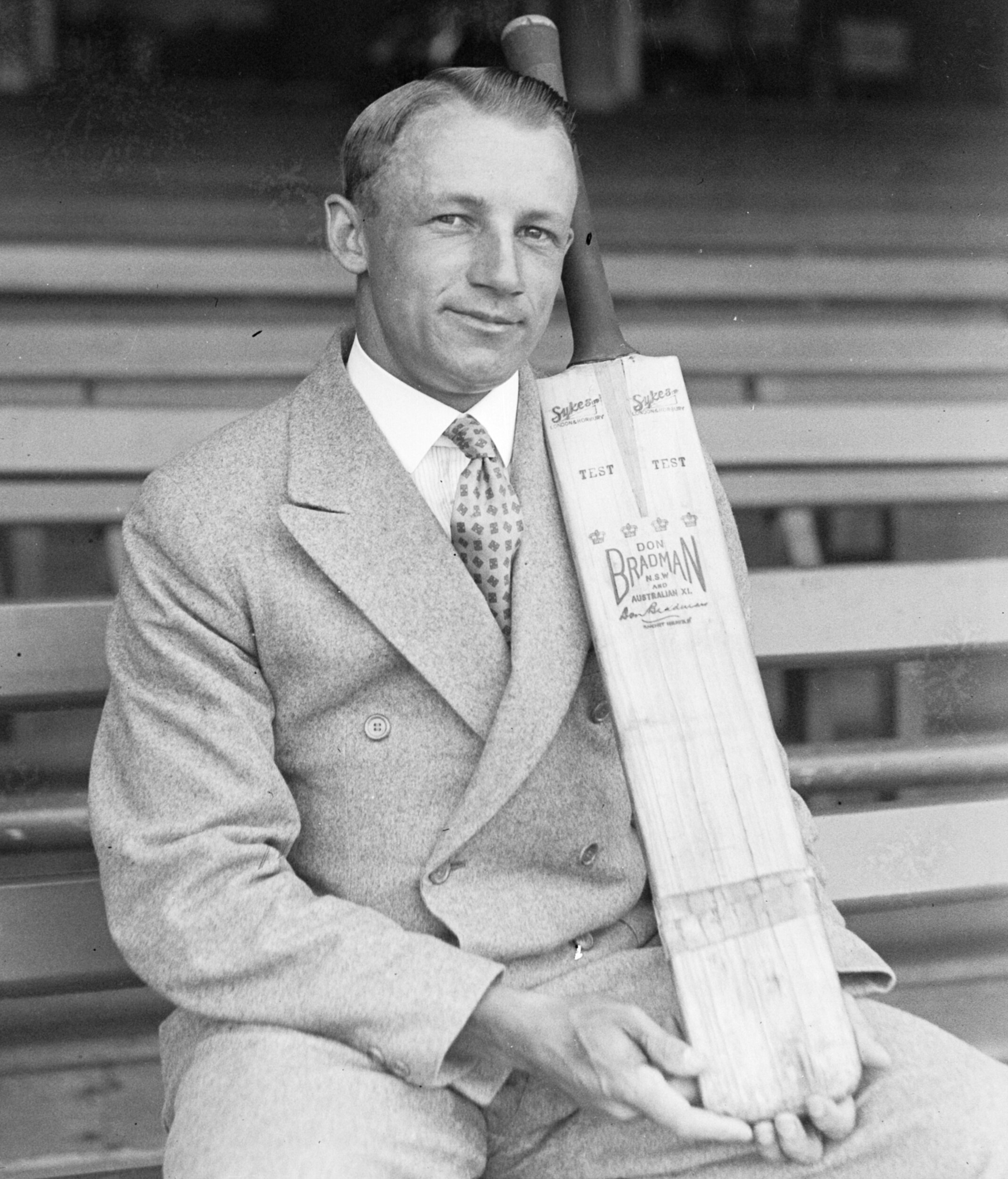
Donald Bradman
24 februari

| 1 | 2 | 3 | 4 | 5 | 6 | 7 | 8 | 9 | 10 | 11 | 12 | 13 | 14 | 15 | 16 | 17 | 18 | 19 | 20 | 21 | 22 | 23 | 24 | 25 | 26 | 27 | 28 |
| - | - | - | - | - | - | - | - | - | -- | -- | -- | -- | -- | -- | -- | -- | -- | -- | -- | -- | -- | -- | -- | -- | -- | -- | -- |

### 1 februari
- John Pierrakos (79), Amerikaans psychiater
- Willem Strietman (83), Nederlands componist, musicoloog en pianist
- Hans Strumphler Tideman (82), Nederlands politicus

### 2 februari
- Piet Bergers (93), Belgisch acteur
- Rick van Santvoord (65), Amerikaans componist en dirigent

### 3 februari
- Jan Bijlefeld (78), Nederlands architect

### 4 februari
- Ernie McCoy (79), Amerikaans autocoureur
- Iannis Xenakis (78), Grieks-Frans componist en architect

### 5 februari
- Freerk Tjaberings (81), Nederlands burgemeester

### 7 februari
- Anne Morrow Lindbergh (94), Amerikaans luchtvaartpioniere en schrijfster

### 8 februari
- Giuseppe Casoria (92), Italiaans kardinaal
- Theo Klouwer (53), Nederlands drummer

### 9 februari
- Agustín Cárdenas (83), Cubaans schilder en beeldhouwer
- Gunnar Seidenfaden (92), Deens diplomaat en botanicus
- Herbert Simon (84), Amerikaans wiskundige

### 10 februari
- Niccolò Galli (17), Italiaans voetballer
- Lewis Arquette (65), Amerikaans acteur
- Tjalle Jager (86), Nederlands politicus

### 11 februari
- Bud Clemons (82), Amerikaans autocoureur

### 12 februari
- Walraven van Heeckeren van Molecaten (86), lid Nederlandse adel
- Kristina Söderbaum (88), Zweeds-Duits actrice

### 13 februari
- Constant Huygelen (71), Belgisch viroloog
- Manuela (57), Duits zangeres

### 14 februari
- Guy Grosso (67), Frans acteur
- Mimi van den Hurk (81), Nederlands verzetsstrijder

### 15 februari
- Ricardo Otxoa (26), Spaans wielrenner
- Charles van der Sluis (81), Nederlands verzetsstrijder

### 16 februari
- Catharina van Dam-Groeneveld (113), oudste persoon in Nederland

### 17 februari
- Paul Julien (99), Nederlands antropoloog en ontdekkingsreiziger
- Rink van der Velde (68), Nederlands journalist en schrijver
- Richard Wurmbrand (91), Roemeens predikant en schrijver

### 18 februari
- Balthus (Balthasar Kłossowski) (92), Frans kunstschilder
- Dale Earnhardt (49), Amerikaans autocoureur
- Franso Hariri (63), Assyrisch politicus
- Arthur Meunier (87), Belgisch politicus

### 19 februari
- Jo van der Hoeven (85), Nederlands rechtsgeleerde
- Stanley Kramer (87), Amerikaans filmregisseur
- Charles Trenet (87), Frans chansonnier

### 20 februari
- Maxim Hamel (72), Nederlands acteur
- Donella Meadows (59), Amerikaans milieuwetenschapper
- Albert Mossdorf (89), Zwitsers politicus

### 21 februari
- Robert Enrico (69), Franse televisiemaker en filmregisseur

### 22 februari
- Christopher Mitchell (53), Brits acteur

### 23 februari
- Robert Enrico (69), Italiaans filmregisseur
- Sergio Mantovani (71), Italiaans autocoureur

### 24 februari
- Hedde Boerema (80), Nederlands politicus
- Donald Bradman (92), Australisch cricketspeler
- Agnel Degadt (85), Belgisch geestelijke
- Claude Shannon (84), Amerikaans wiskundige en elektronisch ingenieur

### 25 februari
- Paul Huber (83), Zwitsers componist en dirigent
- Jacques Nathan Garamond (90), Frans beeldend kunstenaar
- Pete Monti (59), Belgisch zanger
- Sigurd Rascher (93), Amerikaans klassiek saxofonist

### 26 februari
- Johnny Fedricks (75), Amerikaans autocoureur
- Duke Nalon (87), Amerikaans autocoureur

### 28 februari
- Charles Pozzi (91), Frans autocoureur

## Maart

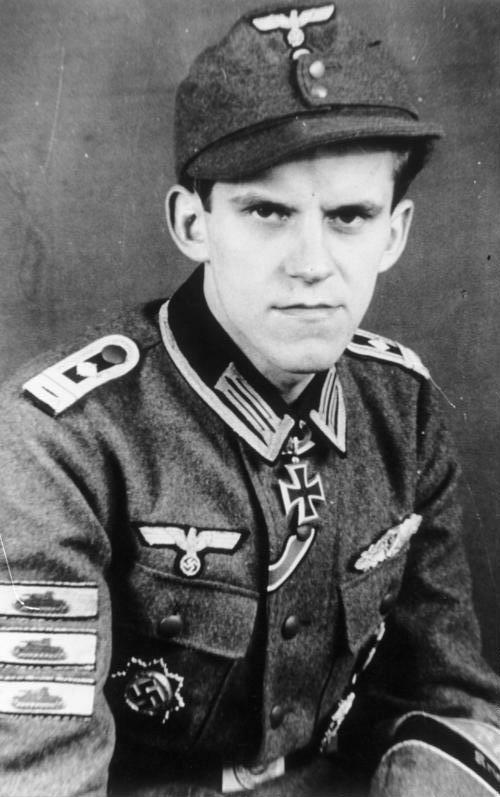
Hanns Hönscheid
2 maart

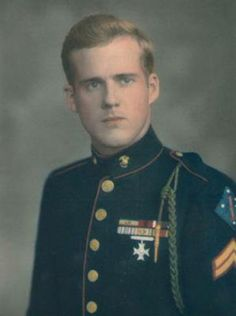
Eugene Sledge
3 maart

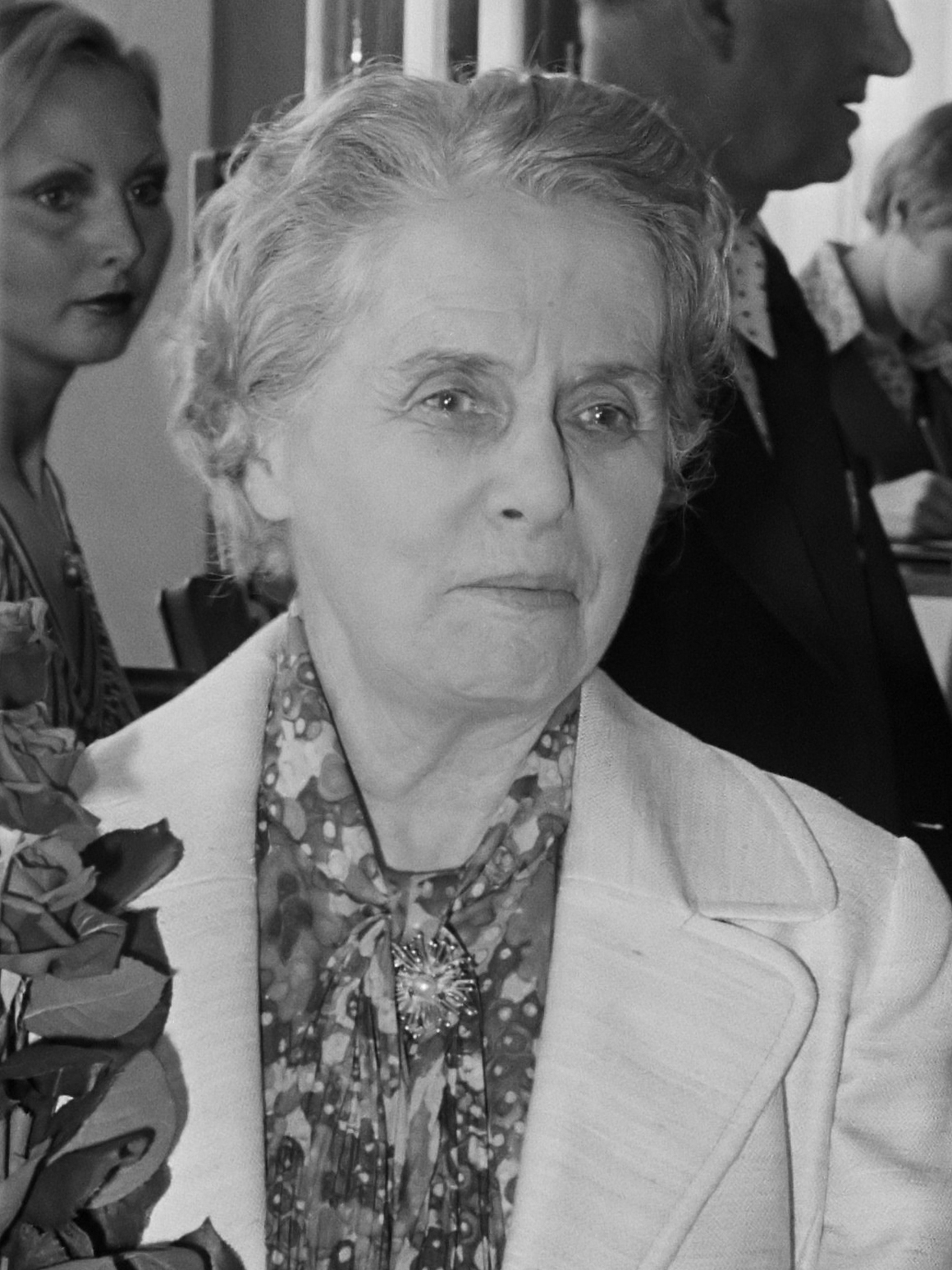
Ninette de Valois
8 maart

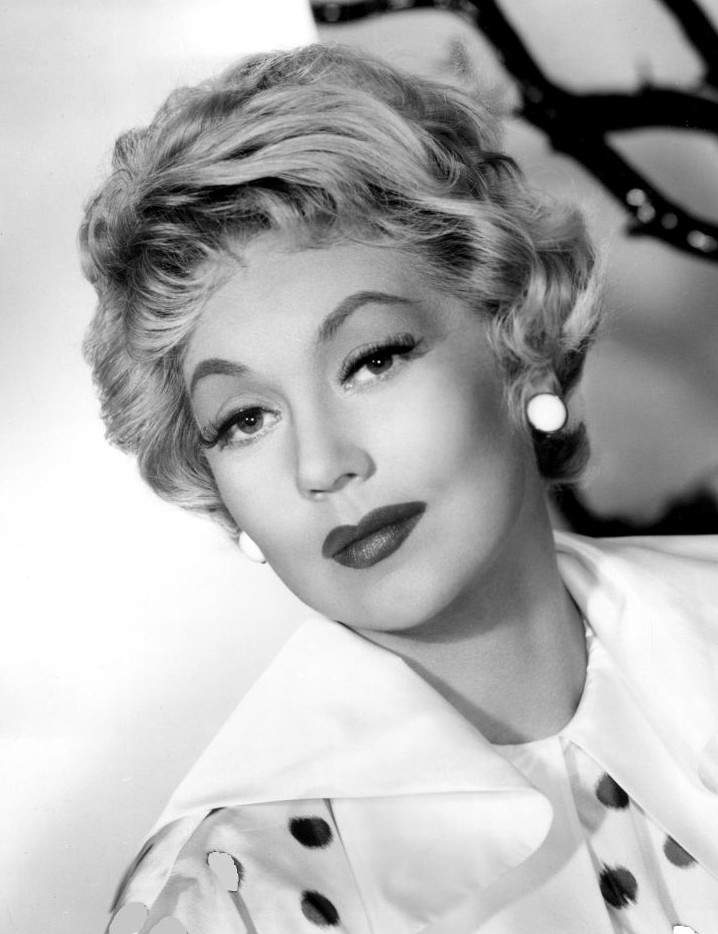
Ann Sothern
15 maart

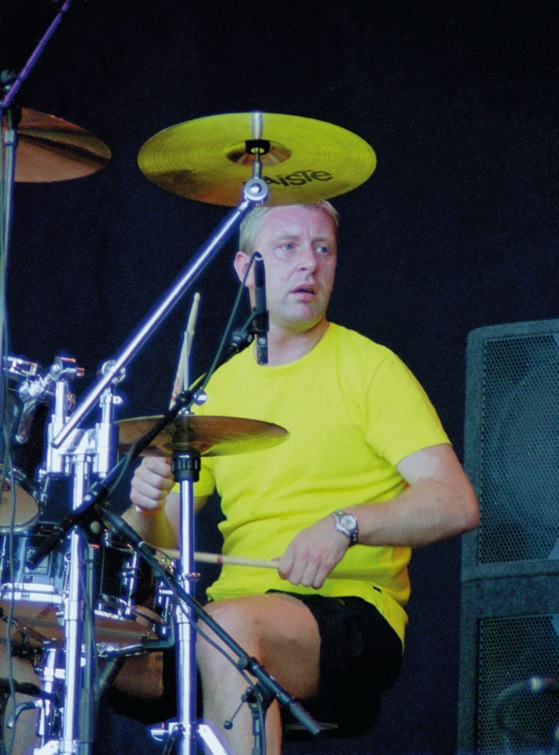
Chris Götte
17 maart

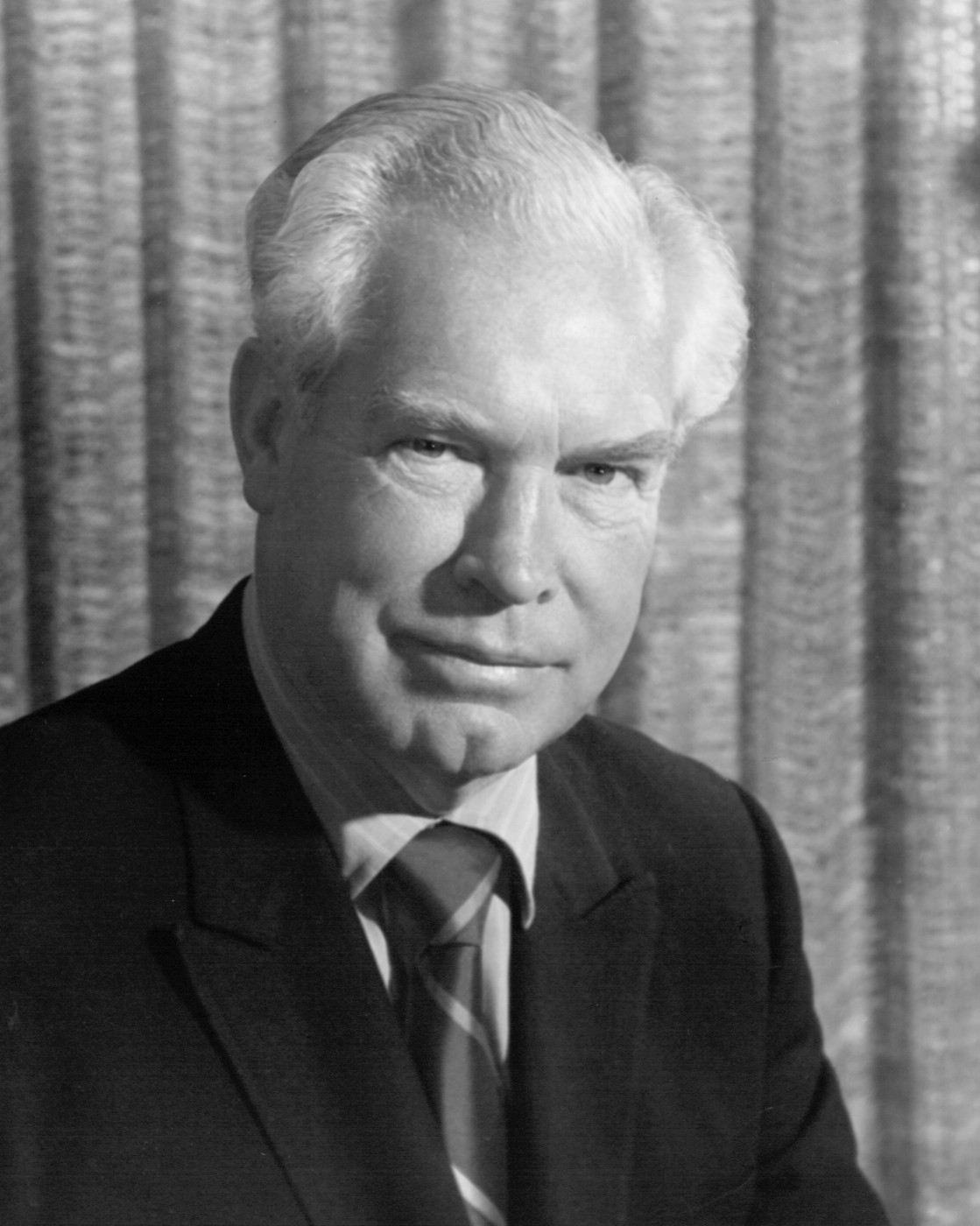
William Hanna
22 maart

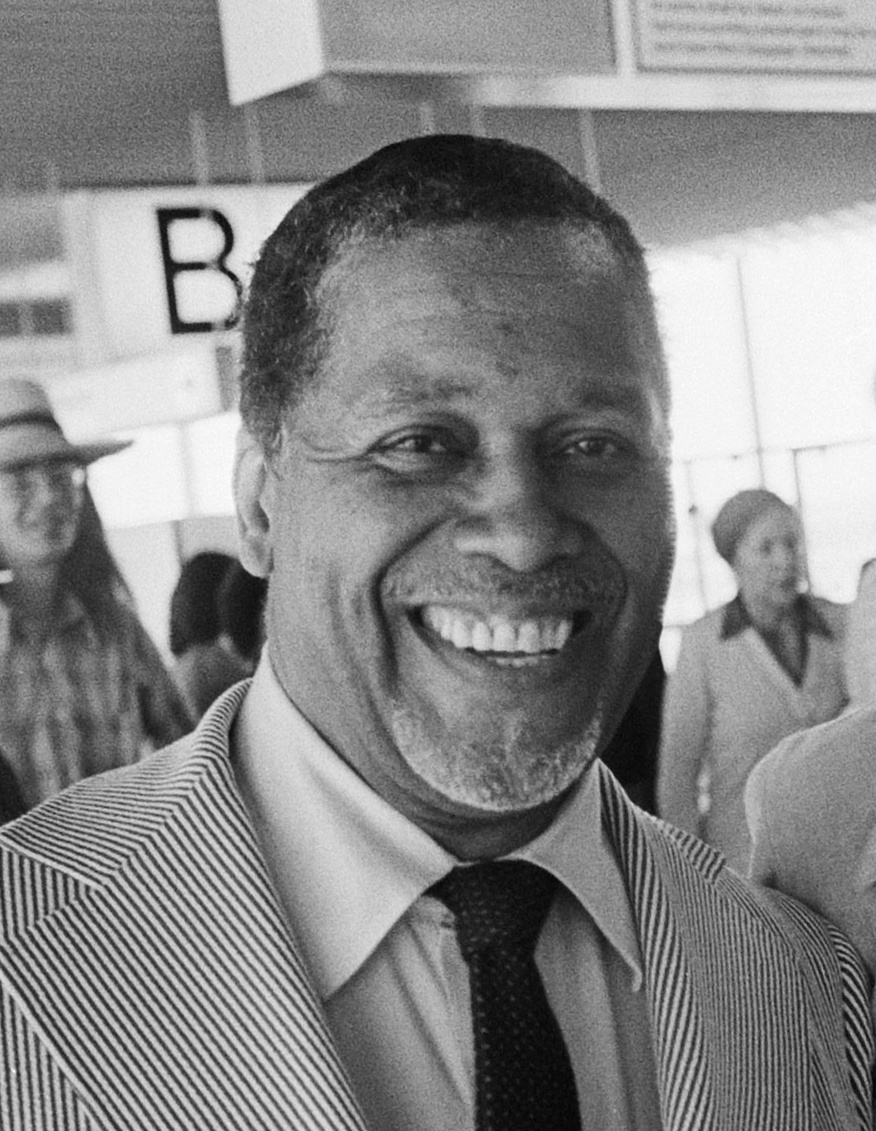
John Lewis
29 maart

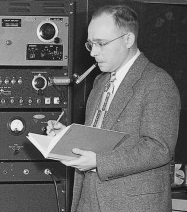
Clifford Shull
31 maart

| 1 | 2 | 3 | 4 | 5 | 6 | 7 | 8 | 9 | 10 | 11 | 12 | 13 | 14 | 15 | 16 | 17 | 18 | 19 | 20 | 21 | 22 | 23 | 24 | 25 | 26 | 27 | 28 | 29 | 30 | 31 |
| - | - | - | - | - | - | - | - | - | -- | -- | -- | -- | -- | -- | -- | -- | -- | -- | -- | -- | -- | -- | -- | -- | -- | -- | -- | -- | -- | -- |

### 1 maart
- Joseph Cyril Bamford (84), Brits ondernemer
- John Painter (112), oudste man ter wereld
- Ger Norbart (57), Nederlands handbaldoelman
- Hannie Termeulen (72), Nederlands zwemster

### 2 maart
- Louis Faurer (84), Amerikaans fotograaf
- Hanns Hönscheid (78), Duits journalist
- Arie Kleijwegt (80), Nederlands journalist en presentator
- John Meachin (59), Canadees voetballer en voetbalscheidsrechter

### 3 maart
- Gabriël Lisette (81), Tsjadisch politicus
- Ruud de Moor (72), Nederlands hoogleraar
- Ruhi Sarıalp (76), Turks hink-stap-springer
- Eugene Sledge (77), Amerikaans marinier

### 5 maart
- Sigurd Cochius (84), Nederlands muzikant
- Frans De Mulder (63), Belgisch wielrenner
- Aad van Dulst (71), Nederlands politicus
- Evrard de Limburg Stirum (73), Belgisch burgemeester
- Harry Paape (75), Nederlands historicus

### 6 maart
- Guus Brox (83), Nederlands voetbalmanager

### 7 maart
- Frankie Carle (97), Amerikaans swingmusicus
- Fons Wijnen (88), Nederlands militair

### 8 maart
- Ninette de Valois (102), Iers balletdanseres en choreografe

### 9 maart
- Martin van den Ham (38) Nederlands cabaretier en theatermaker
- Willem Mesotten (85), Belgisch politicus

### 10 maart
- Arturo Alcaraz (84), Filipijns wetenschapper
- Jorge Recalde (50), Argentijns rallycoureur
- Vincent Ritzer (57), Nederlands burgemeester
- Dick Slebos (77), Nederlands architect

### 11 maart
- Servaas Schoone (50), Nederlands kunstenaar

### 12 maart
- Jules Lismonde (92), Belgisch kunstenaar
- Robert Ludlum (73), Amerikaans schrijver
- Sidney Dillon Ripley (87), Amerikaans ornitholoog
- Victor Westhoff (84), Nederlands bioloog en natuurbeschermer

### 13 maart
- Encarnacion Alzona (105), Filipijns historicus en schrijver
- Henry Lee Lucas (64), Amerikaans seriemoordenaar

### 15 maart
- Byron B. McCulloh (74), Amerikaans componist
- Charles Minelli (86), Amerikaans componist
- Ann Sothern (91), Amerikaans actrice

### 16 maart
- Brasser (64), Belgisch cartoonist
- Pieter Anna Hoyer (85), Nederlands militair

### 17 maart
- Chris Götte (38), Nederlands drummer

### 18 maart
- John Phillips (65), Amerikaans muzikant en componist
- Dirk Polder (81), Nederlands natuurkundige
- Antoon Uytterhoeven (70), Belgisch atleet

### 19 maart
- Herbie Jones (74), Amerikaans jazzmusicus

### 20 maart
- Aad Berkhout (69), Nederlands burgemeester
- Ger Hut (60), Nederlands burgemeester
- Ilie Verdeț (75), Roemeens politicus

### 21 maart
- Jay Cameron (72), Amerikaans jazzmusicus
- Hans de Korte (68), Nederlands politicus
- Wim van der Kroft (84), Nederlands kanovaarder
- Auke Pattist (80), Nederlands oorlogsmisdadiger

### 22 maart
- Sabiha Gökçen (88), Turks militair
- William Hanna (90), Amerikaans producent, regisseur en tekenaar
- Toby Wing (85), Amerikaans actrice

### 23 maart
- Tommy Eyre (51), Brits toetsenist

### 25 maart
- Mattheus Pronk (53), Nederlands wielrenner

### 26 maart
- Hay Lamberts (66), Nederlands voetballer
- Newton Strandberg (80), Amerikaans componist

### 27 maart
- Fred Germonprez (87), Belgisch schrijver en journalist
- Gerard Verbeke (90), Belgisch geestelijke

### 28 maart
- George Connor (94), Amerikaans autocoureur
- Frans Houben (54), Nederlands voetbalscheidsrechter
- Siegbert Hummel (92), Duits cultureel historicus en tibetoloog

### 29 maart
- John Lewis (79), Amerikaans jazzpianist en componist

### 31 maart
- David Rocastle (33), Brits voetballer
- Clifford Shull (85), Amerikaans natuurkundige
- Rob Stolk (55), Nederlands politiek activist

## April

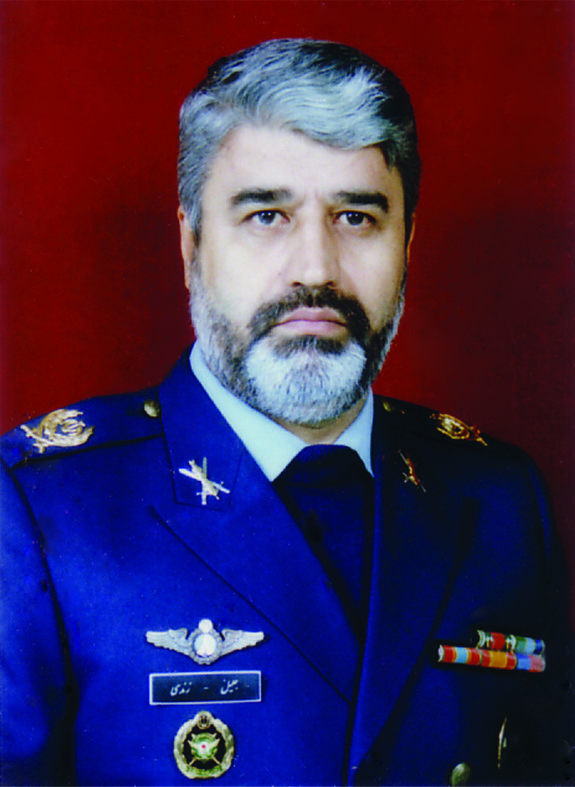
Jalil Zandi
1 april

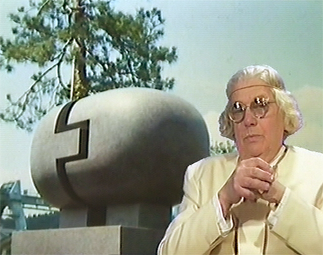
Pierre Székely
3 april

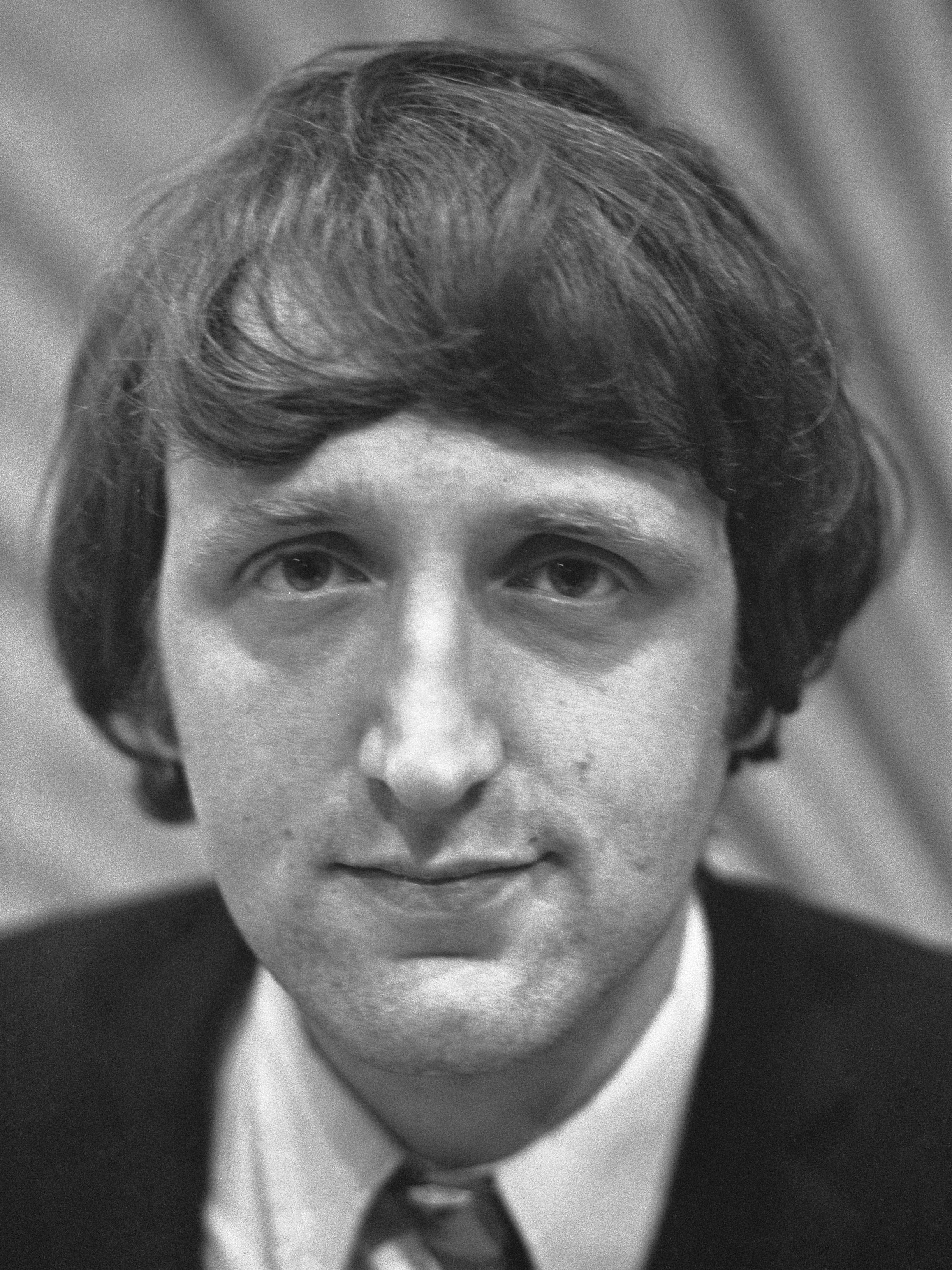
Wim van der Linden
4 april

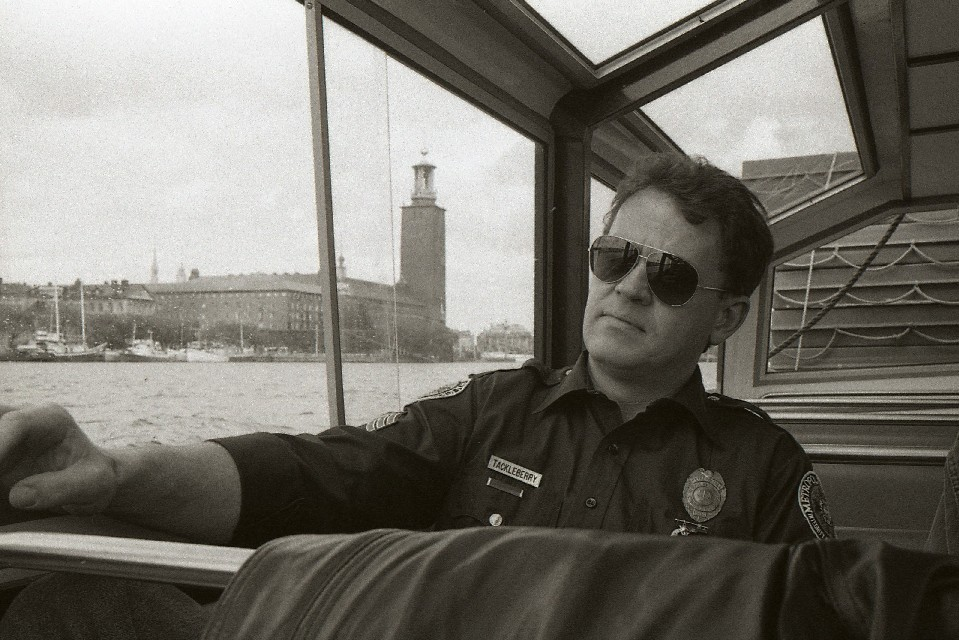
David Graf
7 april

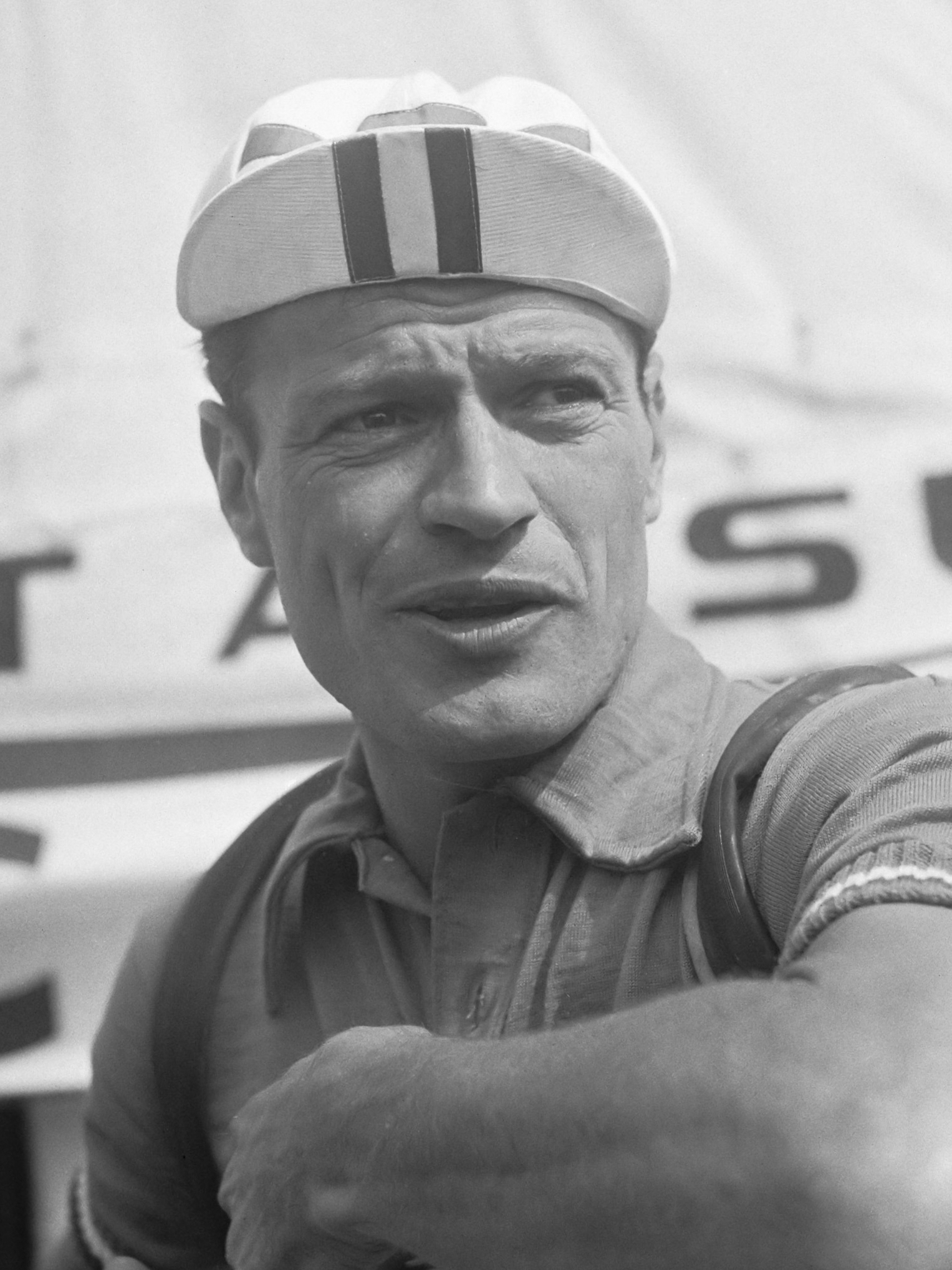
Nello Lauredi
8 april

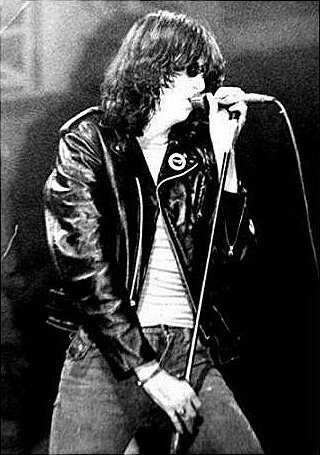
Joey Ramone
15 april

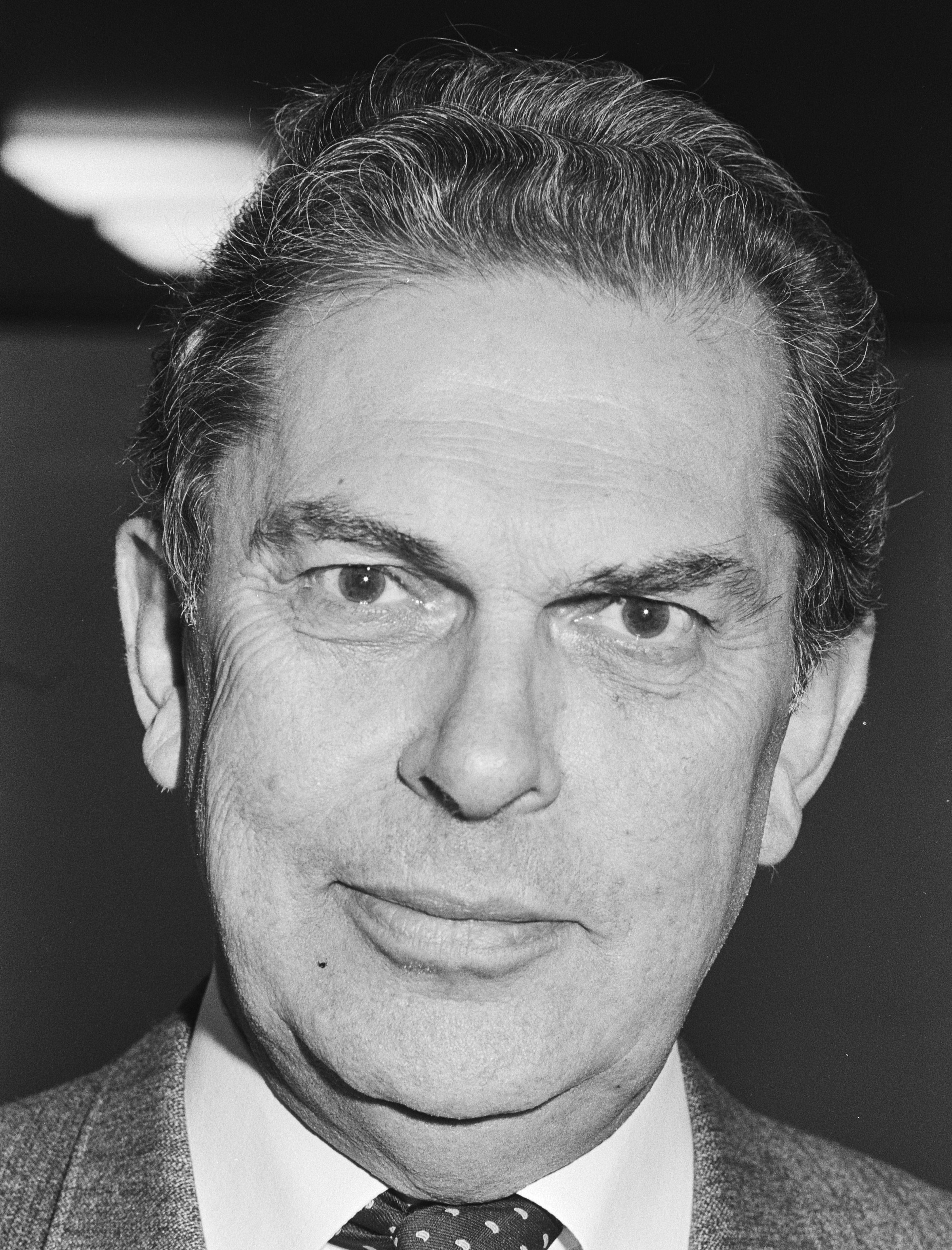
Barend Biesheuvel
29 april

| 1 | 2 | 3 | 4 | 5 | 6 | 7 | 8 | 9 | 10 | 11 | 12 | 13 | 14 | 15 | 16 | 17 | 18 | 19 | 20 | 21 | 22 | 23 | 24 | 25 | 26 | 27 | 28 | 29 | 30 |
| - | - | - | - | - | - | - | - | - | -- | -- | -- | -- | -- | -- | -- | -- | -- | -- | -- | -- | -- | -- | -- | -- | -- | -- | -- | -- | -- |

### 1 april
- Olivia Barclay (81), Brits astrologe
- Trịnh Công Sơn (62), Vietnamees musicus en liedjesschrijver
- Jalil Zandi (49), Iraans gevechtspiloot

### 2 april
- Charles Daudelin (80), Canadees kunstenaar

### 3 april
- Karel Blanckaert (69), Belgisch politicus
- John Clinch (66), Brits beeldhouwer
- Pierre Székely (77), Hongaars-Frans beeldhouwer

### 4 april
- Wim van der Linden (60), Nederlands cineast, televisiemaker en fotograaf

### 5 april
- Albert Baltus (91), Belgisch politicus

### 6 april
- Tenzin Chödrag (78), Tibetaans geneesheer en schrijver
- Philippe Dallons (48), Belgisch politicus
- Charles Pettigrew (37), lid van het zangduo Charles & Eddie
- Tjeu Schutgens (72), Nederlands burgemeester

### 7 april
- David Graf (50), Amerikaans acteur
- Beatrice Straight (86), Amerikaans actrice

### 8 april
- Nello Lauredi (76), Frans wielrenner

### 14 april
- Hiroshi Teshigahara (74), Japans filmmaker

### 15 april
- Wim Meijer (78), Nederlands politicus
- Joey Ramone (49), Amerikaans punkzanger
- John Weedon Verrall (92), Amerikaans componist

### 16 april
- François Daenen (81), Belgisch voetballer

### 18 april
- Gerard Snelder (87), Nederlands architect
- Hans Dirk de Vries Reilingh (92), Nederlands geograaf

### 19 april
- Harry Prieste (104), Amerikaans schoonspringer

### 20 april
- Steven Blaisse (60), Nederlands roeier
- Cino Cinelli (85), Italiaans wielrenner
- Giuseppe Sinopoli (54), Italiaans dirigent en componist

### 21 april
- David Hollestelle (84), Nederlands baritonzanger

### 22 april
- Hildegard Brom-Fischer (92), Duits-Nederlands textielkunstenaar
- Ike Cole (73), Amerikaans jazzpianist
- Ludvig Nielsen (95), Noors componist en dirigent
- Robert Starer (77), Oostenrijks-Amerikaans componist

### 23 april
- Lennart Atterwall (90), Zweeds atleet
- Fadil Hoxha (85), Joegoslavisch politicus

### 24 april
- Gerard Heystee (80), Nederlands acteur
- Al Hibbler (85), Amerikaans zanger
- Josef Peters (86), Duits autocoureur
- Leon Sullivan (78), Amerikaans geestelijke en mensenrechtenactivist
- Johnny Valentine (72), Amerikaans professioneel worstelaar

### 25 april
- Michele Alboreto (44), Italiaans autocoureur

### 26 april
- Klaasje Eisses-Timmerman (57), Nederlands politica

### 27 april
- Jack Murdock (78), Amerikaans acteur

### 28 april
- Leo Verwiel (72), Nederlands burgemeester

### 29 april
- Barend Biesheuvel (81), Nederlands politicus, minister-president en vakbondsbestuurder

### 30 april
- Andreas Kupfer (86), Duits voetballer

## Mei

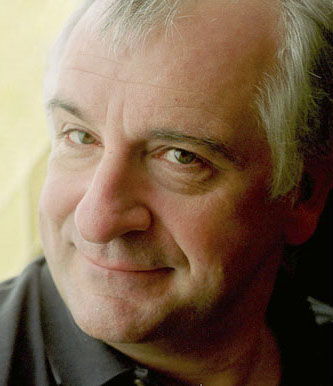
Douglas Adams
11 mei

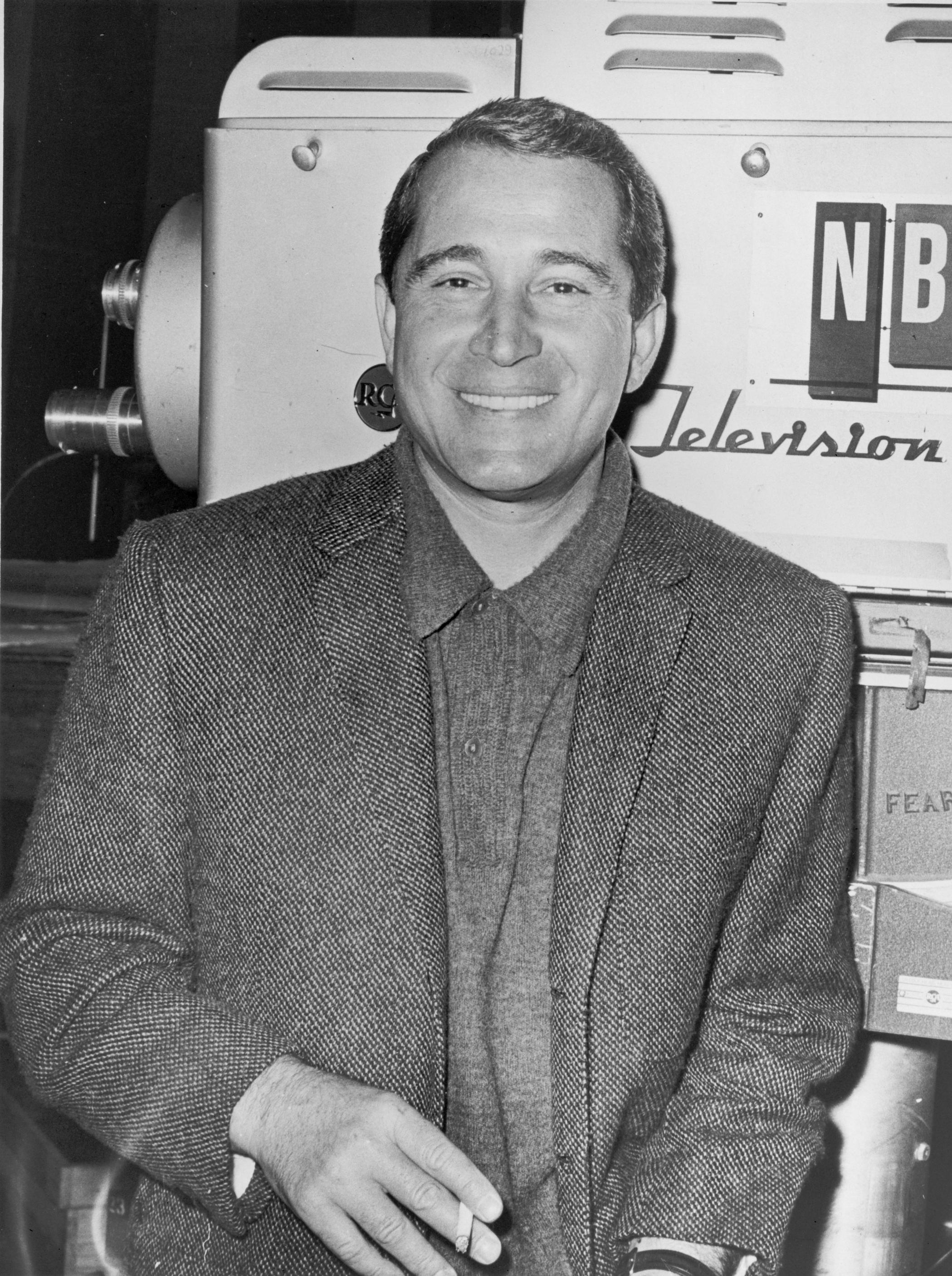
Perry Como
12 mei

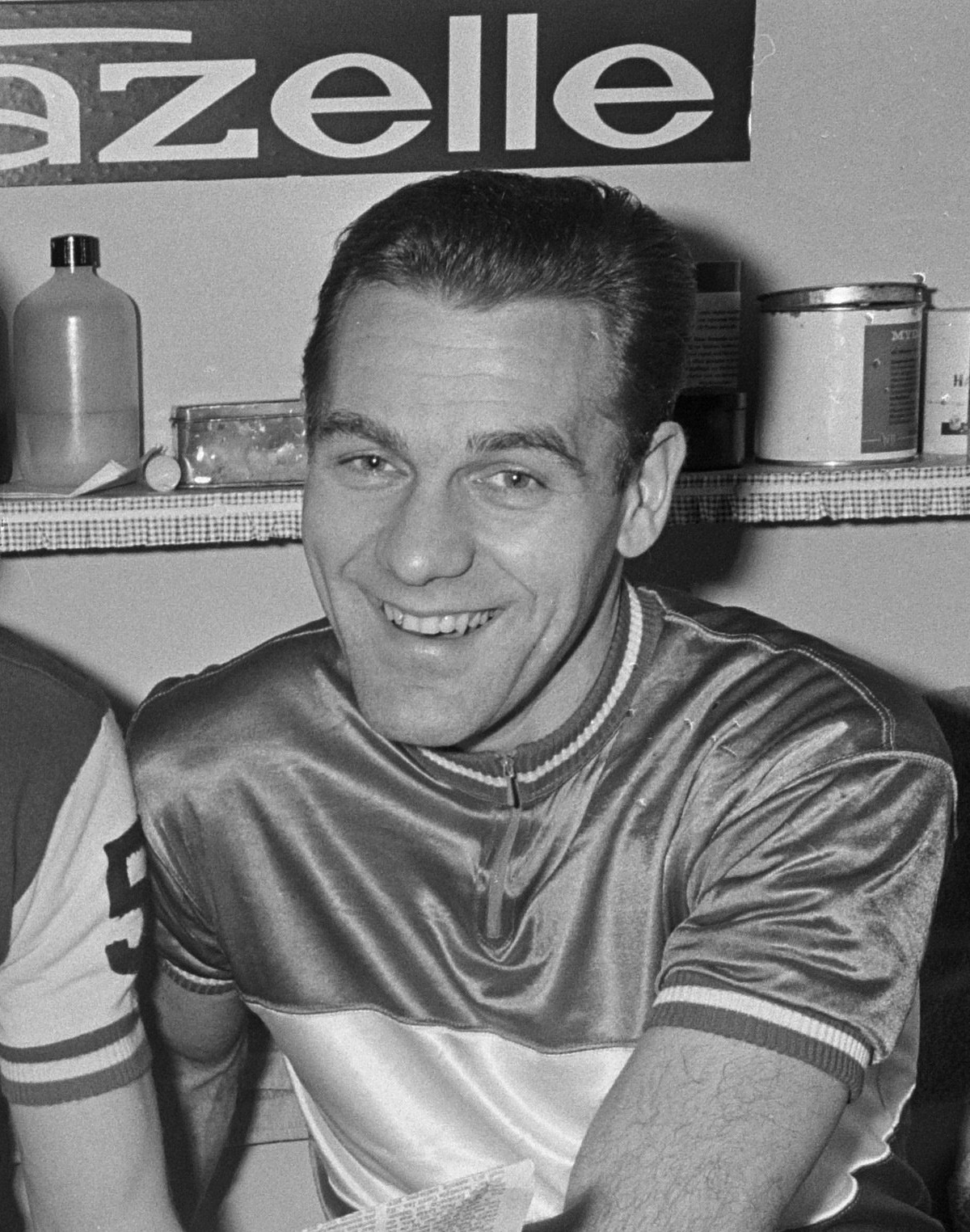
Fritz Pfenninger
12 mei

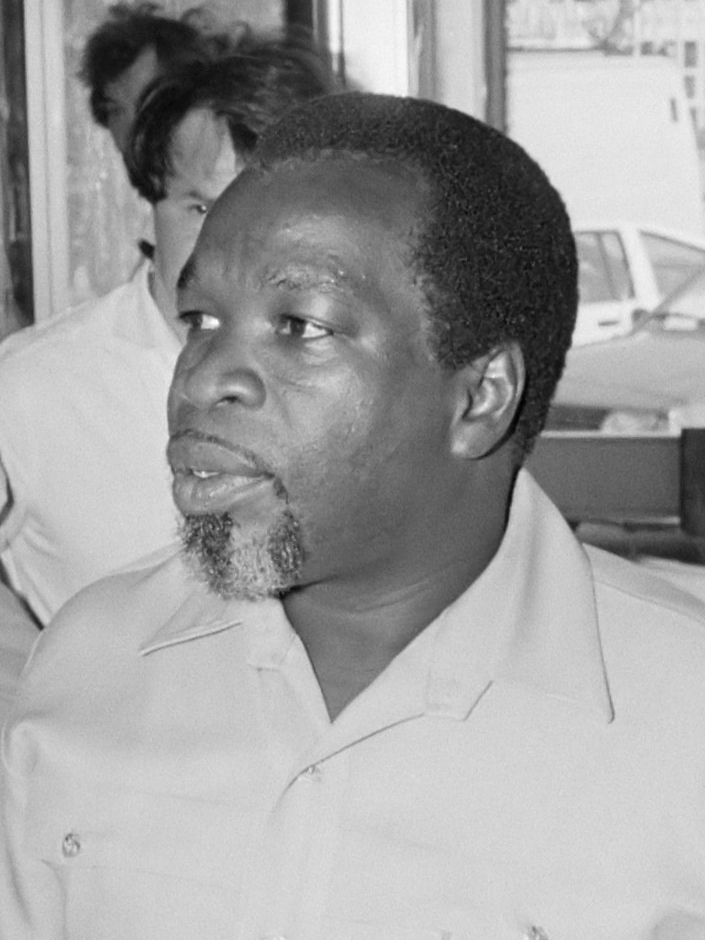
Fred Derby
19 mei

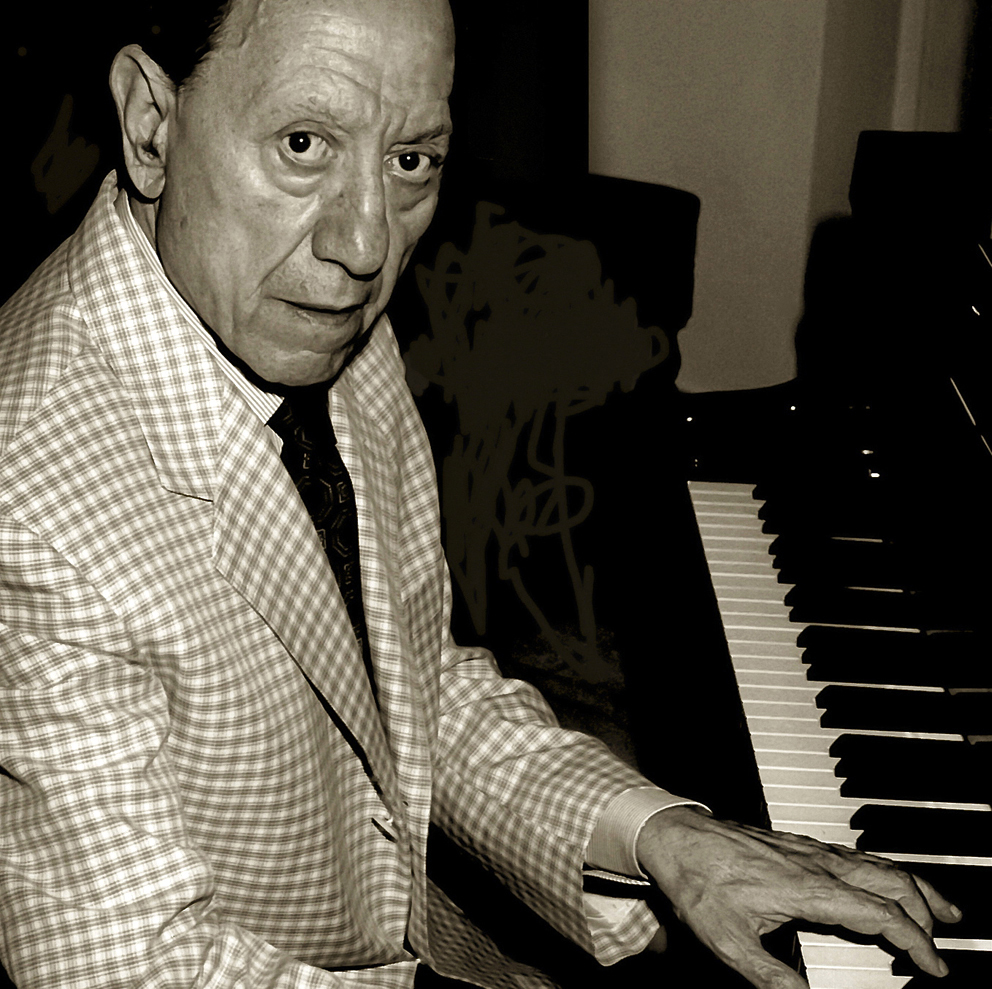
Renato Carosone
20 mei

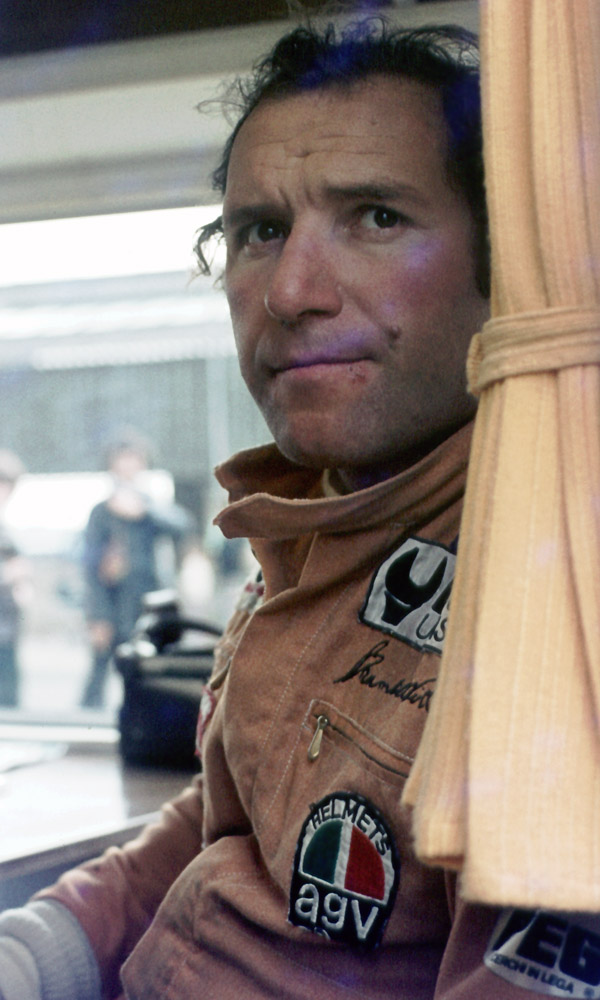
Vittorio Brambilla
26 mei

| 1 | 2 | 3 | 4 | 5 | 6 | 7 | 8 | 9 | 10 | 11 | 12 | 13 | 14 | 15 | 16 | 17 | 18 | 19 | 20 | 21 | 22 | 23 | 24 | 25 | 26 | 27 | 28 | 29 | 30 | 31 |
| - | - | - | - | - | - | - | - | - | -- | -- | -- | -- | -- | -- | -- | -- | -- | -- | -- | -- | -- | -- | -- | -- | -- | -- | -- | -- | -- | -- |

### 2 mei
- Poul Dalsager (72), Deens politicus

### 3 mei
- Ward Schroeven (88), Belgisch atleet

### 5 mei
- Jaap Bartels (73), Nederlands burgemeester
- Bill Homeier (82), Amerikaans autocoureur

### 7 mei
- Joseph Greenberg (85), Amerikaans taalkundige
- Laïty Kama (61), Senegalees jurist
- Joop van Kralingen (84), Nederlands kunstenaar
- John Woodhouse (78), Nederlands accordeonist

### 8 mei
- Horst Grund (85), Duits fotograaf en cameraman

### 11 mei
- Douglas Adams (49), Brits schrijver
- Michael Bird (72), Brits schrijver

### 12 mei
- Perry Como (88), Amerikaans zanger
- Valdir Pereira (72), Braziliaans voetballer
- Fritz Pfenninger (66), Zwitsers wielrenner

### 13 mei
- Jason Miller (62), Amerikaans acteur

### 14 mei
- Mauro Bolognini (78), Italiaans filmregisseur
- Armando Nannuzzi (75), Italiaans cameraman
- Eugeen Uten (81), Belgisch beiaardier en componist

### 16 mei
- Charlie Coe (76), Amerikaans golfspeler

### 17 mei
- Ikuma Dan (77), Japans componist en dirigent

### 19 mei
- F. van den Bosch (78), Nederlands schrijver
- Herbert Burdenski (79), Duits voetballer en trainer
- Fred Derby (61), Surinaams politicus en vakbondsleider

### 20 mei
- Renato Carosone (81), Italiaans zanger, componist en bandleider
- Richard Ross (55), Nederlands goochelaar

### 23 mei
- Levi ben Abisha (81), hogepriester van de Samaritanen
- Klaas Bossenbroek (85), Nederlands burgemeester

### 24 mei
- Hylkje Goïnga (71), Nederlands schrijfster
- Javier Urruticoechea (48), Spaans voetballer

### 25 mei
- Alberto Korda (72), Cubaans fotograaf
- Malcom McLean (87), Amerikaans ondernemer
- Ferry van Vliet (20), Nederlands voetballer

### 26 mei
- Vittorio Brambilla (63), Italiaans autocoureur

### 27 mei
- Bram van Leeuwen (82), Nederlands ondernemer

### 28 mei
- Joop Overdijk (93), Nederlands atleet
- Francisco Varela (54), Chileens bioloog en filosoof

### 30 mei
- Piet Cramwinckel (88), Nederlands burgemeester

## Juni

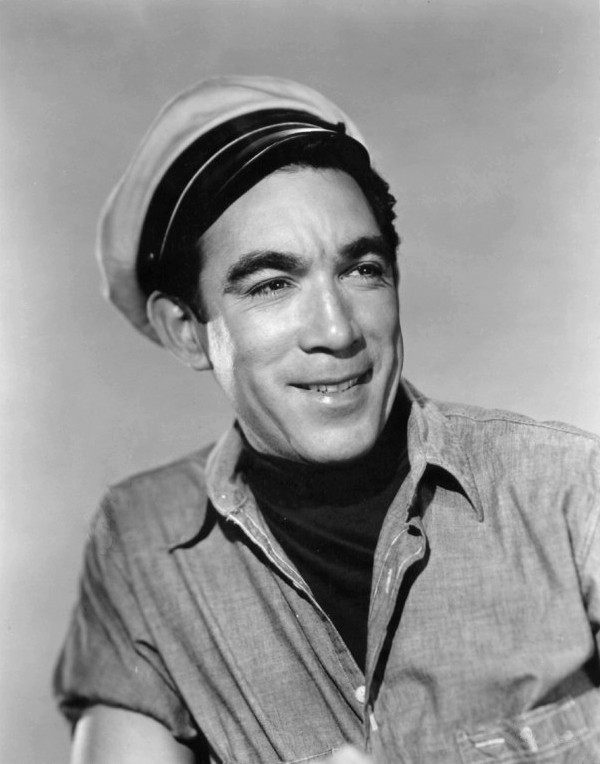
Anthony Quinn
3 juni

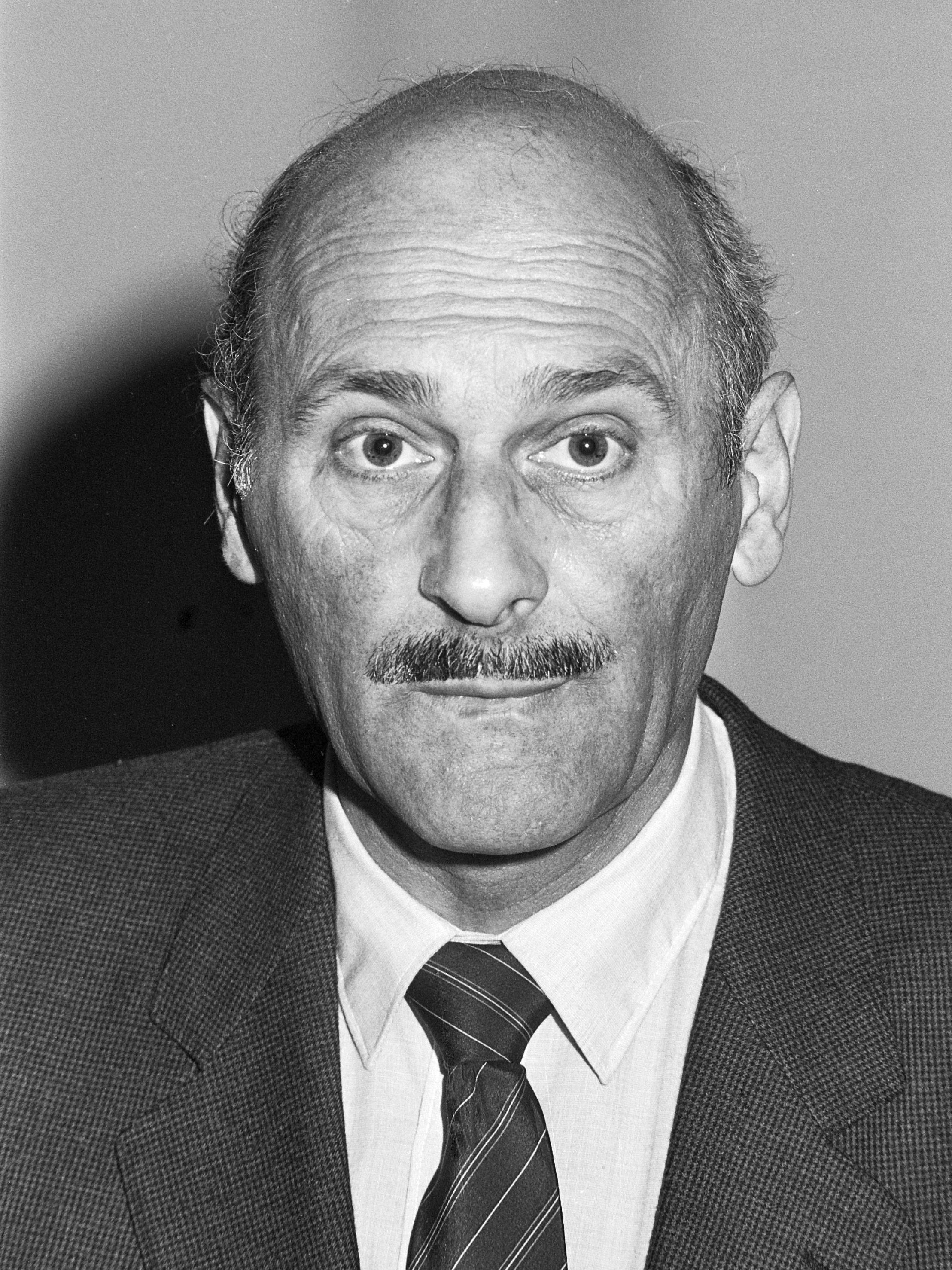
Cornelis Verhoeven
11 juni

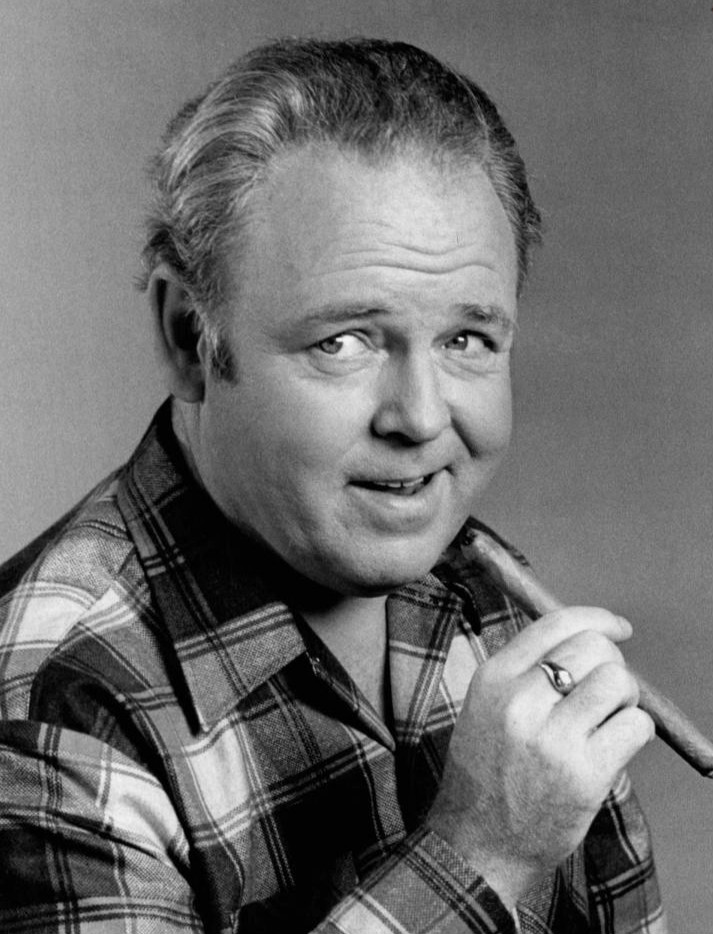
Carroll O'Connor
21 juni

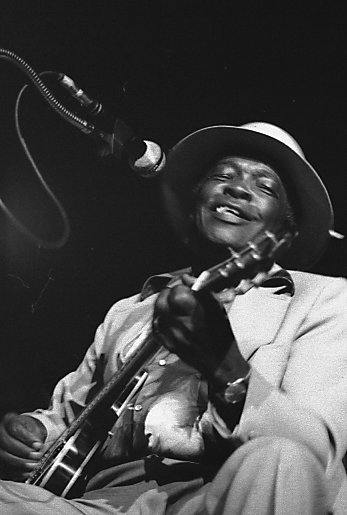
John Lee Hooker
21 juni

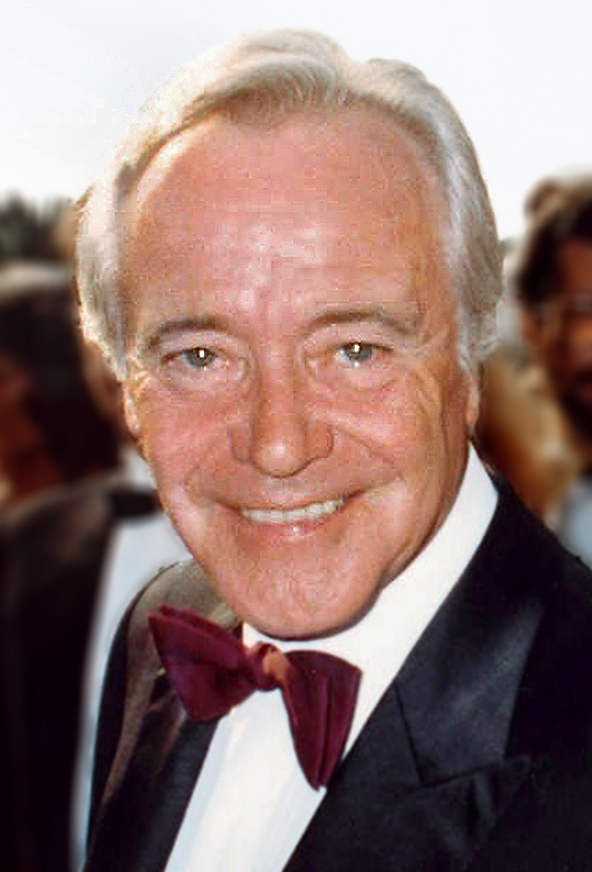
Jack Lemmon
27 juni

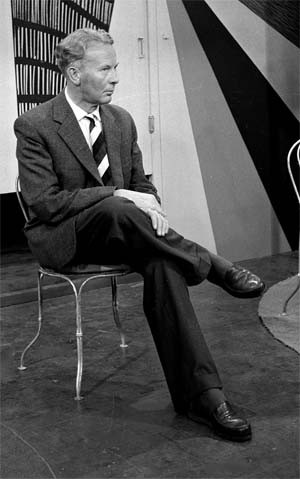
Kees Stip
27 juni

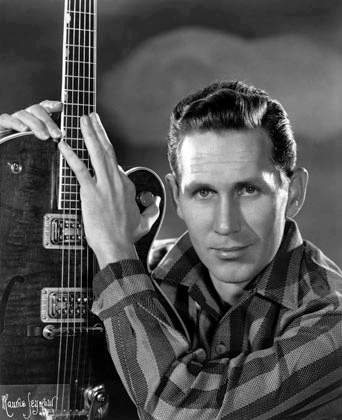
Chet Atkins
30 juni

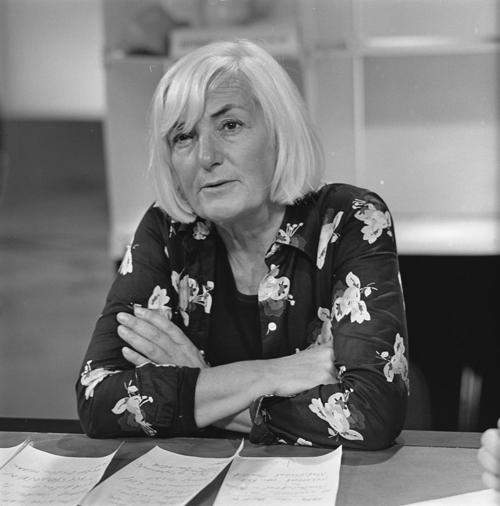
Jeanne Roos
30 juni

| 1 | 2 | 3 | 4 | 5 | 6 | 7 | 8 | 9 | 10 | 11 | 12 | 13 | 14 | 15 | 16 | 17 | 18 | 19 | 20 | 21 | 22 | 23 | 24 | 25 | 26 | 27 | 28 | 29 | 30 |
| - | - | - | - | - | - | - | - | - | -- | -- | -- | -- | -- | -- | -- | -- | -- | -- | -- | -- | -- | -- | -- | -- | -- | -- | -- | -- | -- |

### 1 juni
- Birendra (55), koning van Nepal
- Nkosi Johnson (12), Zuid-Afrikaans aidsactivist

### 2 juni
- Imogene Coca (92), Amerikaans actrice
- Viktor Popkov (54), Russisch mensenrechtenactivist en journalist

### 3 juni
- Jean-Pierre De Decker (56), Belgisch regisseur
- Anthony Quinn (86), Amerikaans acteur

### 4 juni
- Dipendra (29), koning van Nepal

### 5 juni
- Cor van den Brink (59), Nederlands acteur
- Ine Schenkkan (59), Nederlands danseres en filmregisseuse

### 6 juni
- Marie Brémont (115), Frans oudste persoon ter wereld
- Otto Treumann (82), Nederlands grafisch ontwerper

### 7 juni
- Víctor Paz Estenssoro (93), Boliviaans politicus

### 8 juni
- Hans Coenders (72), Nederlands burgemeester
- Wim Povel (90), Nederlands cineast en schrijver

### 9 juni
- Deirdre O'Connell (61), Iers actrice en zangeres

### 10 juni
- Leila Pahlavi (31), Iraans prinses

### 11 juni
- Timothy McVeigh (33), Amerikaans terrorist
- Cornelis Verhoeven (73), Nederlands filosoof en schrijver

### 12 juni
- Rodolfo Aquinaldo (54), Filipijns militair en politicus
- Thomas Wilson (73), Brits componist

### 13 juni
- Luise Krüger (86), Duits atlete
- Siegfried Naumann (81), Zweeds componist en dirigent

### 14 juni
- Leopold Niemegeers (84), Belgisch politicus

### 15 juni
- Hurey (63), Belgisch striptekenaar
- Leif Kayser (82), Deens componist
- Václav Měřička (85), Tsjecho-Slowaaks falerist

### 16 juni
- Marta Hillers (90), Duits journaliste en publiciste
- Altburg Marie van Oldenburg (98), Duits hertogin
- Wim Thomassen (91), Nederlands politicus en bestuurder
- Arthur Wheeler (84), Brits motorcoureur

### 17 juni
- Donald Cram (82), Amerikaans scheikundige

### 18 juni
- Davor Popović (54), Bosnisch zanger

### 19 juni
- Robert Klippel (81), Australisch beeldhouwer en tekenaar
- K.H. Türk (73), Duits kunstenaar

### 20 juni
- Adri Alindo (95), Nederlands illustratrice en boekbandontwerpster
- Bert Kramer (66), Amerikaans acteur

### 21 juni
- John Lee Hooker (83), Amerikaans bluesgitarist
- Soad Hosny (58), Egyptisch actrice
- François Lesure (78), Frans musicoloog
- Carroll O'Connor (76), Amerikaans acteur

### 22 juni
- Luis Carniglia (83), Argentijns voetballer en trainer

### 23 juni
- Arbi Barajev (28), Tsjetsjeens krijgsheer

### 24 juni
- Hugo Willibrord Bloemers (93), Nederlands burgemeester
- Greta Brouwers (86), Nederlands zwemster

### 25 juni
- Albert Milhado (90), Nederlands sportjournalist

### 27 juni
- Henriëtte Boas (89), Nederlands classica en publiciste
- Tove Jansson (86), Fins auteur en illustrator
- Jack Lemmon (76), Amerikaans filmacteur
- Kees Stip (87), Nederlands dichter

### 28 juni
- Jan Willem de Beaufort (87), Nederlands burgemeester
- Joan Sims (71), Brits actrice

### 29 juni
- Donald Madder (32), Belgisch acteur
- Maximos V Hakim (93), patriarch van Antiochië
- Silvio Oddi (90), Italiaans kardinaal

### 30 juni
- Pol Appeltants (79), Belgisch voetballer
- Chet Atkins (77), Amerikaanse countrygitarist
- Joe Henderson (64), Amerikaans jazzsaxofonist
- Jeanne Roos (84), Nederlands omroepster
- Hans Trippel (92), Duits auto-ontwerper

## Juli

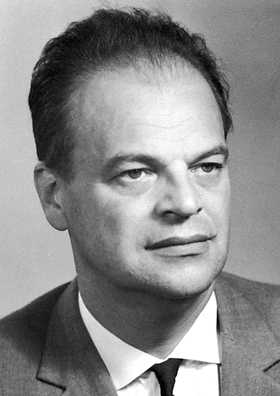
Nikolaj Basov
1 juli

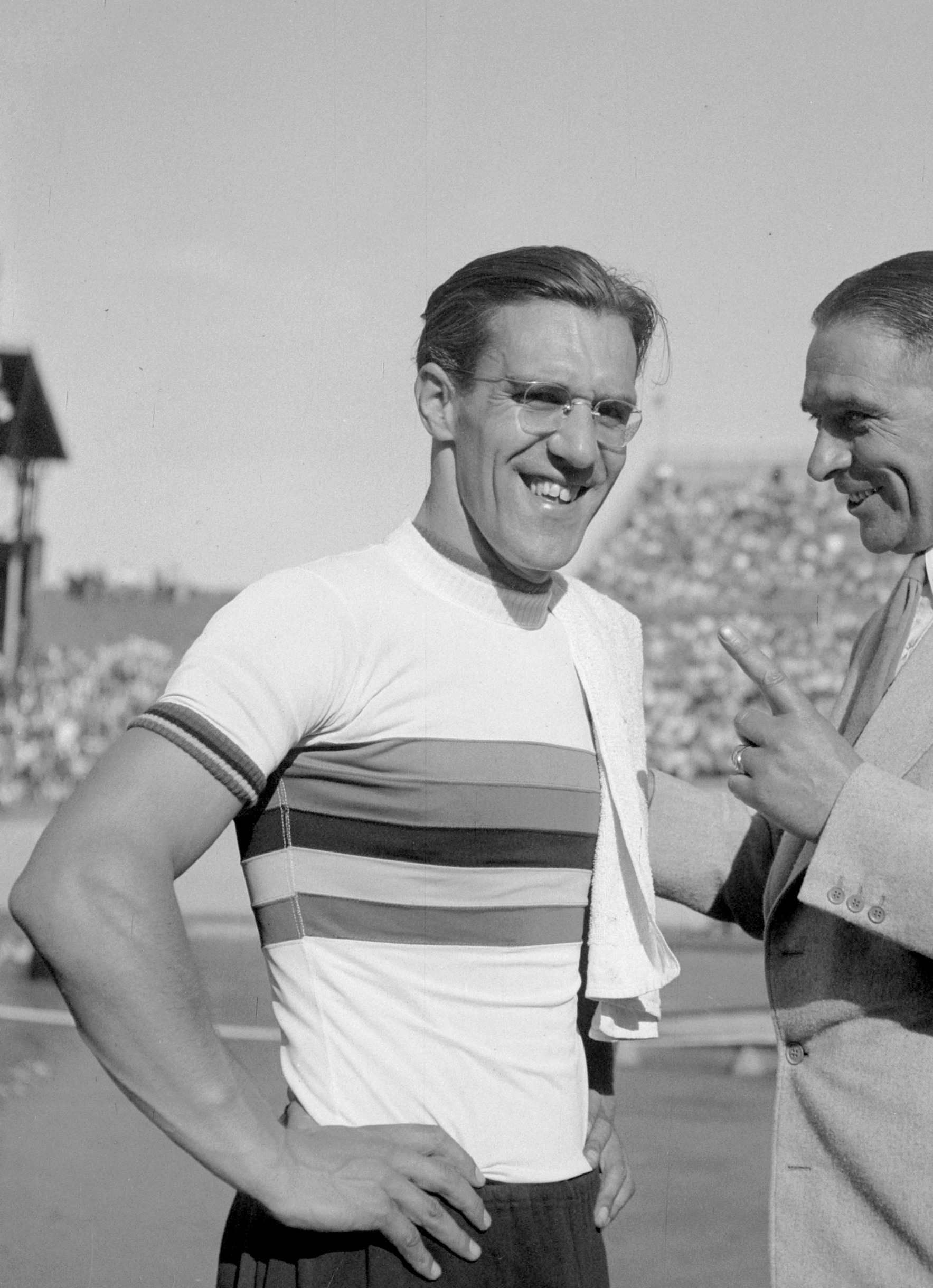
Arie van Vliet
9 juli

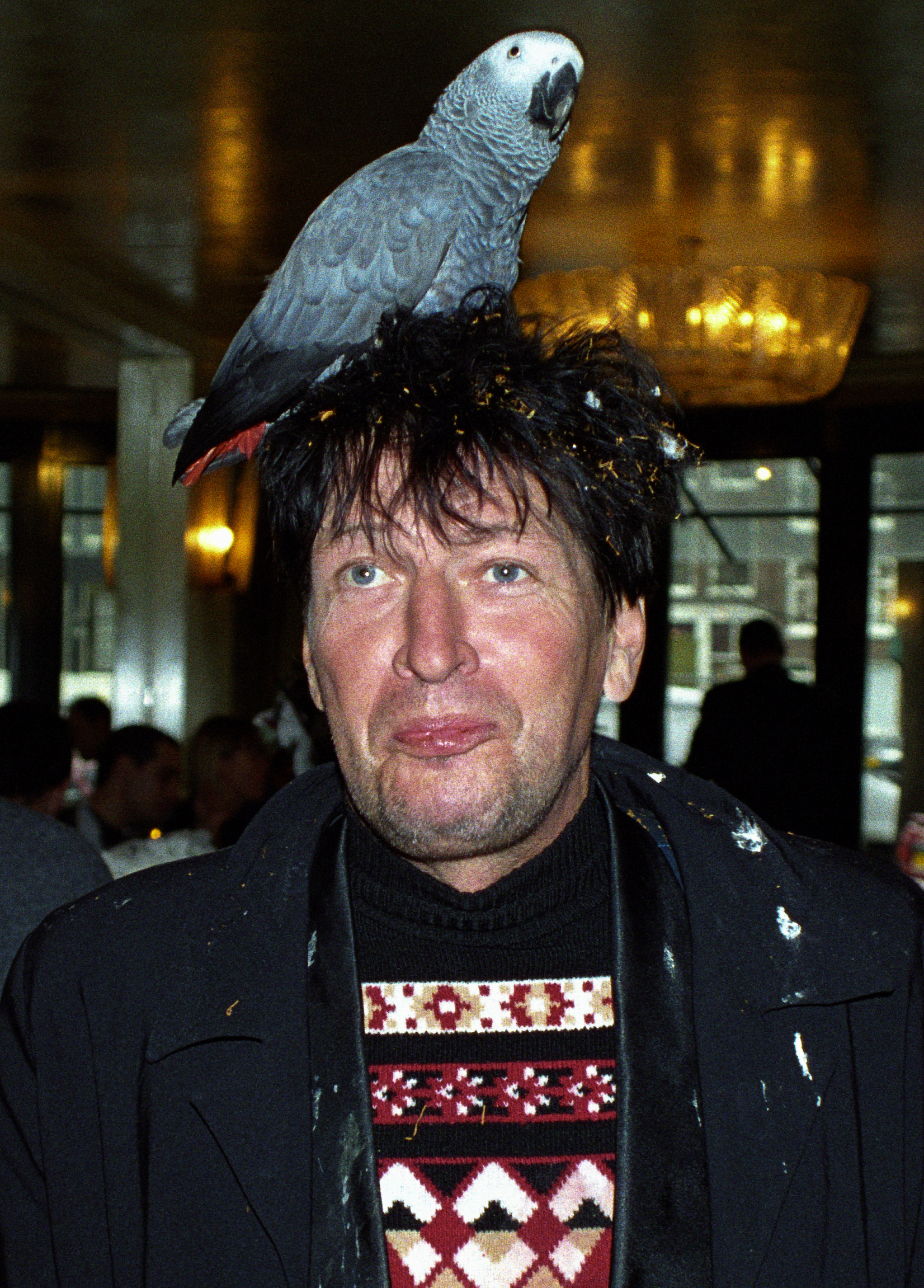
Herman Brood
11 juli

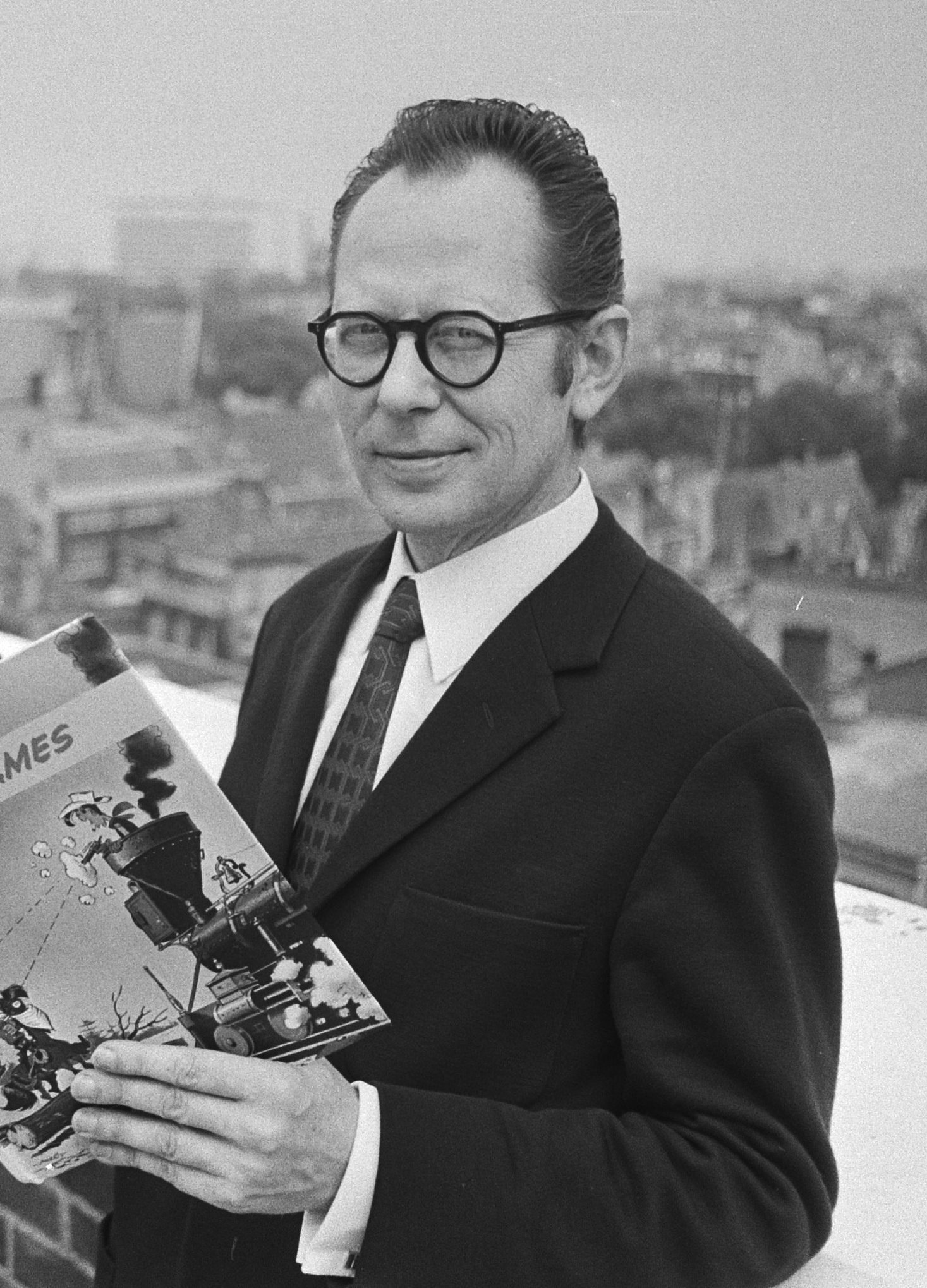
Morris
16 juli

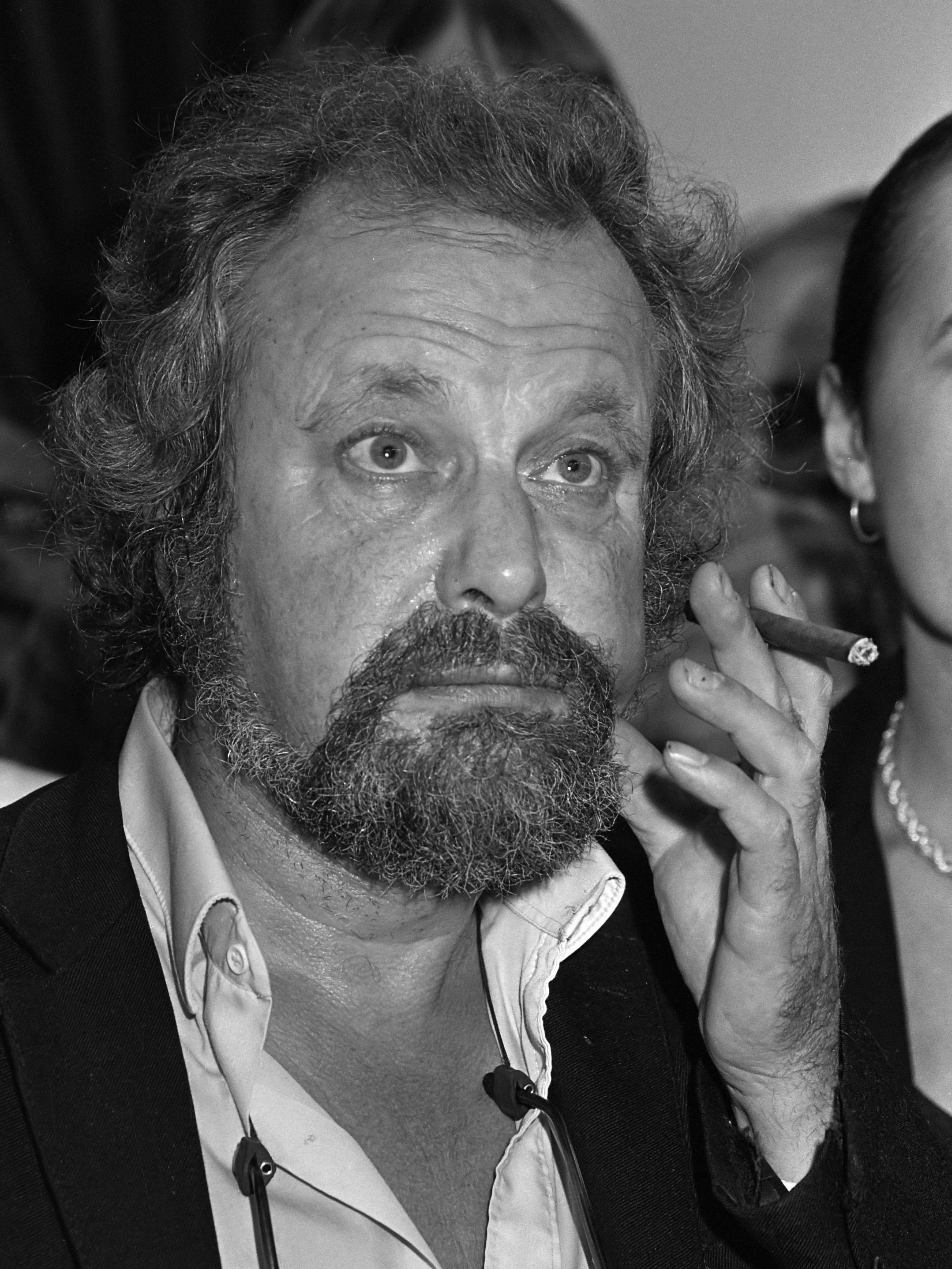
Opland
19 juli

| 1 | 2 | 3 | 4 | 5 | 6 | 7 | 8 | 9 | 10 | 11 | 12 | 13 | 14 | 15 | 16 | 17 | 18 | 19 | 20 | 21 | 22 | 23 | 24 | 25 | 26 | 27 | 28 | 29 | 30 | 31 |
| - | - | - | - | - | - | - | - | - | -- | -- | -- | -- | -- | -- | -- | -- | -- | -- | -- | -- | -- | -- | -- | -- | -- | -- | -- | -- | -- | -- |

### 1 juli
- Nikolaj Basov (78), Russisch natuurkundige
- Geert Vanallemeersch (66), Belgisch kunstenaar

### 3 juli
- Mordecai Richler (70), Canadees schrijver
- Johnny Russell (61), Amerikaans countryzanger

### 5 juli
- George Dawson (103), Amerikaans schrijver
- Hannelore Kohl (68), Duits kanseliersvrouw

### 7 juli
- Fred Neil (65), Amerikaans folkzanger en -componist
- Toni Pagot (79), Italiaanse animator en striptekenaar

### 8 juli
- Valère Arickx (80), Belgisch historicus
- Kees Brug (78), Belgisch zanger en cabaretier
- Christl Haas (57), Oostenrijks alpineskiër

### 9 juli
- Arie van Vliet (85), Nederlands wielrenner

### 11 juli
- Samuel Brawand (103), Zwitsers politicus
- Herman Brood (54), Nederlands kunstenaar en muzikant

### 12 juli
- Ron Kroon (58), Nederlands zwemmer
- Berend Scholtens (82), Nederlands voetballer
- Jacques Vercruysse (71), Belgisch atleet

### 13 juli
- Peter Aryans (83), Nederlands acteur
- Frits Daams (81), Nederlands politicus en ambtenaar

### 16 juli
- Terry Gordy (40), Amerikaans professioneel worstelaar
- Leo den Hollander (87), Nederlands burgemeester
- Morris (77), Belgisch striptekenaar
- Pierre Pidoux (96), Zwitsers theoloog
- Beate Uhse (81), Duits ondernemer

### 17 juli
- Katharine Graham (84), Amerikaanse uitgever
- Wilhelm Simetsreiter (86), Duits voetballer

### 18 juli
- Alexandre Jany (72), Frans zwemmer
- Geurt Pos (66), Nederlands wielrenner

### 19 juli
- Judy Clay (62), Amerikaans zangeres
- Opland (73), Nederlands tekenaar
- Eduardo Romualdez (91), Filipijns topman, minister en diplomaat
- Hans Vernes (75), Nederlands schrijver

### 23 juli
- Eudora Welty (92), Amerikaans schrijver

### 26 juli
- Giuseppe Maria Sensi (94), Italiaans kardinaal

### 27 juli
- Piet Bromberg (84), Nederlands hockeyer en hockeycoach
- Rhonda Sing (40), Canadees professioneel worstelaarster

### 29 juli
- Edward Gierek (88), Pools politicus
- Gijs van der Wiel (83), Nederlands bestuurder

### 30 juli
- Anton Schwarzkopf (77), Duits bouwer van kermisattracties
- Wladimir de Vries (83), Nederlands beeldhouwer

### 31 juli
- Poul Anderson (74), Amerikaans schrijver
- Francisco da Costa Gomes (87), Portugees politicus
- John McNicol (59), Zuid-Afrikaans autocoureur
- Frederik Frans van Mecklenburg (91), lid Duitse adel
- Joris Tjebbes (71), Nederlands zwemmer

## Augustus

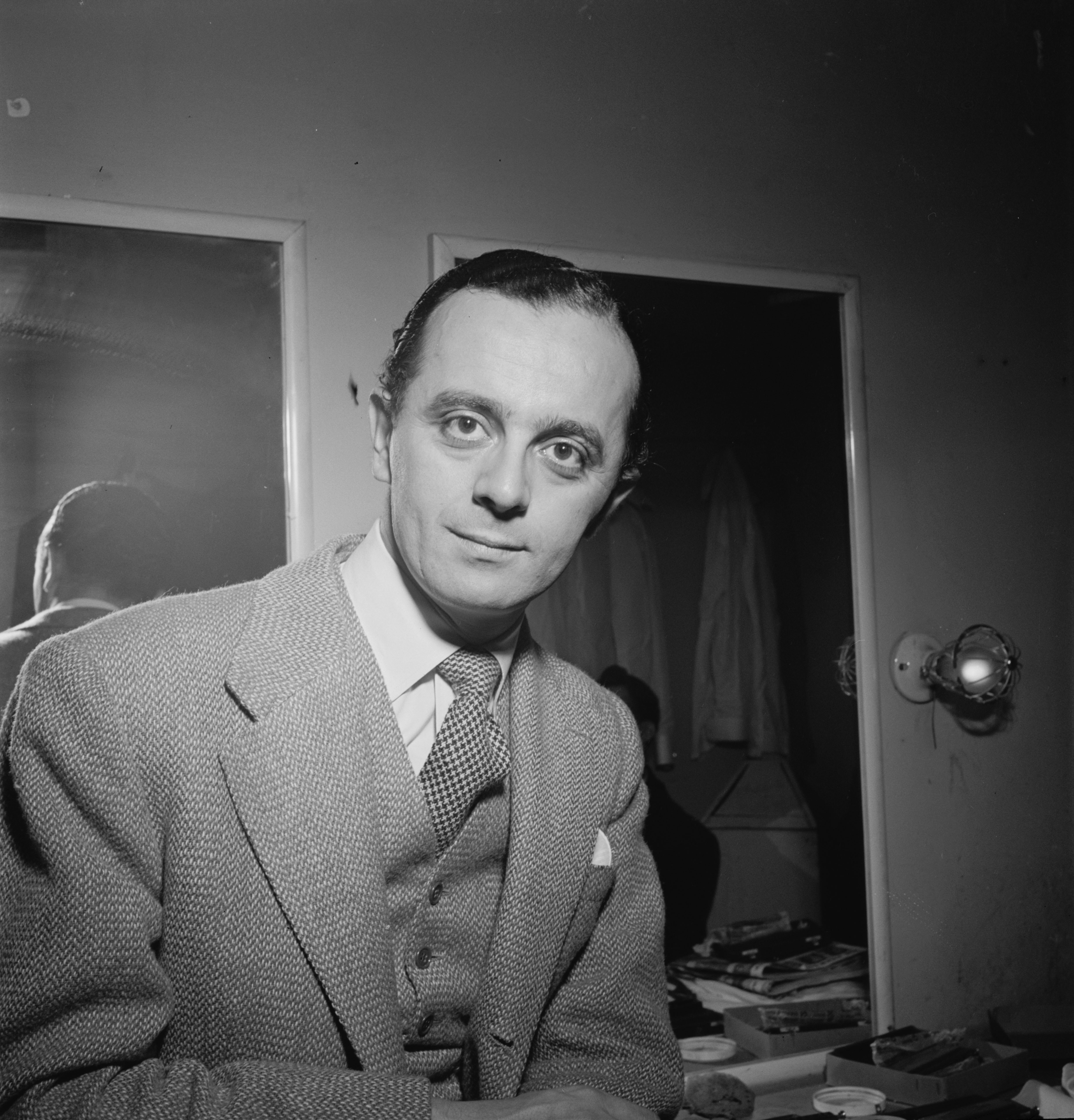
Larry Adler
7 augustus

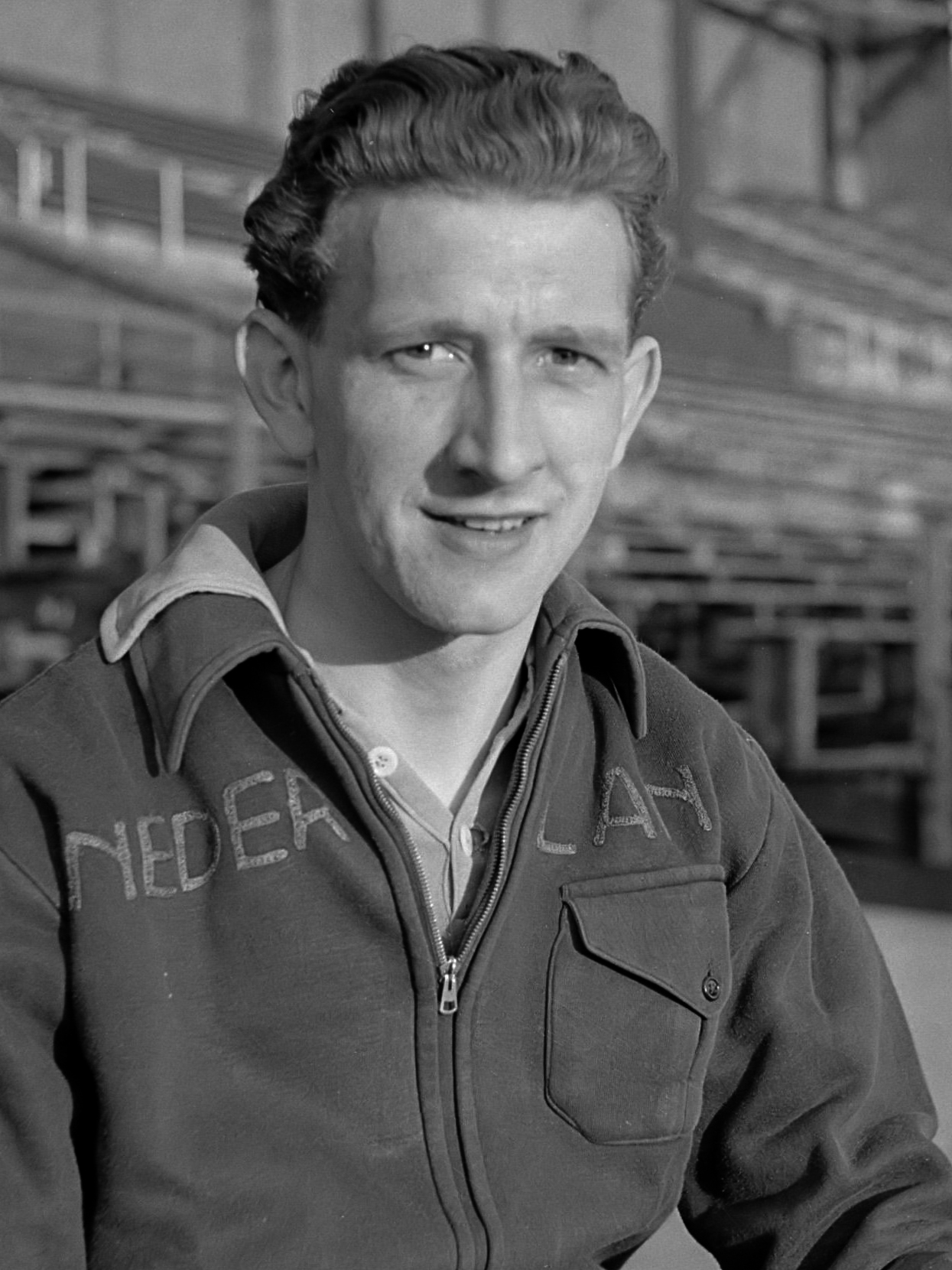
Noud van Melis
8 augustus

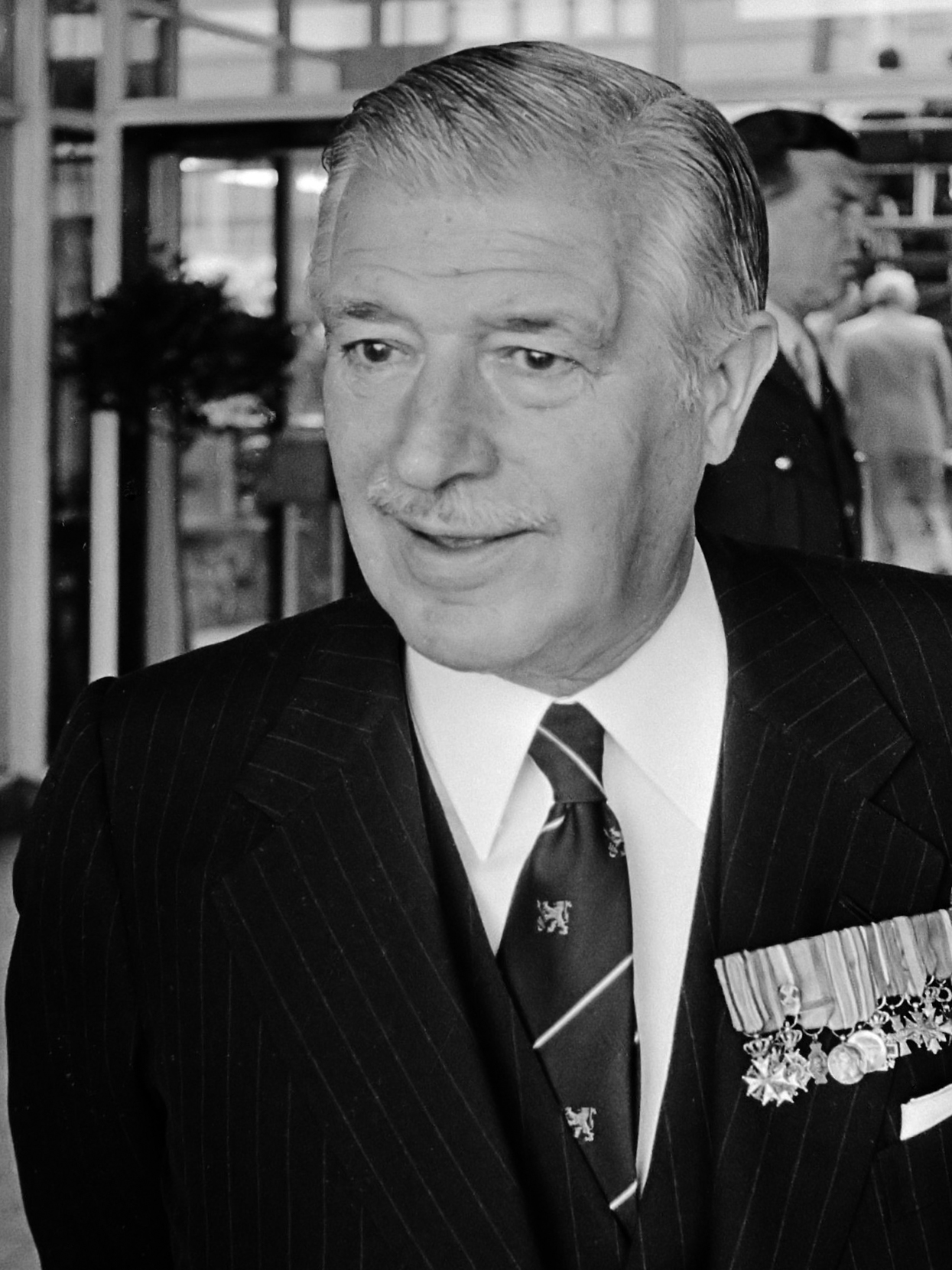
Bib van Lanschot
16 augustus

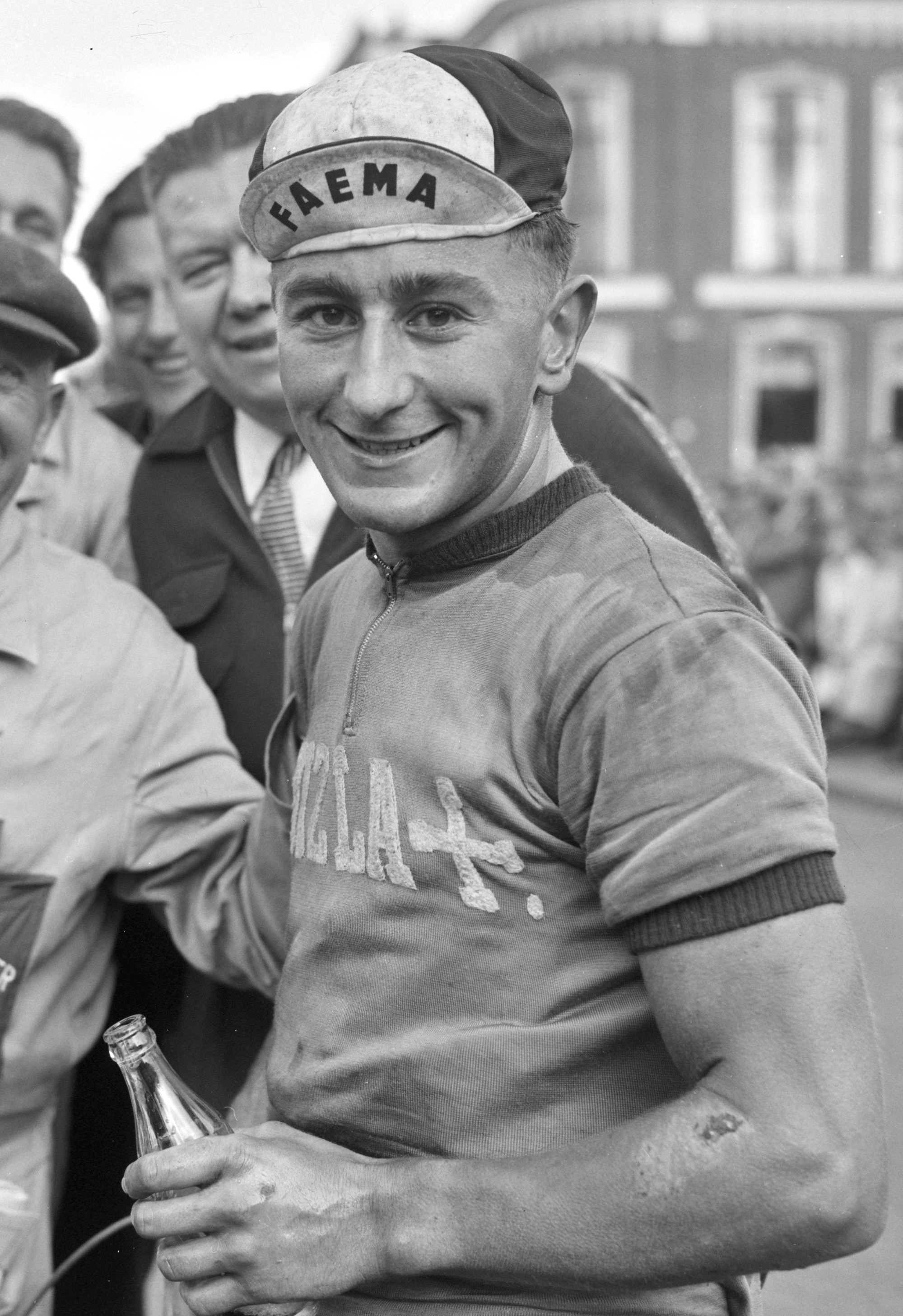
Willy Vannitsen
19 augustus

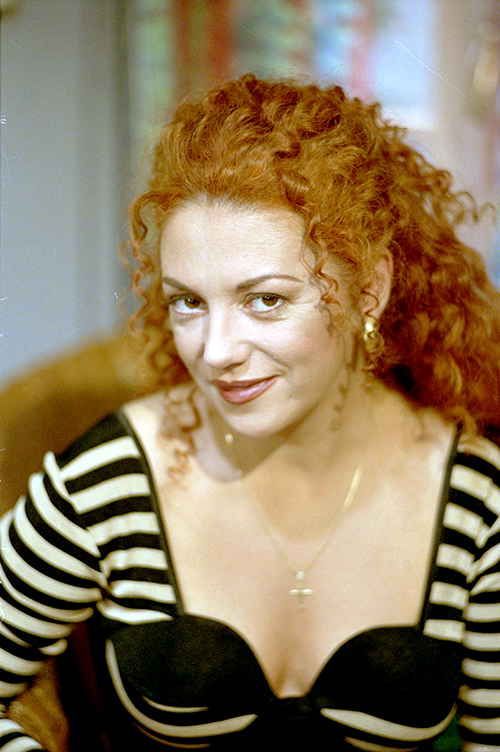
Sylvia Millecam
20 augustus

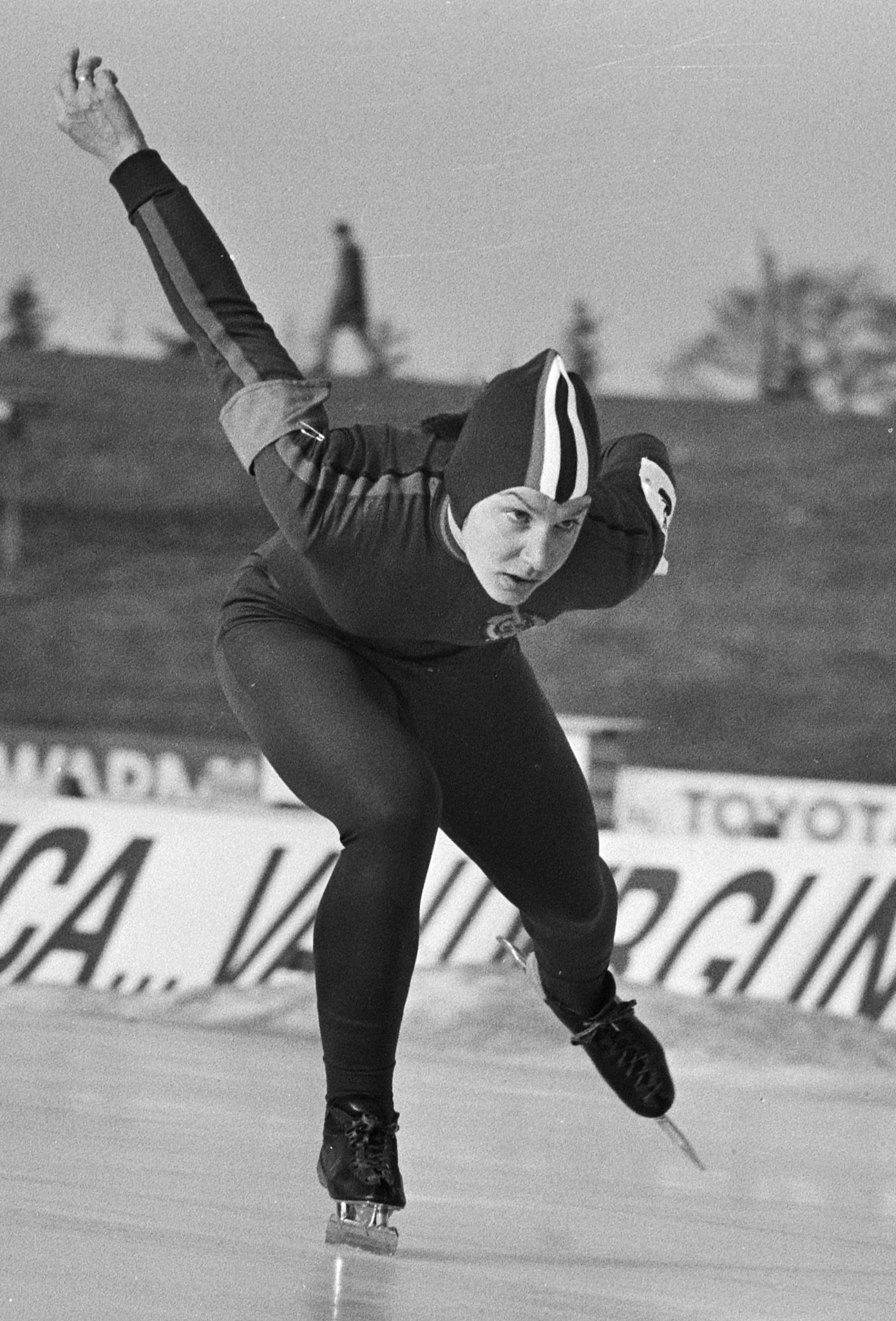
Tatjana Averina
22 augustus

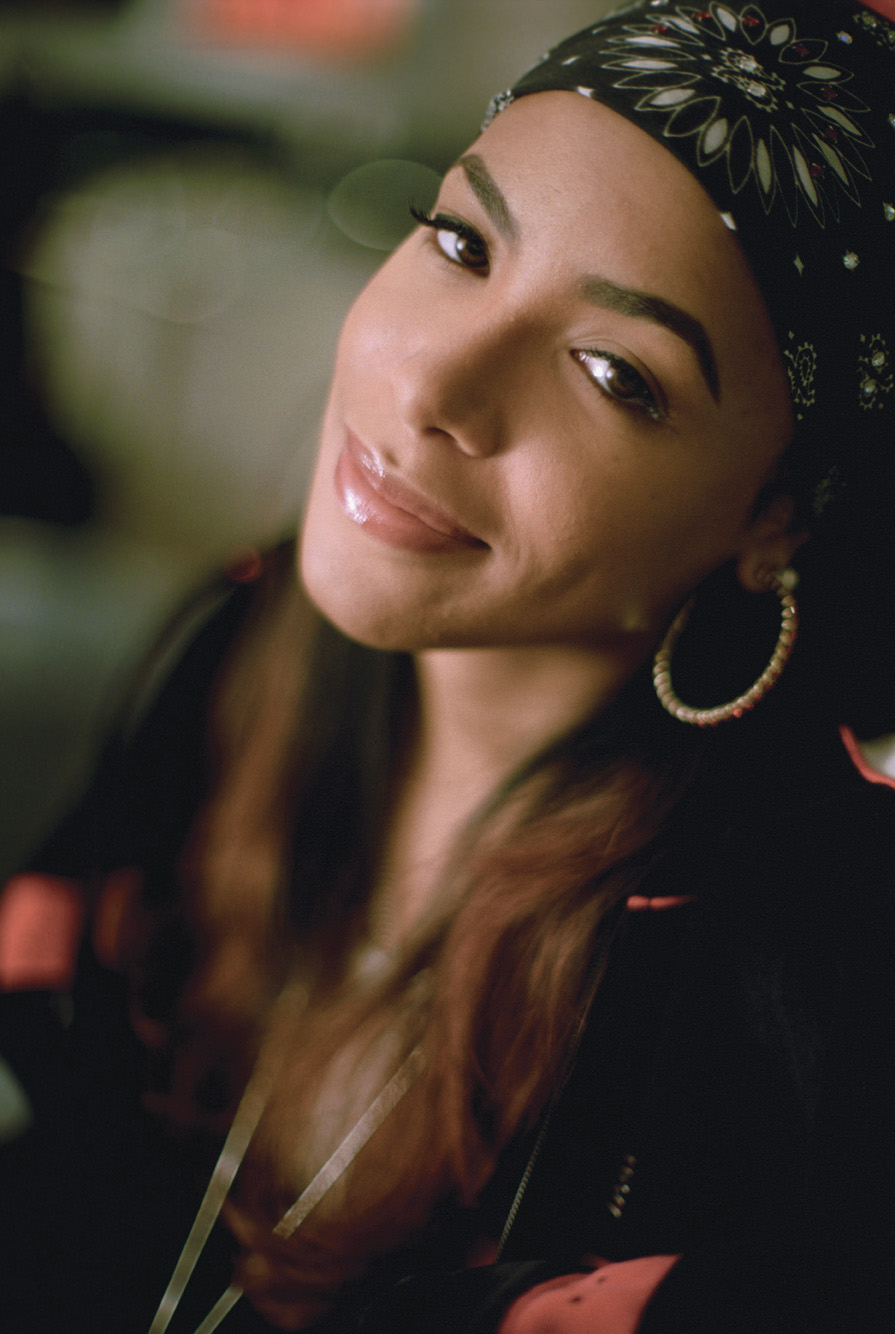
Aaliyah
25 augustus

| 1 | 2 | 3 | 4 | 5 | 6 | 7 | 8 | 9 | 10 | 11 | 12 | 13 | 14 | 15 | 16 | 17 | 18 | 19 | 20 | 21 | 22 | 23 | 24 | 25 | 26 | 27 | 28 | 29 | 30 | 31 |
| - | - | - | - | - | - | - | - | - | -- | -- | -- | -- | -- | -- | -- | -- | -- | -- | -- | -- | -- | -- | -- | -- | -- | -- | -- | -- | -- | -- |

### 1 augustus
- Jay Chamberlain (75), Amerikaans autocoureur

### 3 augustus
- Leo De Kesel (97), Belgisch geestelijke

### 4 augustus
- Jan van der Jagt (77), Nederlands politicus
- Lorenzo Music (64), Amerikaanse acteur

### 5 augustus
- Duong Van Minh (85), Vietnamees politicus

### 6 augustus
- Jorge Amado (88), Braziliaans volksschrijver
- Wina Born (80), Nederlands culinair journaliste
- Wilhelm Mohnke (90), Duits militair leider

### 7 augustus
- Larry Adler (87), Brits acteur en muzikant

### 8 augustus
- Noud van Melis (77), Nederlands voetballer

### 9 augustus
- Ray Arvizu (48), Amerikaans bluessaxofonist
- Abe Bonnema (74), Nederlands architect

### 10 augustus
- Werner Pirchner (61), Oostenrijks componist

### 11 augustus
- Carlos Hank González (73), Mexicaanse politicus en zakenman

### 12 augustus
- Aleid Wensink (80), Nederlands schrijver

### 13 augustus
- Otto Stuppacher (54), Oostenrijks autocoureur

### 14 augustus
- Pavel Schmidt (71), Tsjecho-Slowaaks roeier

### 15 augustus
- Richard Chelimo (29), Keniaans atleet
- Kateryna Joesjtsjenko (81), Sovjet-Oekraïens informatica
- Peter Mazur (78), Nederlands natuurkundige en hoogleraar

### 16 augustus
- Bib van Lanschot (87), Nederlands bankier en verzetsman

### 18 augustus
- Roland Cardon (72), Belgisch componist en dirigent

### 19 augustus
- Betty Everett (61), Amerikaans soulzangeres
- Les Sealey (43), Brits voetballer
- Henri-François Van Aal (68), Belgisch journalist en politicus
- Willy Vannitsen (66), Belgisch wielrenner
- Donald Woods (67), Zuid-Afrikaans journalist en anti-apartheidsactivist

### 20 augustus
- Fred Hoyle (86), Brits astrofysicus
- Sylvia Millecam (45), Nederlands comédienne, actrice en presentatrice

### 21 augustus
- Piet Kantebeen (87), Nederlands voetballer
- Alfred Scokaert (80), Belgisch burgemeester

### 22 augustus
- Tatjana Averina (51), Russisch schaatsster
- Hans Visser (64), Nederlands schrijver

### 23 augustus
- Henriette Bie Lorentzen (90), Noors activiste
- Herman Fokker (80), Nederlands politicus en ingenieur
- Kathleen Freeman (82), Amerikaans actrice
- Peter Maas (72), Amerikaans journalist en auteur

### 24 augustus
- Jane Greer (76), Amerikaans actrice
- Bernard Heuvelmans (84), Belgisch zoöloog

### 25 augustus
- Aaliyah (Aaliyah Dana Haughton) (22), Amerikaans zangeres

### 27 augustus
- Jan Kostwinder (Jan de Vries) (41), Nederlands dichter
- Herman Kunnen (76), Belgisch atleet

### 28 augustus
- Theo Blankenauw (77), Nederlands wielrenner
- Phil Cade (85), Amerikaans autocoureur
- Jan Goossens (87), Belgisch voetballer
- Juan Muñoz (48), Spaans beeldhouwer

### 29 augustus
- Francisco Rabal (76), Spaans acteur
- Harold Chestnut (83), Amerikaans elektrotechnicus
- Jacques Santkin (52), Belgisch politicus

### 30 augustus
- Julie Bishop (87), Amerikaans actrice
- Govan Mbeki (91), Zuid-Afrikaans politicus en activist

## September

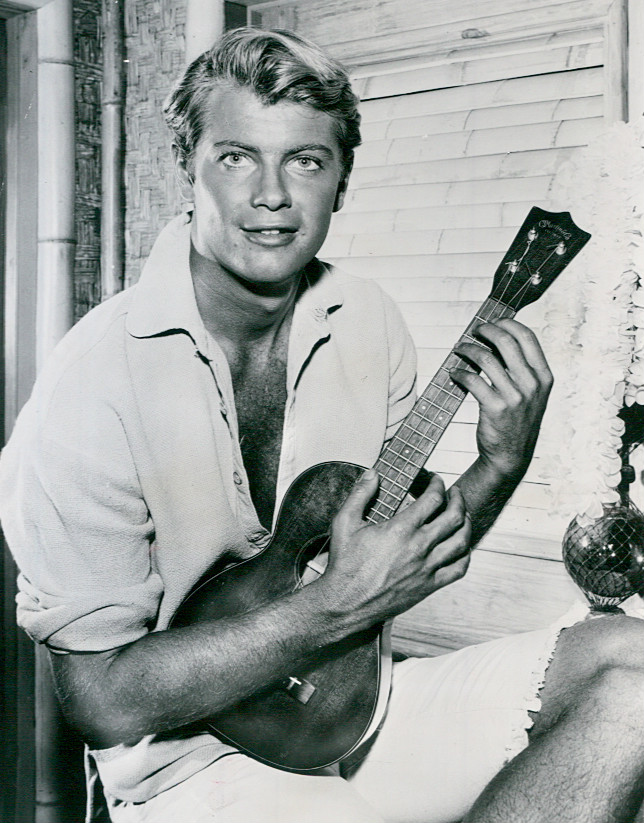
Troy Donahue
2 september

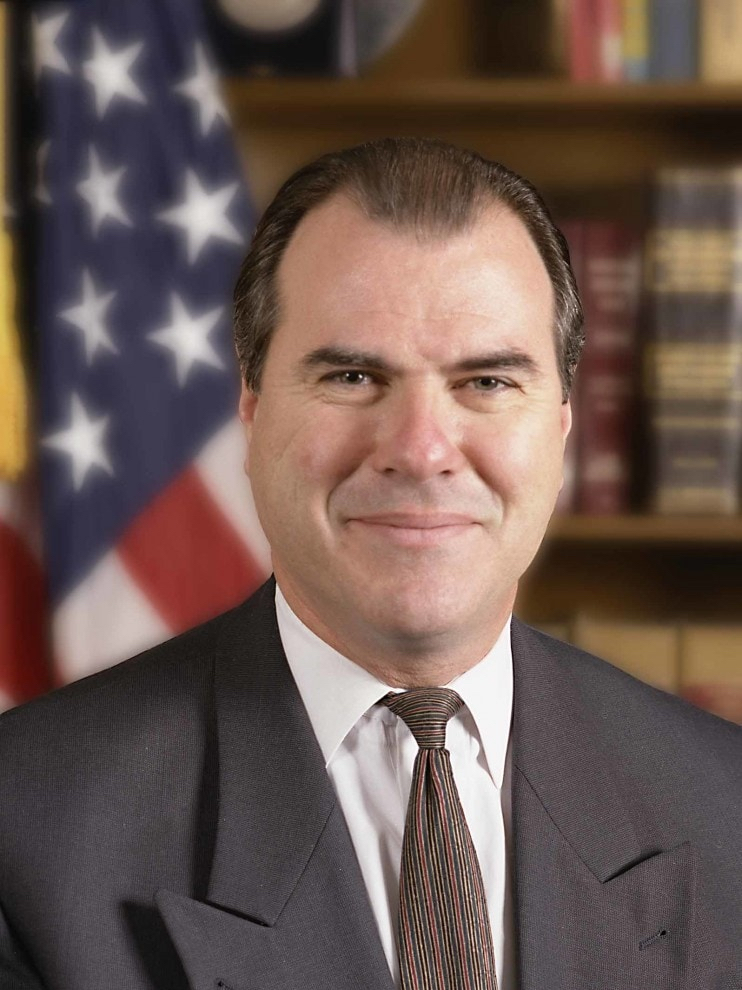
John O'Neill
11 september

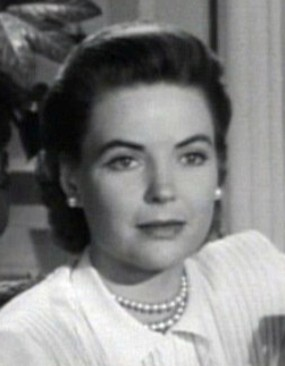
Dorothy McGuire
13 september

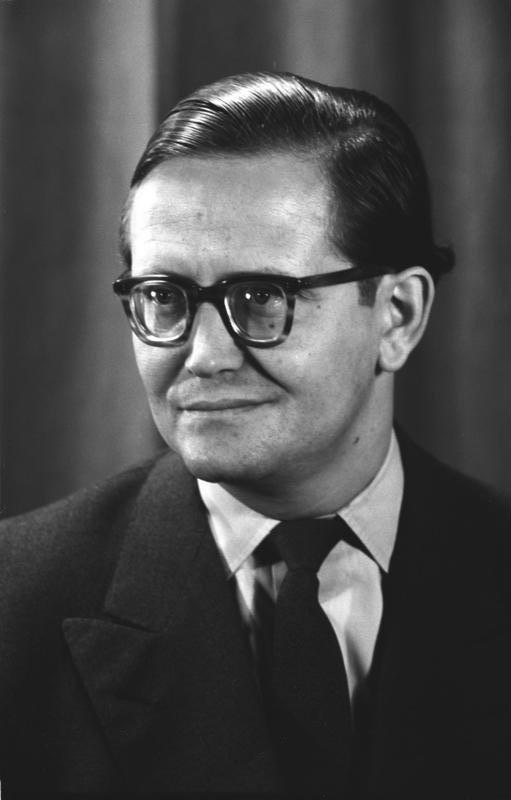
Karl-Eduard von Schnitzler
20 september

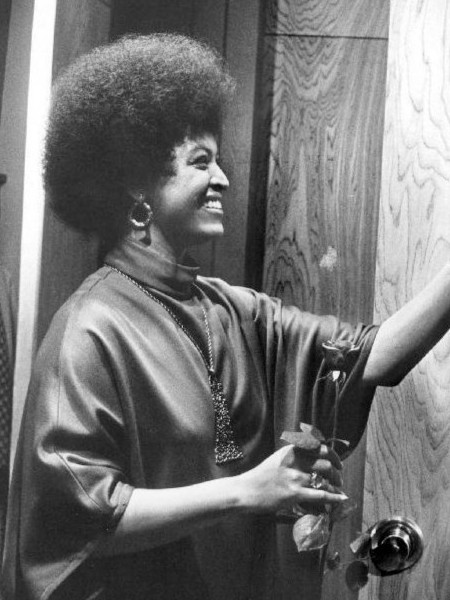
Gloria Foster
29 september

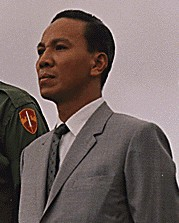
Nguyen Van Thieu
29 september

| 1 | 2 | 3 | 4 | 5 | 6 | 7 | 8 | 9 | 10 | 11 | 12 | 13 | 14 | 15 | 16 | 17 | 18 | 19 | 20 | 21 | 22 | 23 | 24 | 25 | 26 | 27 | 28 | 29 | 30 |
| - | - | - | - | - | - | - | - | - | -- | -- | -- | -- | -- | -- | -- | -- | -- | -- | -- | -- | -- | -- | -- | -- | -- | -- | -- | -- | -- |

### 1 september
- Joseph Brys (74), Belgisch atleet

### 2 september
- Christiaan Barnard (78), Zuid-Afrikaans hartchirurg
- Troy Donahue (65), Amerikaans acteur
- Volkert van der Goot (72), Nederlands entomoloog

### 3 september
- Peter Verjans (48), Nederlands handballer
- Thuy Trang (27) Vietnamees/amerikaanse actrice

### 4 september
- Robbert Wijsmuller (61), Nederlands filmmaker

### 5 september
- Jo Hendriks (78), Nederlands politicus en bestuurder

### 6 september
- Bill Hyndman (85), Amerikaans golfspeler
- Wardell Pomeroy (87), Amerikaans seksuoloog
- Van Rensselaer Potter (90), Amerikaans biochemicus

### 7 september
- Jan Baas (86), Nederlands honkballer
- Georges Mundeleer (80), Belgisch politicus

### 8 september
- Paul Ooghe (102), Belgisch militair

### 9 september
- Achmed Sjah Massoed (48), Afghaans krijgsheer

### 11 september
- Omgekomen bij de aanslagen op 11 september 2001:
  - Mohammed Atta (33), Egyptisch terrorist
  - Berry Berenson (53), Amerikaans actrice
  - Kevin Cosgrove (46), Amerikaans zakenman
  - John O'Neill (49), Amerikaans antiterreurexpert
  - Barbara Olson (45), Amerikaans televisiepresentatrice
- Reinhard Kopps (86), Duits nazi-spion

### 13 september
- Frédéric-Antonin Breysse (93), Frans striptekenaar
- Jaroslav Drobný (79), Tsjechisch, Egyptisch en Brits ijshockeyer en tennisser
- Dorothy McGuire (85), Amerikaanse actrice

### 15 september
- Herbert Burdenski (79), Duits voetballer en voetbaltrainer
- Hennie Möring (82), Nederlands voetballer
- June Salter (69), Australisch actrice

### 16 september
- Neptali Gonzales (78), Filipijns politicus
- Albert Tiberghien (86), Belgisch fiscalist

### 17 september
- Davit Kipiani (49), Sovjet-Georgisch voetballer en trainer

### 18 september
- Guus Hermus (83), Nederlands acteur

### 20 september
- Arnold Batselaere (70), Belgisch organist
- Marcos Pérez Jiménez (87), Venezolaans politicus
- Karl-Eduard von Schnitzler (83), Oost-Duits televisiepresentator

### 22 september
- J.Ph. Punt (95), Nederlands esperantist en radiopresentator
- Isaac Stern (81), Amerikaans violist

### 24 september
- Mike Bigornia (51), Filipijns dichter
- Jens Nygaard (69), Amerikaans dirigent
- Ab Vermeulen (74), Nederlands beeldhouwer

### 25 september
- Robert W. Floyd (65), Amerikaans informaticus
- Michel Stockx (59), Nederlands misdadiger

### 26 september
- Pierre Abbink Spaink (70), Nederlands componist
- Albert Tiberghien (86), Belgisch fiscalist

### 27 september
- Herman Berlinski (91), Amerikaans componist
- Harry de Lange (82), Nederlands econoom
- Hans Snoek (90), Nederlands danseres

### 29 september
- Gloria Foster (67), Amerikaans actrice
- Nguyen Van Thieu (78), Vietnamees president

## Oktober

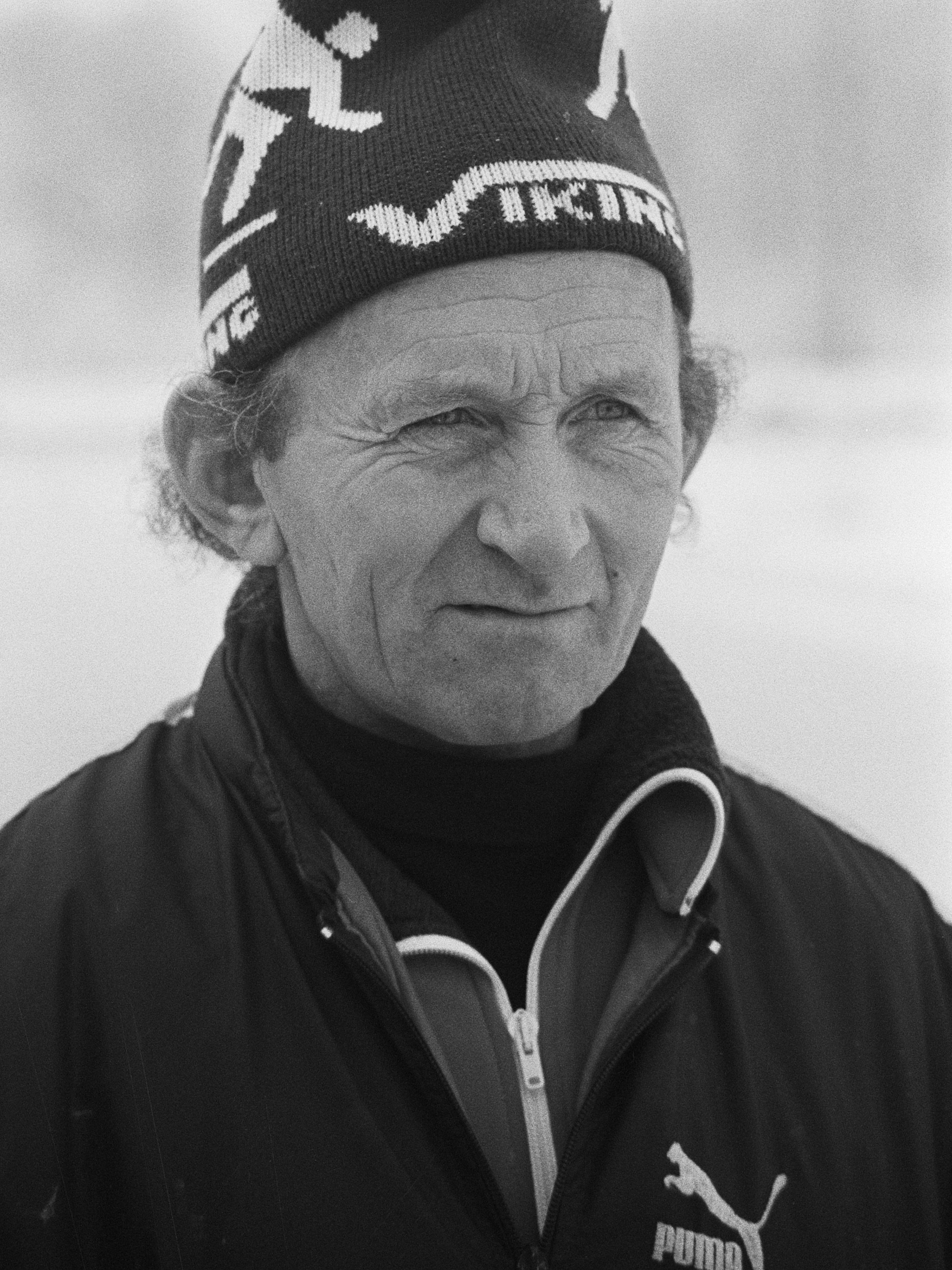
Egbert van 't Oever
5 oktober

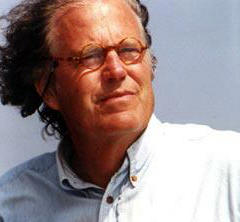
Dirk-Jan Bijker
10 oktober

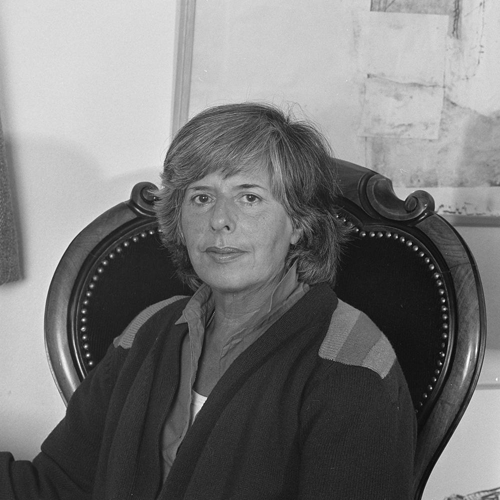
Netty Rosenfeld
14 oktober

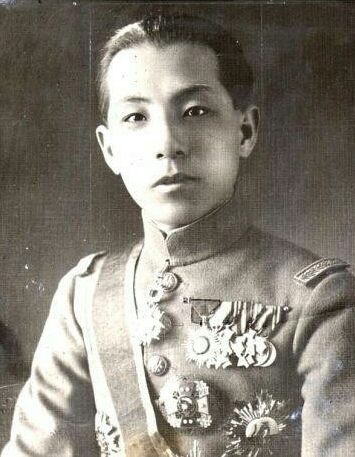
Zhang Xueliang
14 oktober

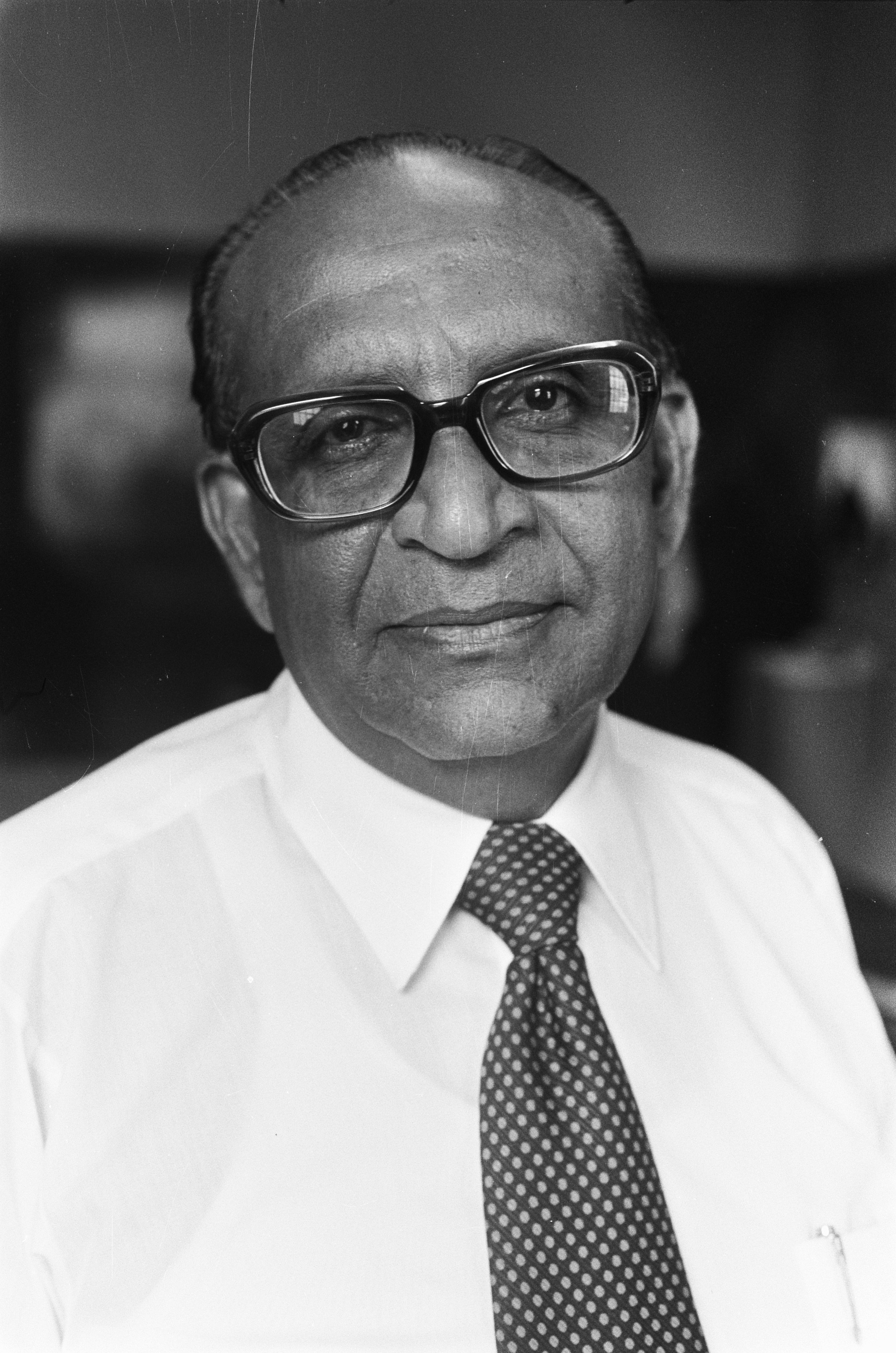
Jagernath Lachmon
19 oktober

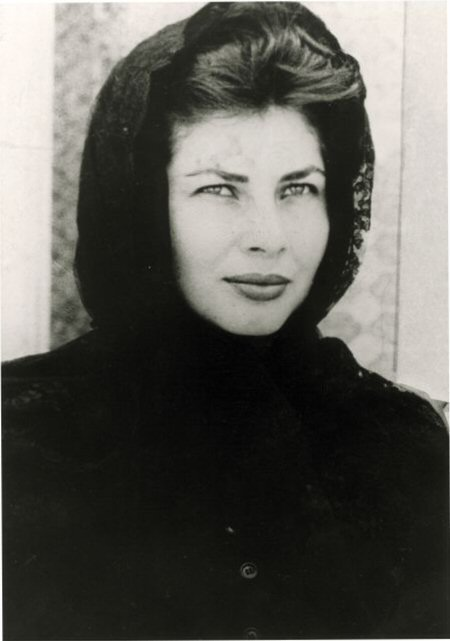
Soraya Esfandiary Bakhtiari
26 oktober

| 1 | 2 | 3 | 4 | 5 | 6 | 7 | 8 | 9 | 10 | 11 | 12 | 13 | 14 | 15 | 16 | 17 | 18 | 19 | 20 | 21 | 22 | 23 | 24 | 25 | 26 | 27 | 28 | 29 | 30 | 31 |
| - | - | - | - | - | - | - | - | - | -- | -- | -- | -- | -- | -- | -- | -- | -- | -- | -- | -- | -- | -- | -- | -- | -- | -- | -- | -- | -- | -- |

### 1 oktober
- Alfons Borgers (82), Belgisch wiskundige
- Lee Cronbach (85), Amerikaans psycholoog

### 2 oktober
- Oldřich Lajsek (76), Tsjechisch kunstenaar

### 3 oktober
- Rudolf Witzig (85), Duits militair

### 5 oktober
- Mike Mansfield (98), Amerikaans politicus en diplomaat
- Egbert van 't Oever (74), Nederlands schaatscoach
- Zoltán Székely (97), Hongaars componist en musicus

### 7 oktober
- Herbert Block (91), Amerikaans cartoonist

### 8 oktober
- Jean Kevers (77), Belgisch politicus
- Angelo Varetto (90), Italiaans wielrenner

### 9 oktober
- Herbert Ross (74), Amerikaans regisseur

### 10 oktober
- Dirk-Jan Bijker (55), Nederlands presentator, producer en regisseur
- Bertus Botterman (91),  Nederlands acteur

### 12 oktober
- Jorge Ledesma (69), Argentijns golfspeler

### 13 oktober
- Jean Daninos (94), Frans autoconstructeur
- Fritz Fromm (88), Duits handbalspeler
- Raoul Kraushaar (93), Amerikaans filmmuziekcomponist

### 14 oktober
- Vernon Harrison (89), Brits handschriftkundige
- David Kellogg Lewis (60), Amerikaans filosoof
- Netty Rosenfeld (79), Nederlands programmamaakster
- Henri Wolter Matheus van der Wyck (74), Nederlands kunsthistoricus
- Zhang Xueliang (100), Chinees politicus

### 15 oktober
- Lieve Baeten (46), Belgisch auteur en illustratrice

### 16 oktober
- Wim Kersten (77), Nederlands zanger en liedjesschrijver

### 17 oktober
- Araquem de Melo (57), Braziliaans voetballer
- Jack Smith (77), Amerikaans autocoureur

### 18 oktober
- Micheline Ostermeyer (78), Frans atlete en pianiste

### 19 oktober
- Jagernath Lachmon (85), Surinaams politicus
- Digna Ochoa (37), Mexicaans advocate en mensenrechtenactiviste

### 21 oktober
- Jean-François Chiappe (70), Frans historicus

### 22 oktober
- Jan Glastra van Loon (81), Nederlands politicus en rechtsgeleerde
- Ed Vijent (38), Nederlands voetballer

### 23 oktober
- Cor Tabak (94), Nederlands gewichtheffer

### 24 oktober
- Seishiro Shimatani (62), Japans voetballer

### 26 oktober
- Soraya Esfandiary Bakhtiari (69), keizerin van Iran

### 28 oktober
- Gerard Hengeveld (90), Nederlands pianist en componist

### 29 oktober
- Giuseppe Martino (86), Italiaans wielrenner
- Yoritsune Matsudaira (94), Japans componist

### 31 oktober
- Régine Cavagnoud (31), Franse skiester
- Aart Klein (92), Nederlands fotograaf

## November

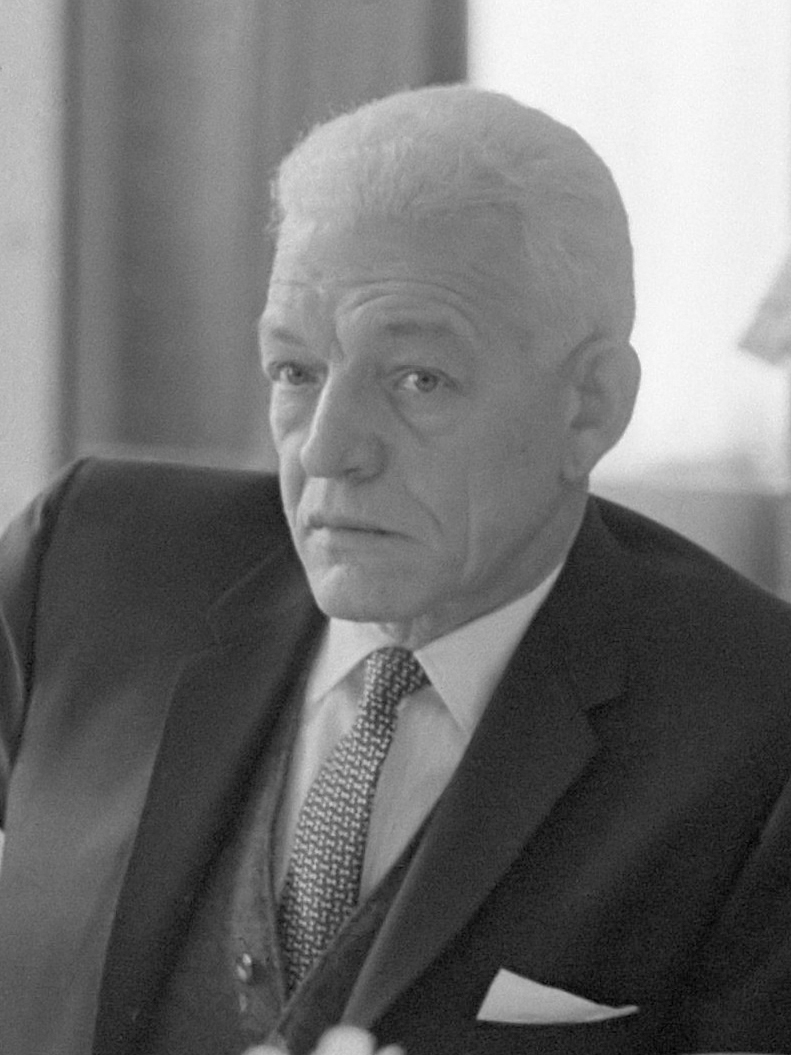
Juan Bosch
1 november

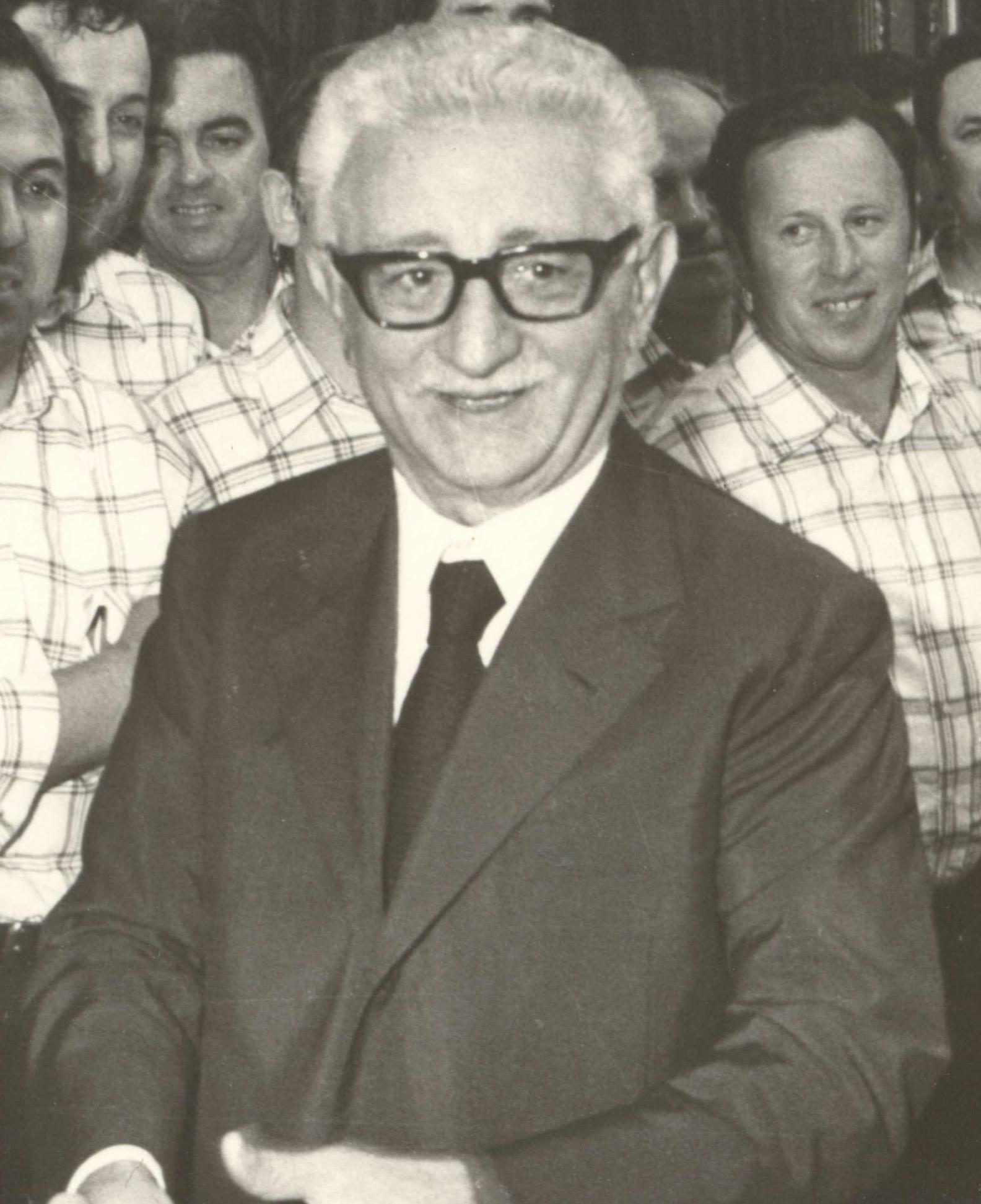
Giovanni Leone
9 november

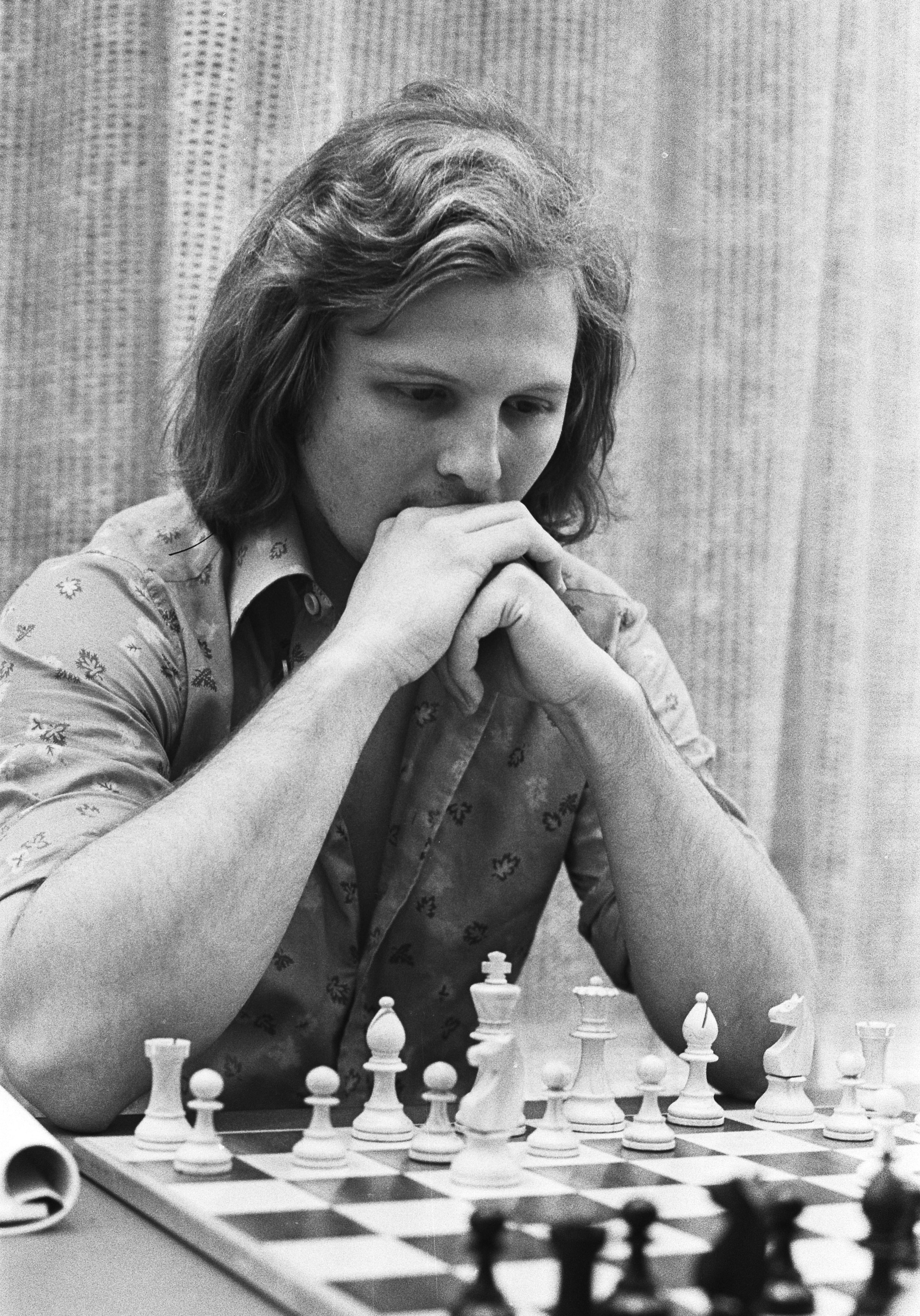
Anthony Miles
12 november

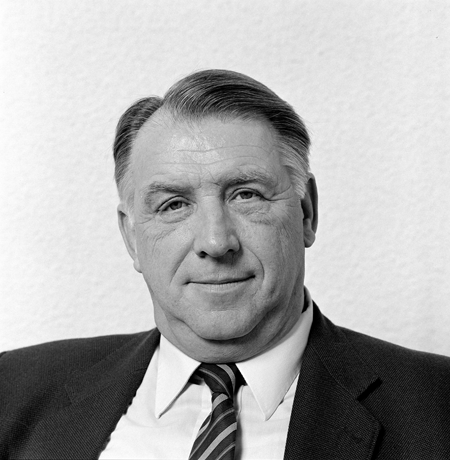
Wim Bosboom
20 november

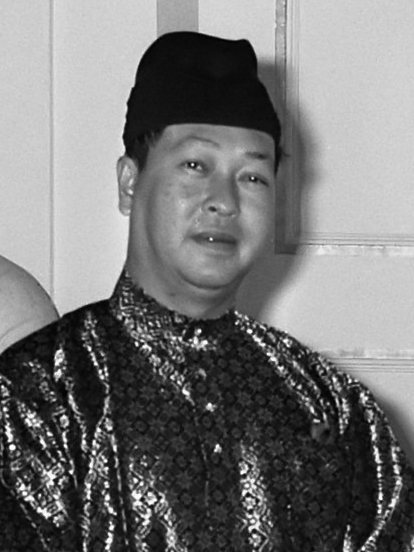
Salehuddin Abdul Aziz Shah
21 november

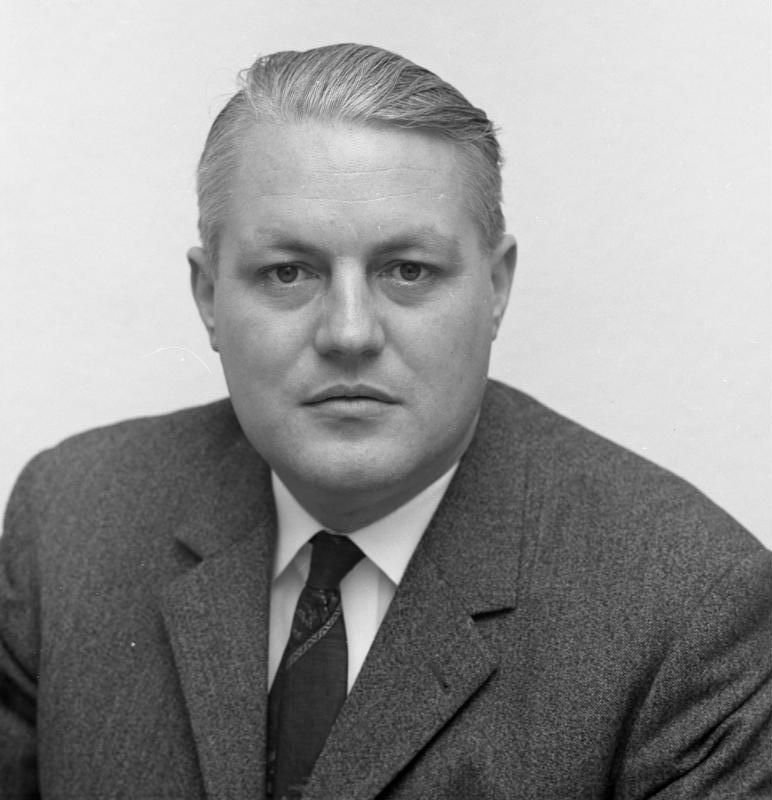
Gerhard Stoltenberg
23 november

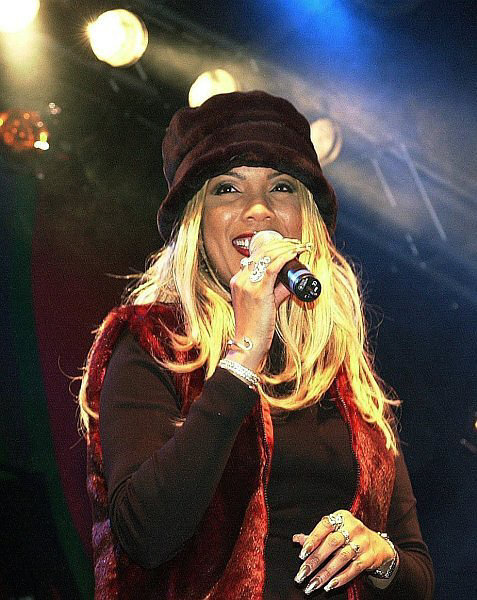
Melanie Thornton
24 november

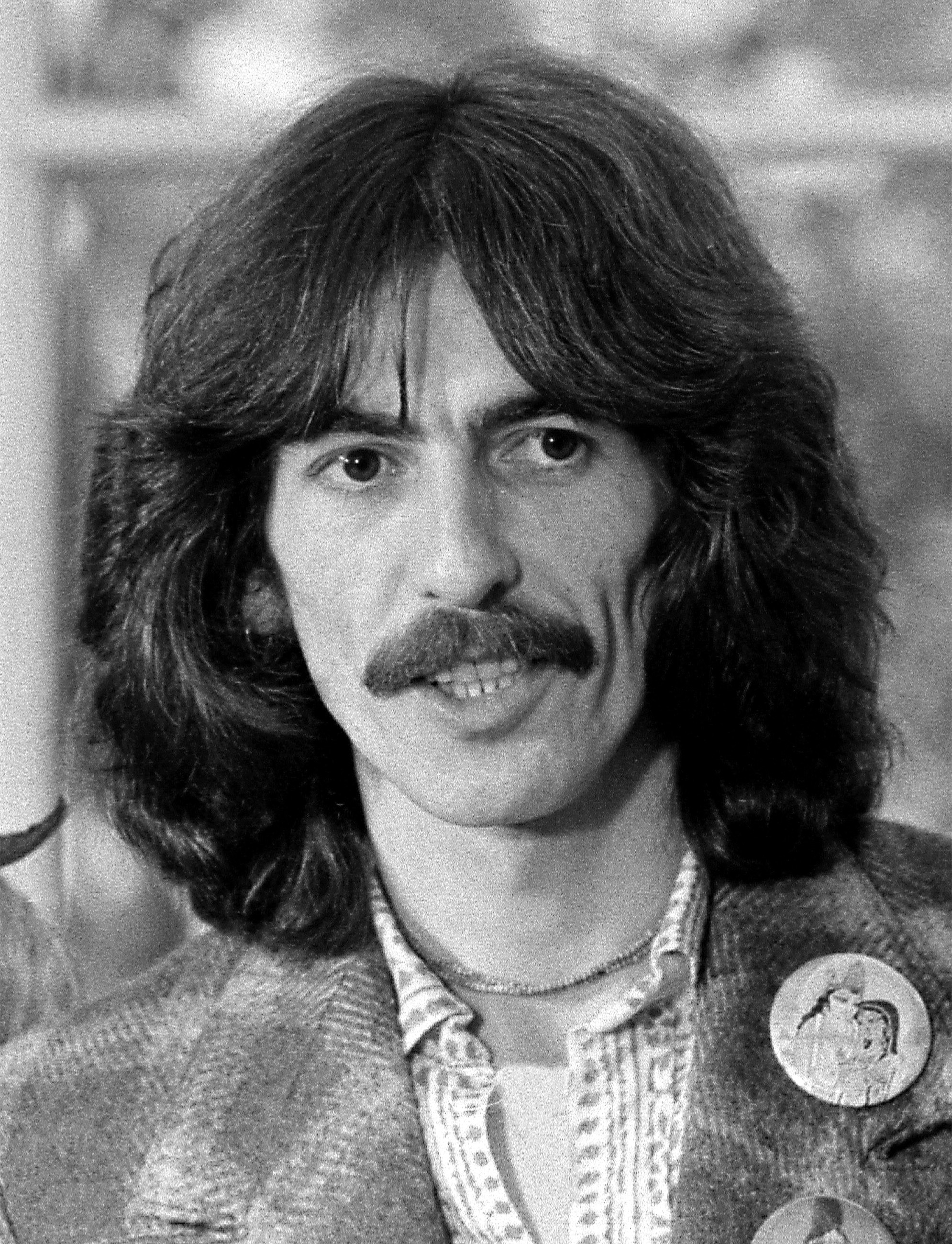
George Harrison
29 november

| 1 | 2 | 3 | 4 | 5 | 6 | 7 | 8 | 9 | 10 | 11 | 12 | 13 | 14 | 15 | 16 | 17 | 18 | 19 | 20 | 21 | 22 | 23 | 24 | 25 | 26 | 27 | 28 | 29 | 30 |
| - | - | - | - | - | - | - | - | - | -- | -- | -- | -- | -- | -- | -- | -- | -- | -- | -- | -- | -- | -- | -- | -- | -- | -- | -- | -- | -- |

### 1 november
- Juan Bosch (92), Dominicaans politicus

### 2 november
- Doug Hele (82), Brits motorfietsconstructeur

### 3 november
- Ernst Gombrich (92), Oostenrijks kunsthistoricus
- Lucie van Bourbon-Sicilië (93), lid Italiaanse adel

### 7 november
- Nida Blanca (65), Filipijns actrice
- Bertus Botterman (91), Nederlands acteur

### 8 november
- Paolo Bertoli (93), Italiaans kardinaal

### 9 november
- Giovanni Leone (93), Italiaans politicus
- Bert ter Schegget (74), Nederlands theoloog
- Nancye Wynne-Bolton (84), Australisch tennisspeelster

### 10 november
- Theys Hiyo Eluay (64), Indonesisch politicus
- Ken Kesey (66), Amerikaans schrijver

### 11 november
- Volker Handloik (40), Duits journalist
- Ludwig Hörmann (83), Duits wielrenner

### 12 november
- Anthony Miles (46), Brits schaker

### 13 november
- Marius Flothuis (87), Nederlands componist en musicoloog
- Babik Reinhardt (57), Frans jazzmusicus
- Cornelius Warmerdam (86), Amerikaans atleet

### 14 november
- Oliver Hasenfratz (35), Duits acteur
- Juan Carlos Lorenzo (79), Argentijns voetballer
- Eduard Messer (84), Nederlands journalist
- Arno Nicolaï (87), Nederlands architect

### 15 november
- Armand Verspeeten (91), Belgisch politicus

### 16 november
- Rosemary Brown (85), Brits medium
- Tommy Flanagan (71), Amerikaans jazzpianist
- Frans van der Gun (82), Nederlands politicus en vakbondsbestuurder
- Luc Lutz (76), Nederlands acteur
- Leen Pot (91), Nederlands verzetsstrijder
- Geertruida Jeanette Thorbecke (72), Nederlands-Amerikaans patholoog

### 18 november
- Iding Soemita (93), Surinaams politicus

### 19 november
- Lucien Vincent (92), Frans autocoureur

### 20 november
- Wim Bosboom (73), Nederlands presentator

### 21 november
- Simone Arnoux (86), lid Duitse adel
- Ralph Burns (79), Amerikaans bandleider en componist
- Saakje Huisman (50), Nederlands schrijfster
- Salehuddin Abdul Aziz Shah (75), sultan van Maleisië
- Paddy Skerritt (75), Iers golfspeler

### 22 november
- Theo Barker (78), Brits historicus

### 23 november
- Vendramino Bariviera (64), Italiaans wielrenner
- Jan Ketelaar (93), Nederlands scheikundige
- Krishnananda (79), Indiaas geestelijke
- Toon de Ruiter (66), Nederlands roeier
- Gerhard Stoltenberg (73), Duits politicus

### 24 november
- Rachel Gurney (81), Brits actrice
- Eddy Meeùs (75), Belgisch ondernemer
- Melanie Thornton (34), Amerikaans-Duits zangeres

### 25 november
- Piet Klaasse (83), Nederlands illustrator
- Johnny Micheal Spann (32), Amerikaans militair

### 26 november
- Mathias Clemens (86), Luxemburgs wielrenner en politicus

### 27 november
- Joop den Tonkelaar (75), Nederlands meteoroloog

### 29 november
- Viktor Astafjev (77), Russisch schrijver
- Jan van Beekum (83), Nederlands componist en dirigent
- Budd Boetticher (85), Amerikaans regisseur
- Jerome Mayo Greenberg (79), Amerikaans astrofysicus
- George Harrison (58), Brits gitarist en zanger

### 30 november
- Ademar Miranda Júnior (60), Braziliaans voetballer bekend als Ademar Pantera

## December

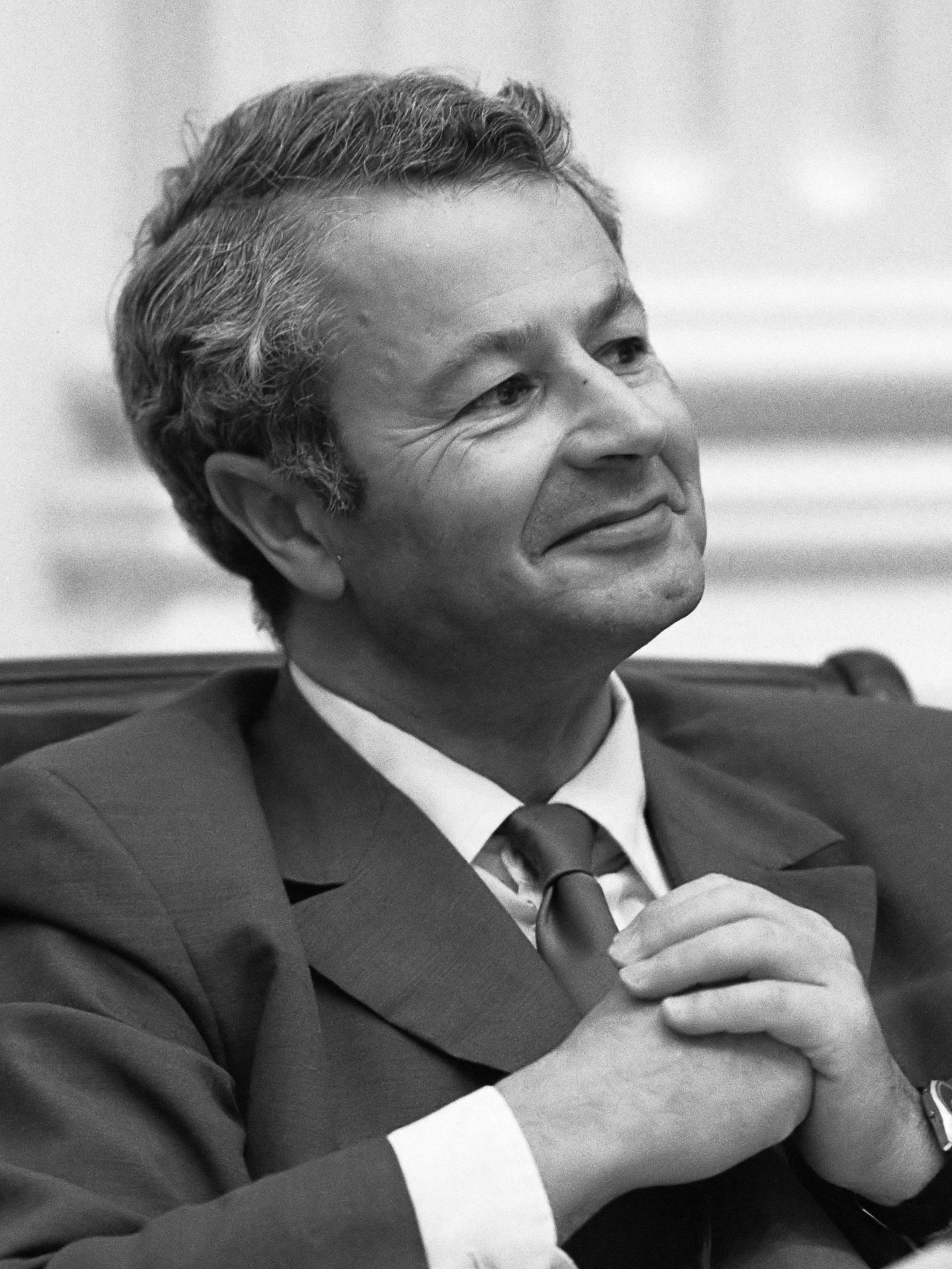
Max Rood
2 december

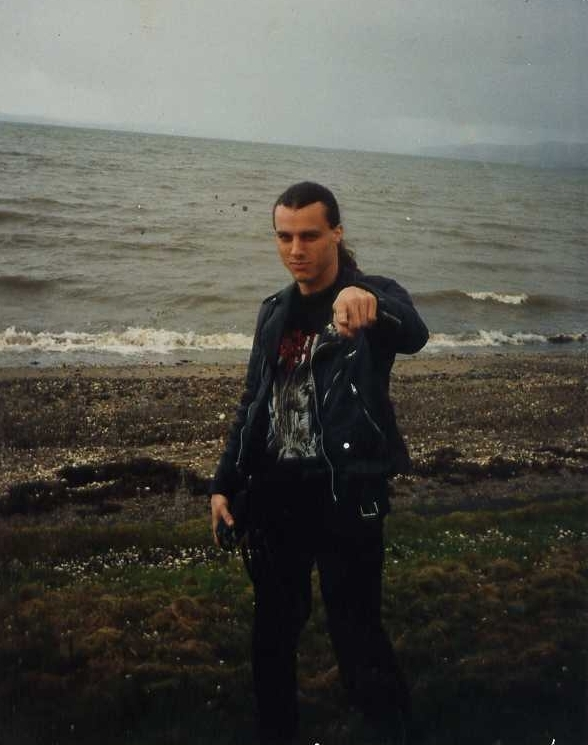
Chuck Schuldiner
13 december

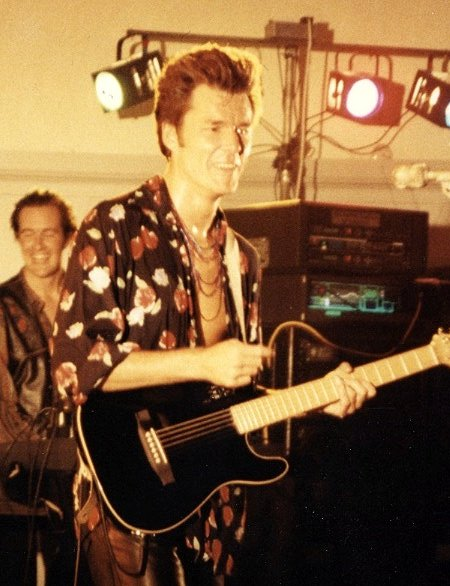
Stuart Adamson
16 december

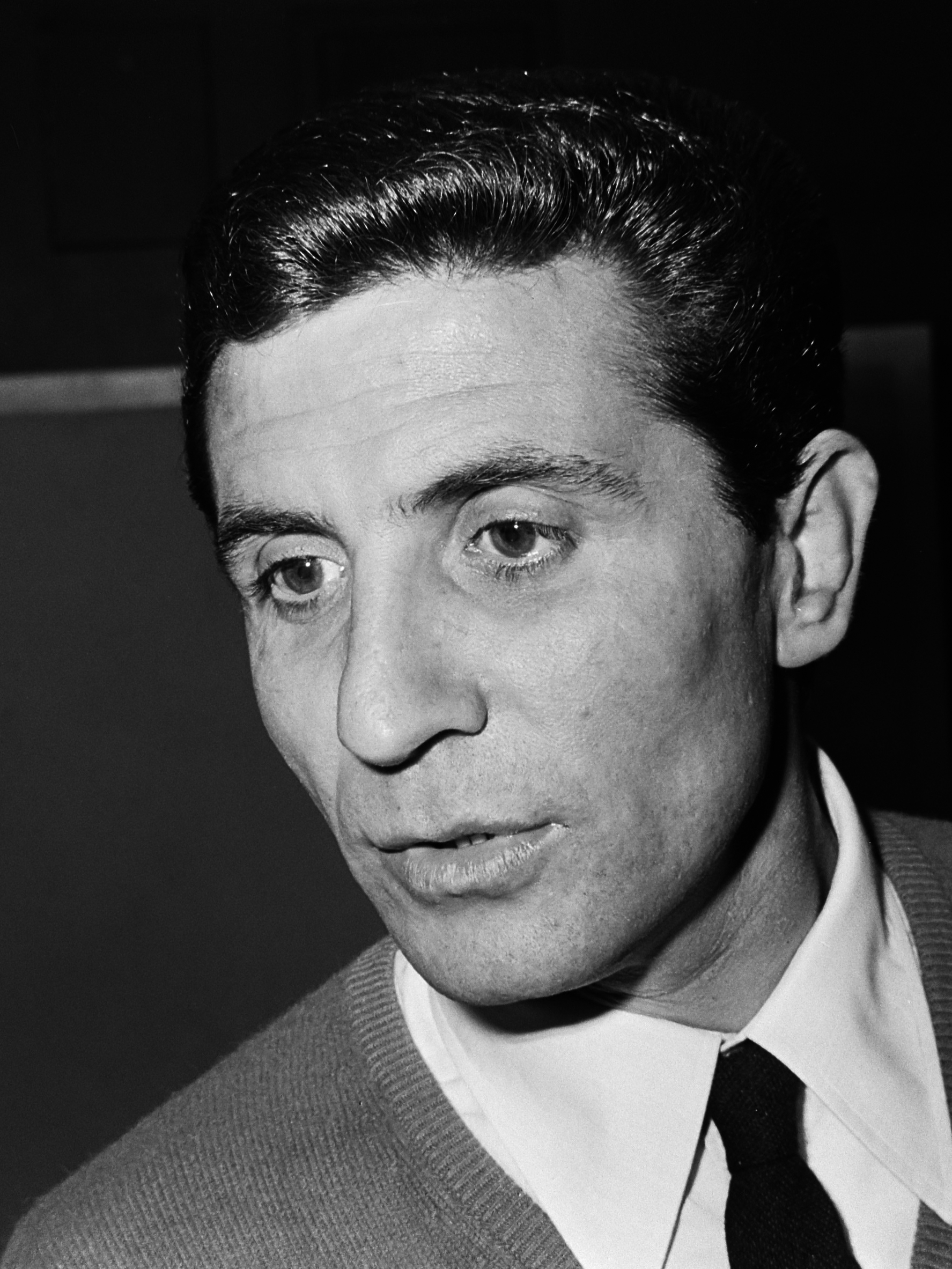
Gilbert Bécaud
18 december

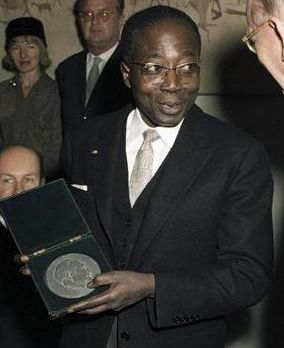
Léopold Senghor
20 december

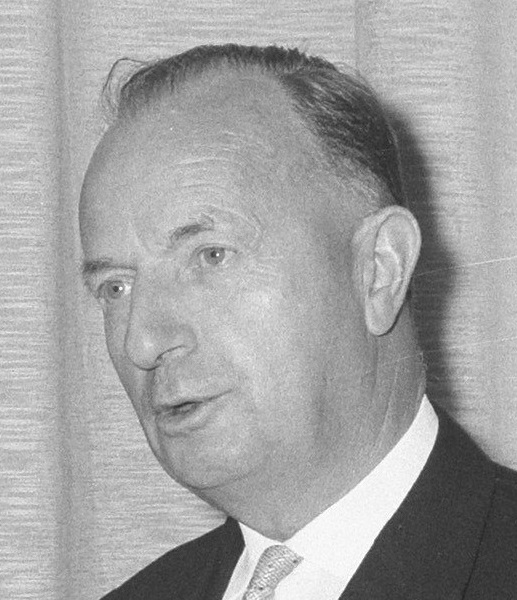
Cees Egas
21 december

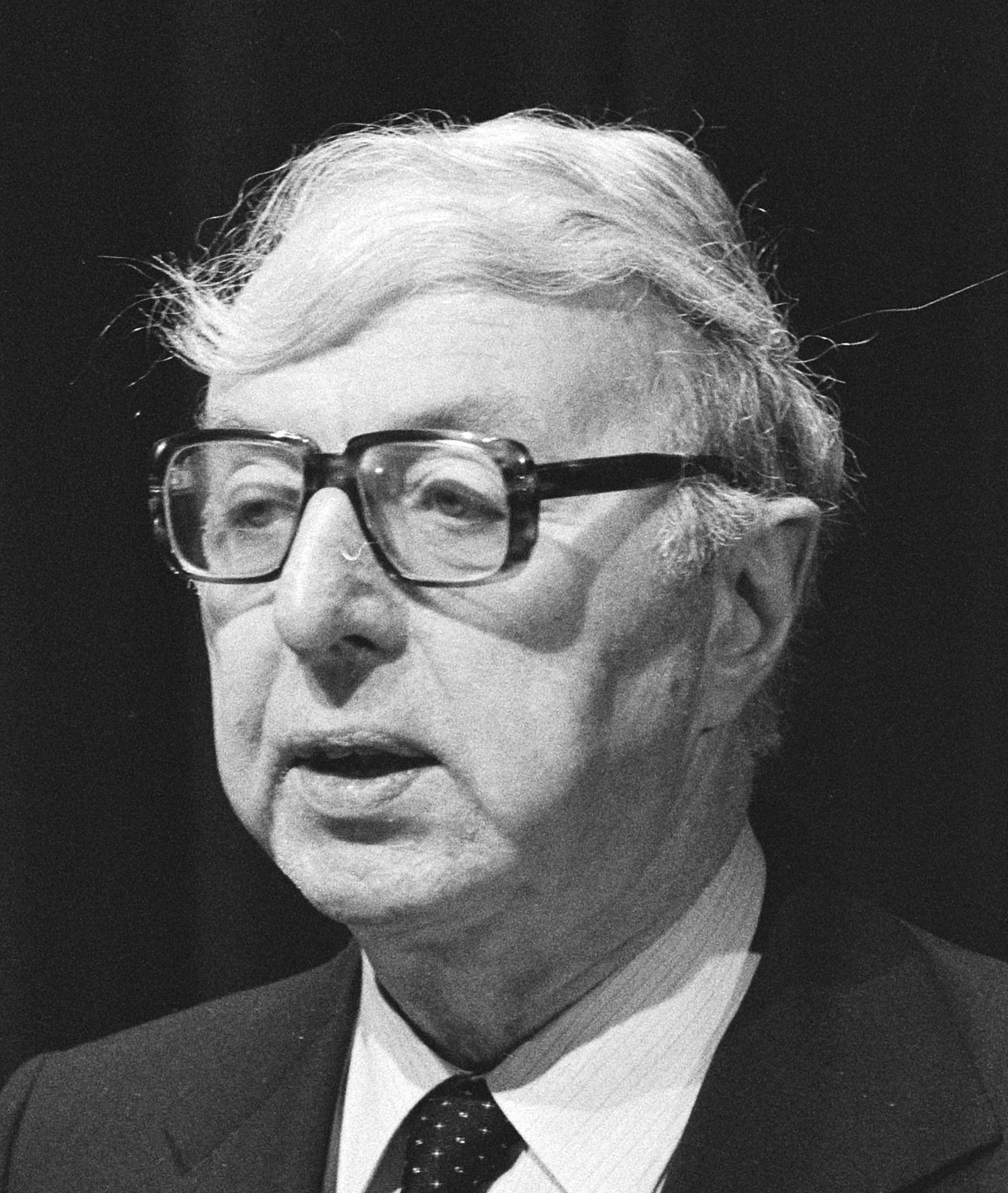
Jelle Zijlstra
23 december

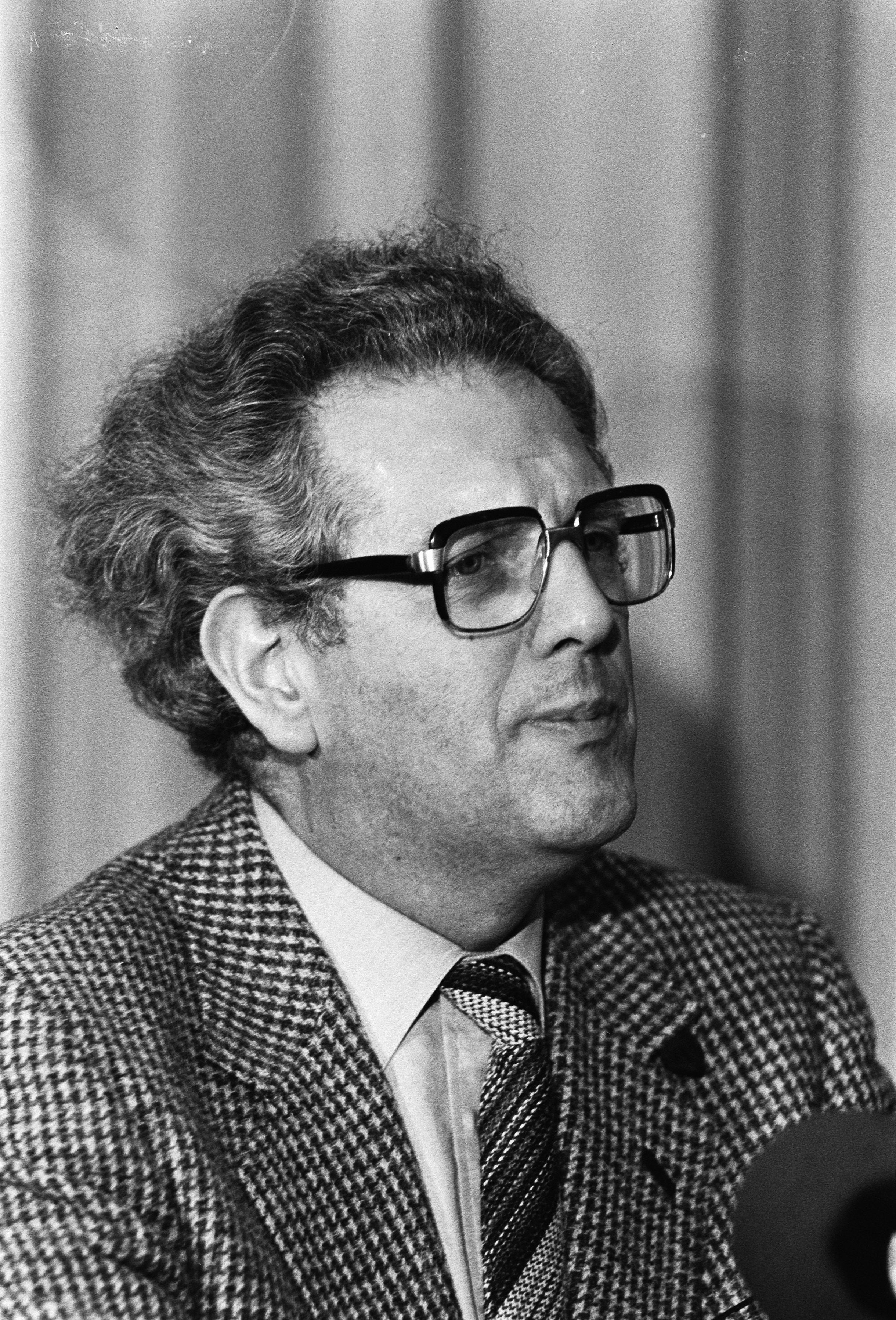
Gerard van Leijenhorst
28 december

| 1 | 2 | 3 | 4 | 5 | 6 | 7 | 8 | 9 | 10 | 11 | 12 | 13 | 14 | 15 | 16 | 17 | 18 | 19 | 20 | 21 | 22 | 23 | 24 | 25 | 26 | 27 | 28 | 29 | 30 | 31 |
| - | - | - | - | - | - | - | - | - | -- | -- | -- | -- | -- | -- | -- | -- | -- | -- | -- | -- | -- | -- | -- | -- | -- | -- | -- | -- | -- | -- |

### 1 december
- Kurt Baruch (88), Nederlands verzetsstrijder en kunstenaar
- Stan Haag (81), Nederlands programmamaker, radiopresentator en liedjesschrijver
- Cor de Jager (76), Nederlands militair leider
- Taf Wallet (99), Belgisch kunstschilder en etser

### 2 december
- Bruce Halford (70), Brits autocoureur
- Max Rood (72), Nederlands politicus en rechtsgeleerde

### 3 december
- Gerhart Riegner (90), Duits godsdienstfilosoof

### 4 december
- Hermann Mosler (88), Duits rechter

### 5 december
- Franco Rasetti (100), Italiaans-Amerikaans natuurkundige

### 6 december
- Peter Blake (53), Nieuw-Zeelands zeezeiler

### 7 december
- Hector Livius Sixma baron van Heemstra (80), Nederlands burgemeester

### 8 december
- Jef Dominicus (88), Nederlands wielrenner
- Gerrit Floors (64), Nederlands burgemeester

### 10 december
- Knut Fægri (92), Noors botanicus

### 11 december
- Annetje Fels-Kupferschmidt (87), Nederlands bestuurder
- Henric Gerrit van Holthe tot Echten (79), Nederlands burgemeester

### 12 december
- Josef Bican (88), Oostenrijks-Tsjechisch voetballer en trainer
- Dietmar Pillhock (57), Nederlands schaker
- Jean Richard (80), Frans filmacteur

### 13 december
- Cees Egas (88), Nederlands politicus
- Chuck Schuldiner (34), Amerikaans gitarist en zanger

### 14 december
- Elisabeth Augustin (98), Duits-Nederlands schrijfster en dichteres
- W.G. Sebald (57), Duits schrijver

### 15 december
- Gaspard Coolen (93), Belgisch burgemeester
- Paul De Vlies (79), Belgisch politicus
- Russ Haas (27), Amerikaans professioneel worstelaar
- Rufus Thomas (84), Amerikaans soulzanger

### 16 december
- Stuart Adamson (43), Brits zanger en gitarist
- Stefan Heym (88), (Oost-)Duits schrijver en dissident
- Carwood Lipton (81), Amerikaans militair en zakenman

### 18 december
- Gilbert Bécaud (74), Frans chansonnier
- Kira Ivanova (38), Russisch kunstschaatsster
- Marcel Mule (100), Frans klassiek saxofonist
- Sietske Pasveer (86), Nederlands schaatsster

### 19 december
- Vincas Jomantas (79), Australisch tekenaar en beeldhouwer
- Hans Warren (80), Nederlands dichter

### 20 december
- Theo Hendriksen (94), Nederlands geestelijke
- Léopold Senghor (95), Senegalees dichter, filosoof, schrijver en politicus

### 21 december
- Cees Egas (88), Nederlands politicus

### 23 december
- Jelle Zijlstra (83) Nederlands politicus, minister-president en econoom

### 24 december
- Josef Ferdinand Arens (87), Nederlands scheikundige
- Harm Bouman (84), Nederlands collaborateur
- Robert Leckie (81), Amerikaans schrijver

### 25 december
- Kees Mandos (88), Nederlands kunstenaar
- Alfred Tomatis (81), Frans medicus

### 26 december
- Nigel Hawthorne (72), Brits acteur
- Jesualda Kwanten (100), Nederlands kloosterzuster en beeldhouwster
- Staf Permentier (81), Belgisch cabaretier

### 28 december
- Gerard van Leijenhorst (73), Nederlands politicus
- Erich Opitz (89), Oostenrijks componist
- Lambrecht Siowko Pasma (87), Nederlands burgemeester
- Jany van der Veen (84), Nederlands voetballer

### 29 december
- Florian Fricke (57), Duits musicus
- Louis Waltniel (76), Belgisch politicus

### 30 december
- Chaim Kreiswirth (83), Pools-Belgisch rabbijn

### 31 december
- Eileen Heckart (82), Amerikaans actrice

## Datum onbekend
- Bert van Aerschot (84), Belgisch schrijver (overleden in november)
- Fernand Ducobu (87), Belgisch politicus (overleden in juli)
- Cécile Sap (79), Belgisch bestuurder (overleden in oktober)
- Charlie Ward (89), Brits golfspeler (overleden in augustus)

1900 ·
1901 ·
1902 ·
1903 ·
1904 ·
1905 ·
1906 ·
1907 ·
1908 ·
1909 ·
1910 ·
1911 ·
1912 ·
1913 ·
1914 ·
1915 ·
1916 ·
1917 ·
1918 ·
1919 ·
1920 ·
1921 ·
1922 ·
1923 ·
1924 ·
1925 ·
1926 ·
1927 ·
1928 ·
1929 ·
1930 ·
1931 ·
1932 ·
1933 ·
1934 ·
1935 ·
1936 ·
1937 ·
1938 ·
1939 ·
1940 ·
1941 ·
1942 ·
1943 ·
1944 ·
1945 ·
1946 ·
1947 ·
1948 ·
1949 ·
1950 ·
1951 ·
1952 ·
1953 ·
1954 ·
1955 ·
1956 ·
1957 ·
1958 ·
1959 ·
1960 ·
1961 ·
1962 ·
1963 ·
1964 ·
1965 ·
1966 ·
1967 ·
1968 ·
1969 ·
1970 ·
1971 ·
1972 ·
1973 ·
1974 ·
1975 ·
1976 ·
1977 ·
1978 ·
1979 ·
1980 ·
1981 ·
1982 ·
1983 ·
1984 ·
1985 ·
1986 ·
1987 ·
1988 ·
1989 ·
1990 ·
1991 ·
1992 ·
1993 ·
1994 ·
1995 ·
1996 ·
1997 ·
1998 ·
1999 ·
2000 ·
2001 ·
2002 ·
2003 ·
2004 ·
2005 ·
2006 ·
2007 ·
2008 ·
2009 ·
2010 ·
2011 ·
2012 ·
2013 ·
2014 ·
2015 ·
2016 ·
2017 ·
2018 ·
2019 ·
2020 ·
2021 ·
2022 ·
2023 ·
2024 ·
2025